# Biserica de lemn din Almașu Mic de Munte

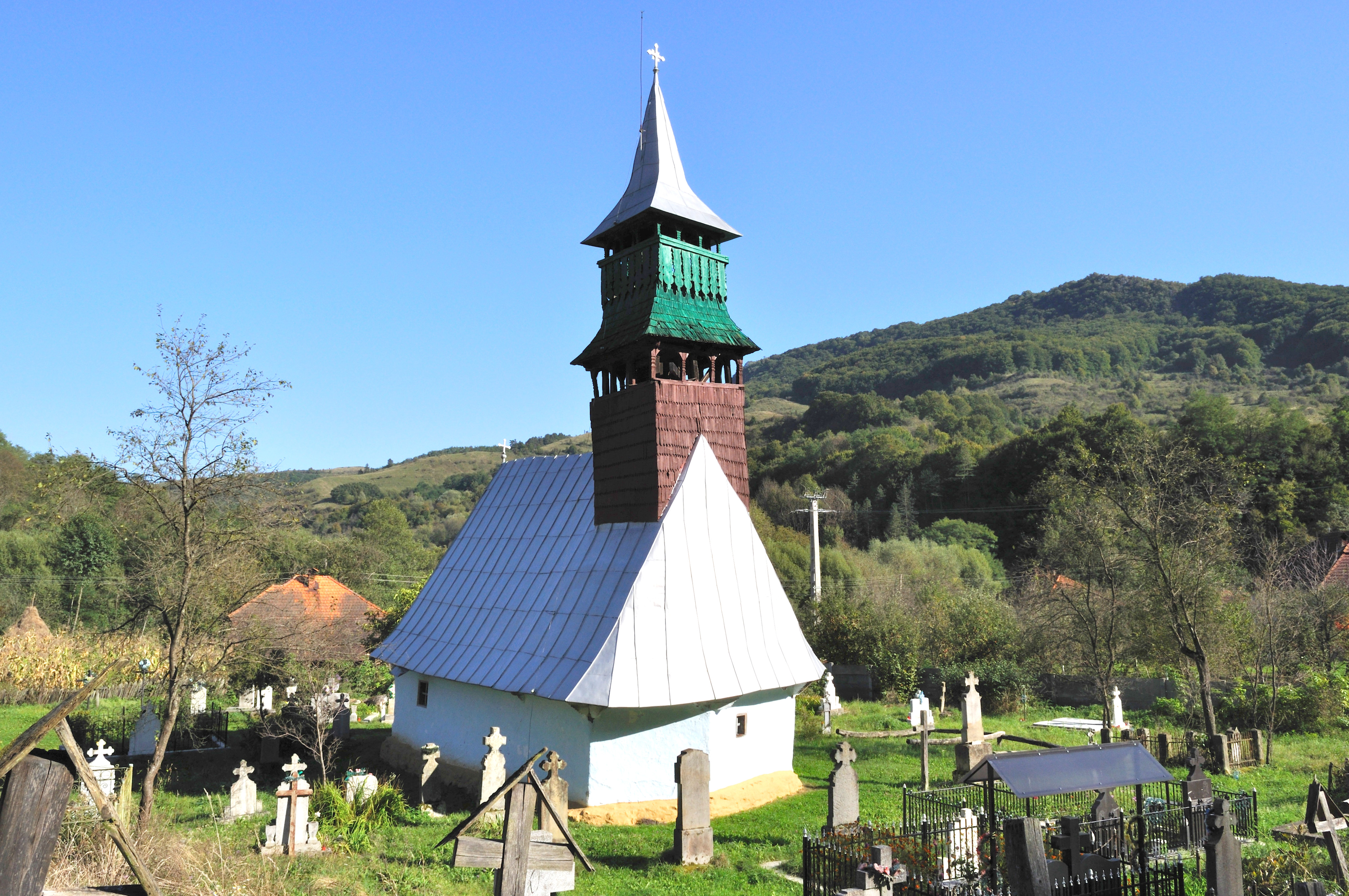
Biserica de lemn „Sfinții Arhangheli Mihail și Gavriil” din Almașu Mic de Munte, comuna Balșa, județul Hunedoara, foto: septembrie 2010.

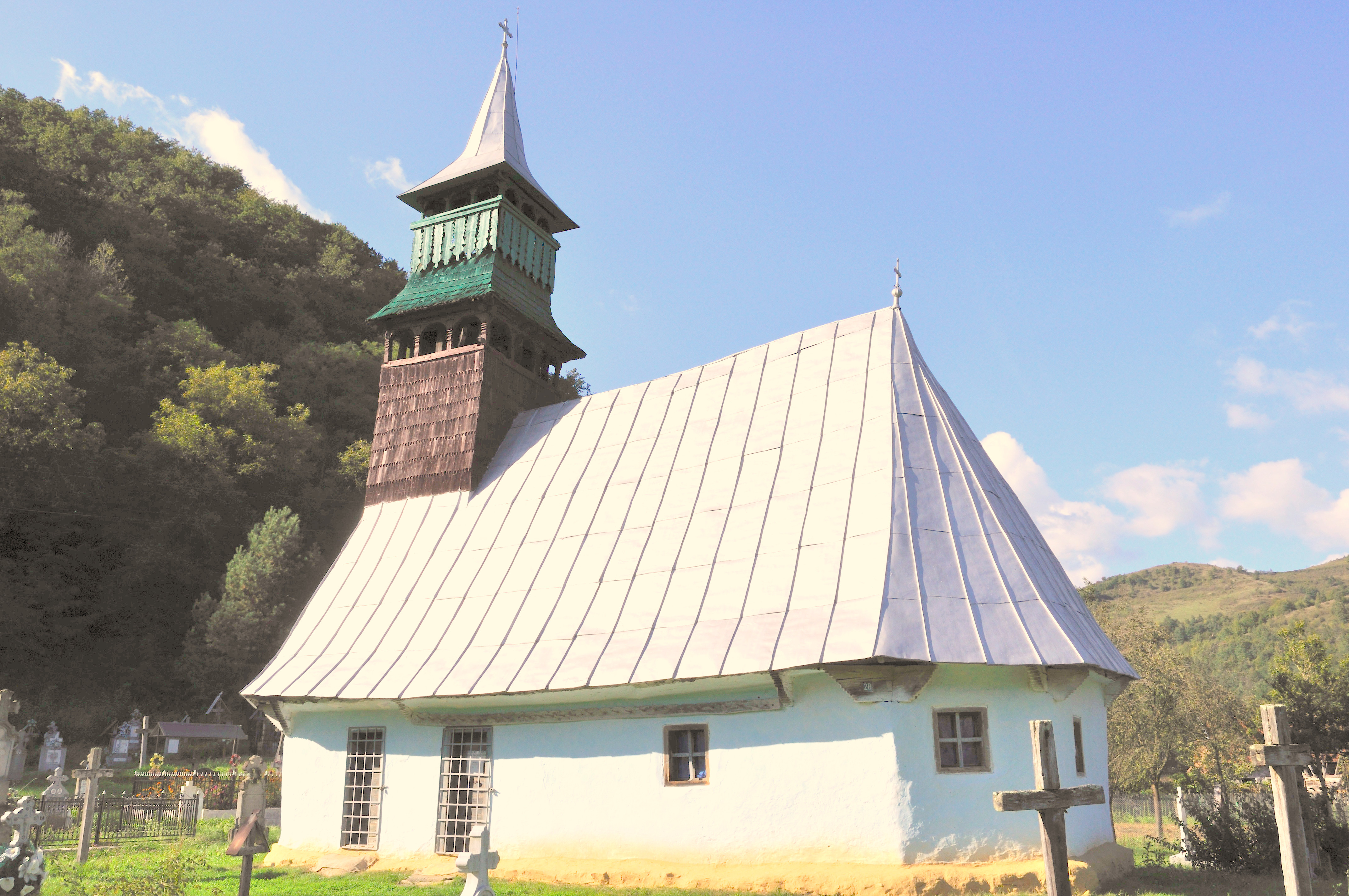
Biserica (sud-est)

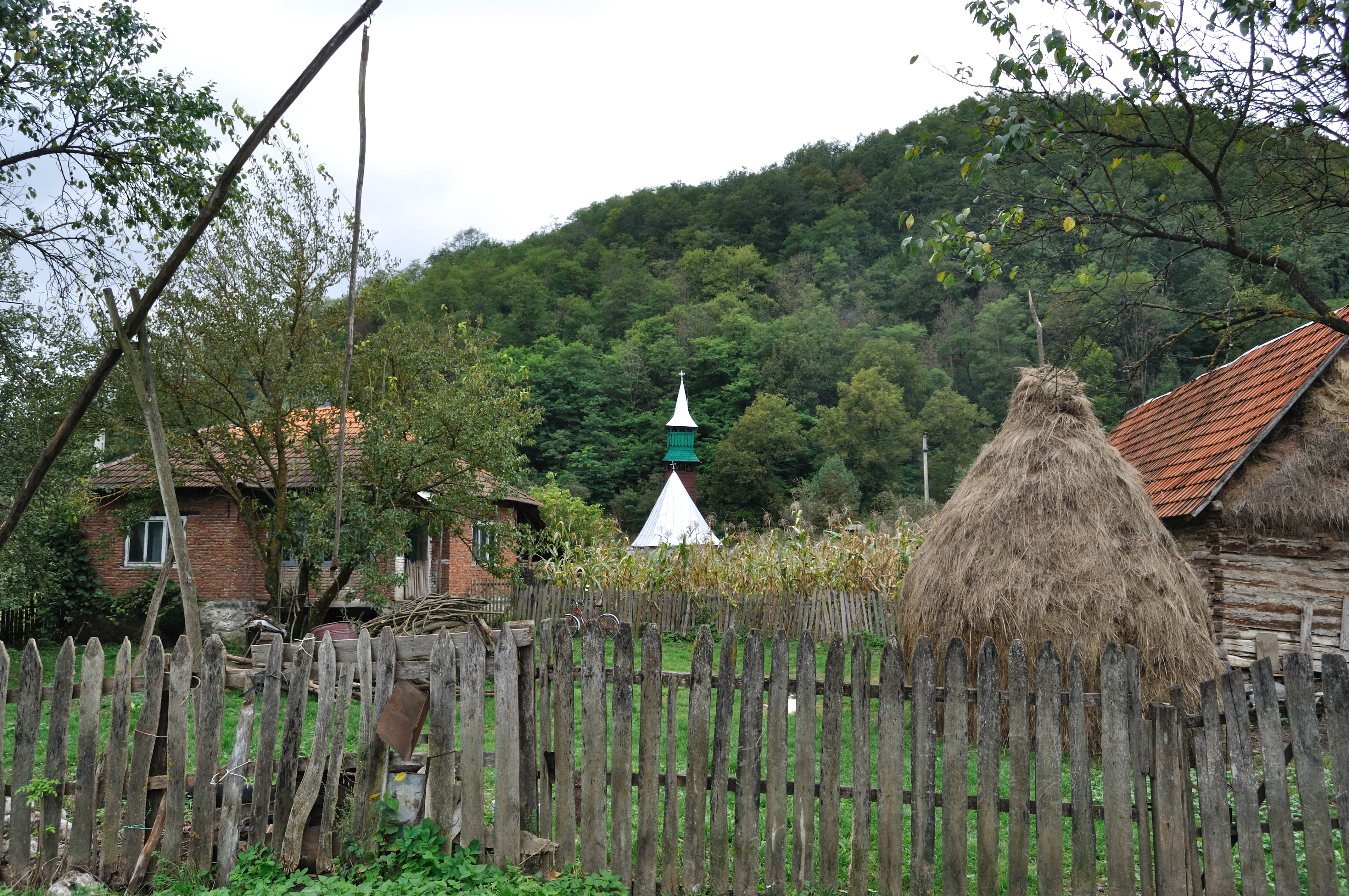
Biserica din depărtare

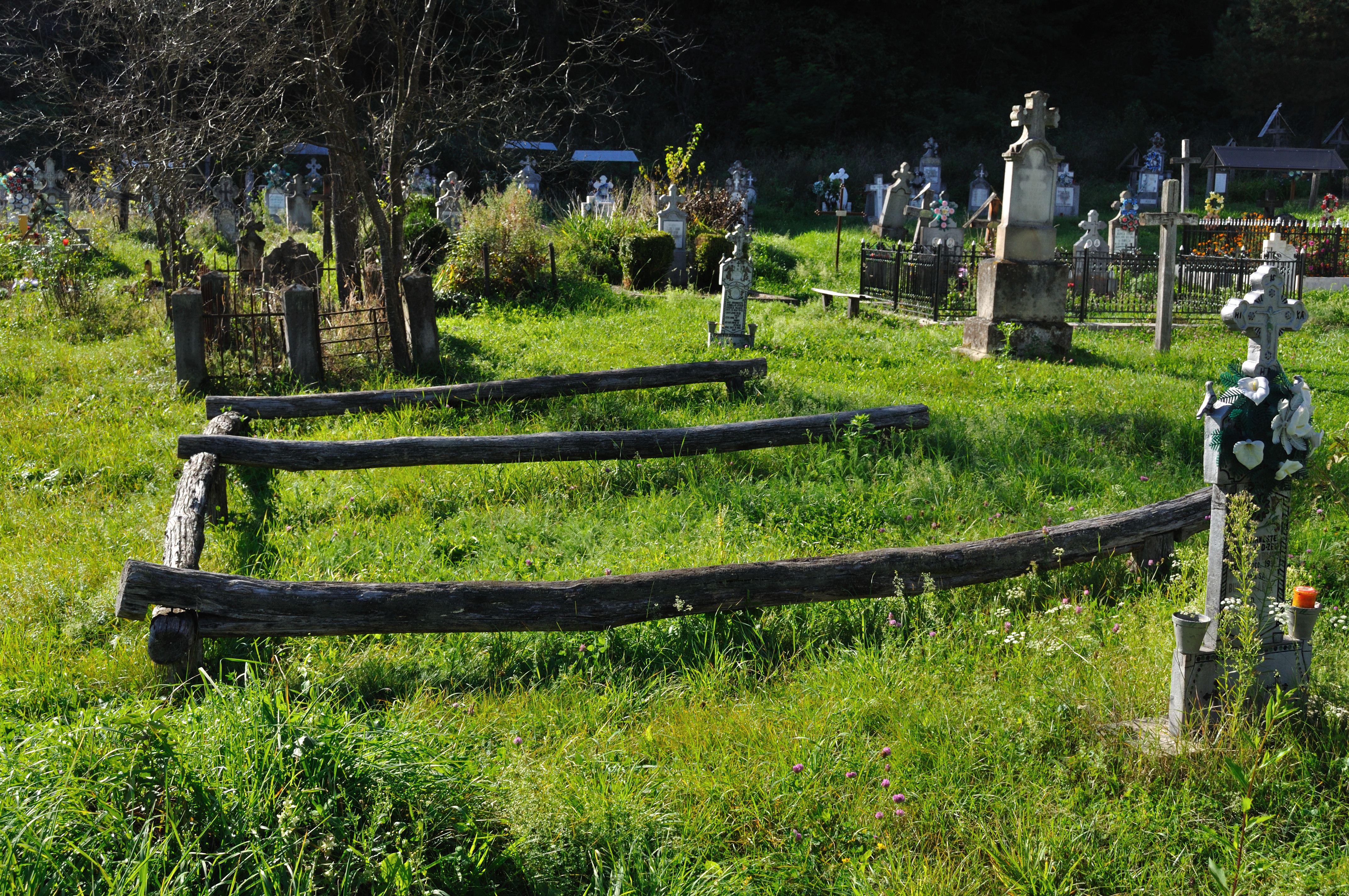
Scaunul de judecată

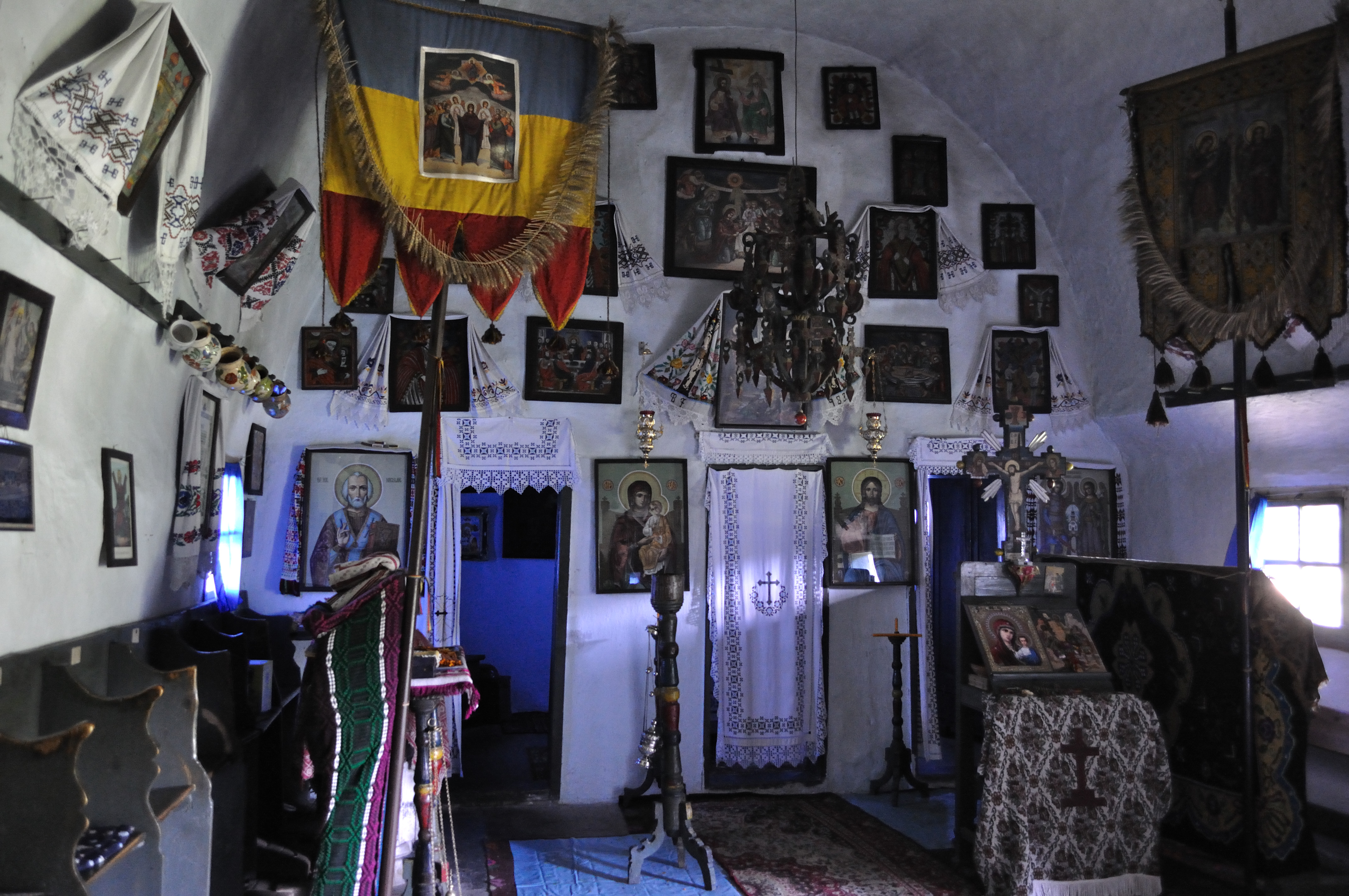
Interiorul navei

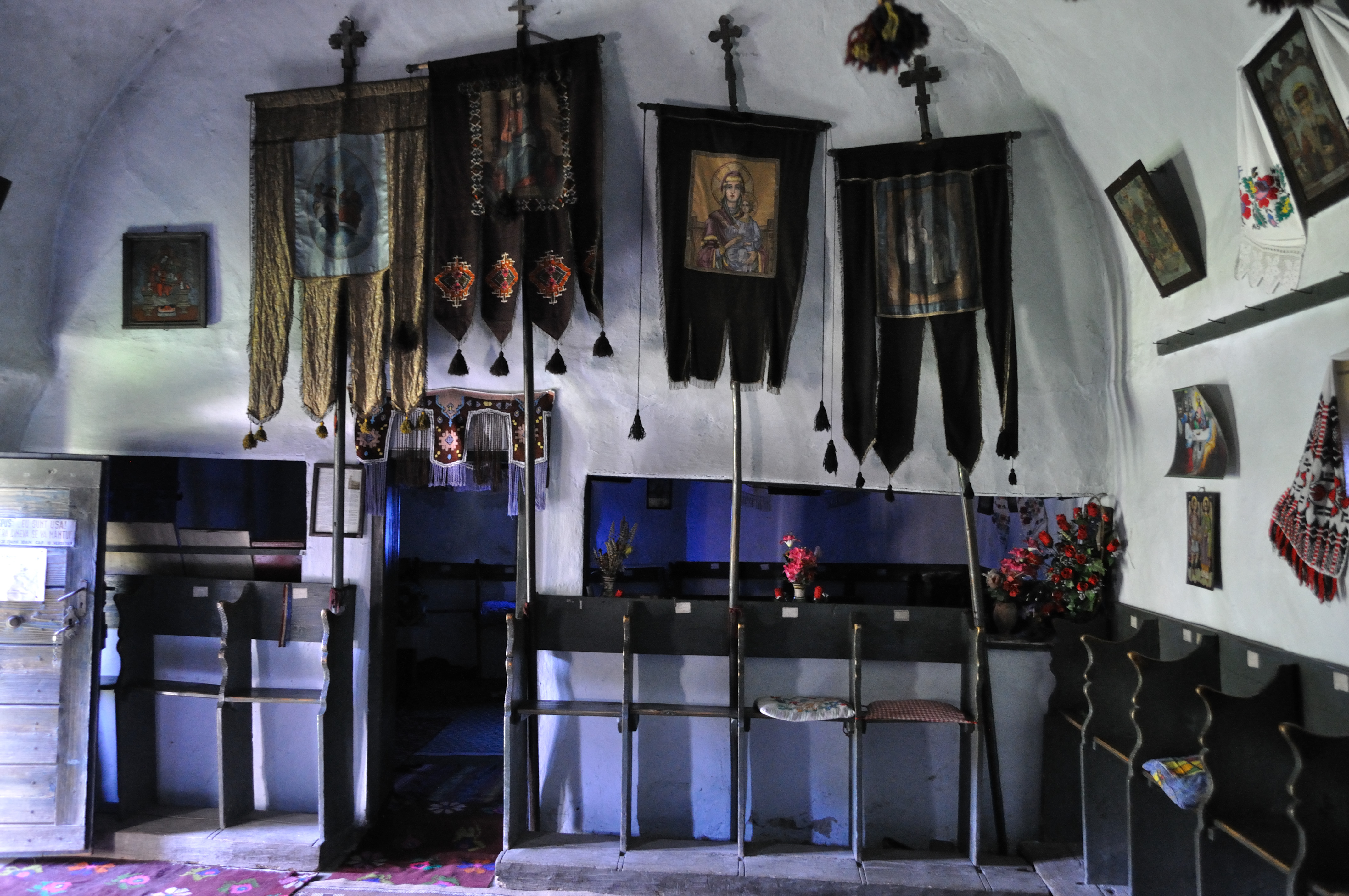
Spre pronaos

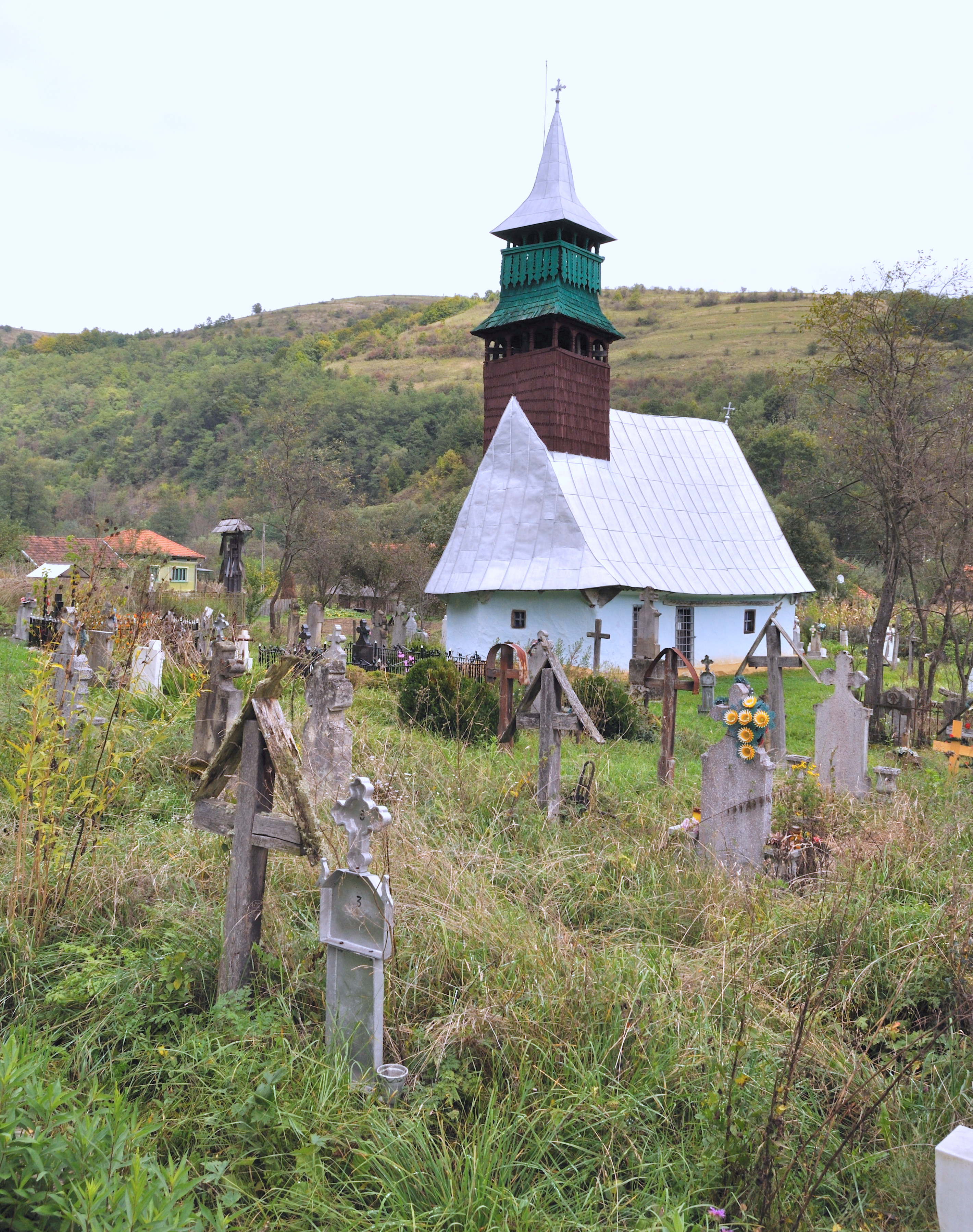
Biserica și cimitirul

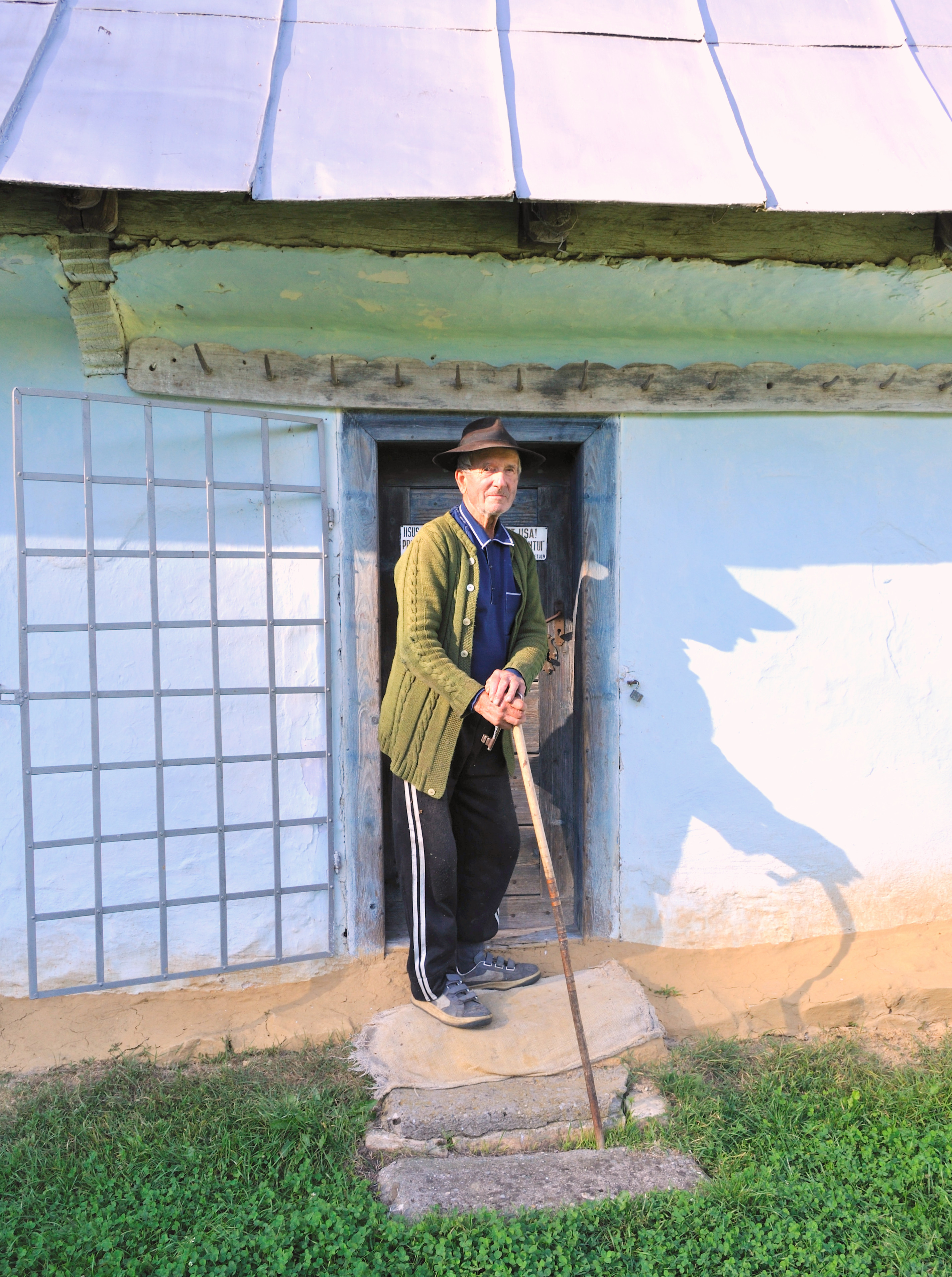
Crâsnicul Bunea Petru

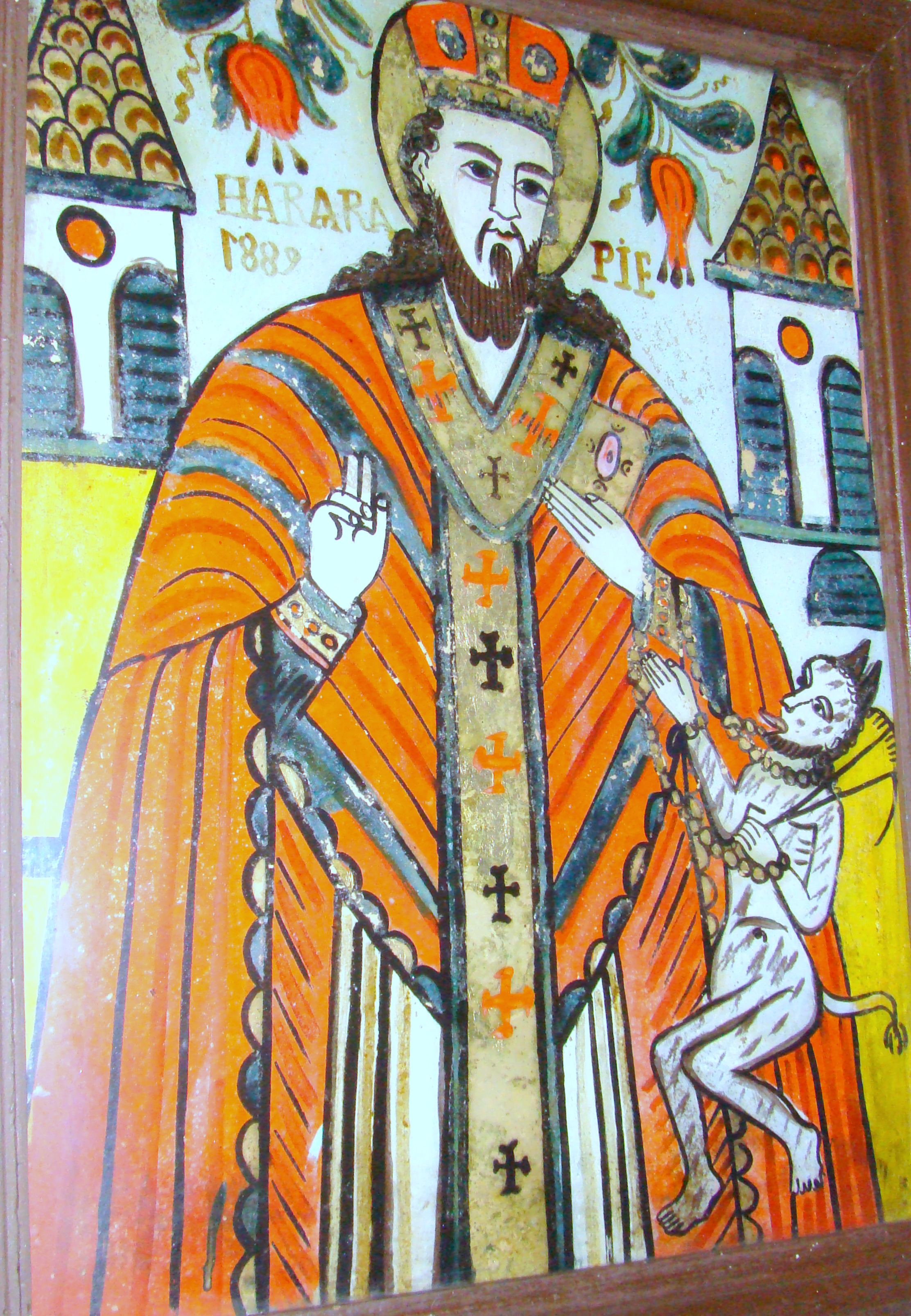
Sfântul Haralambie (pictură pe sticlă-1889)

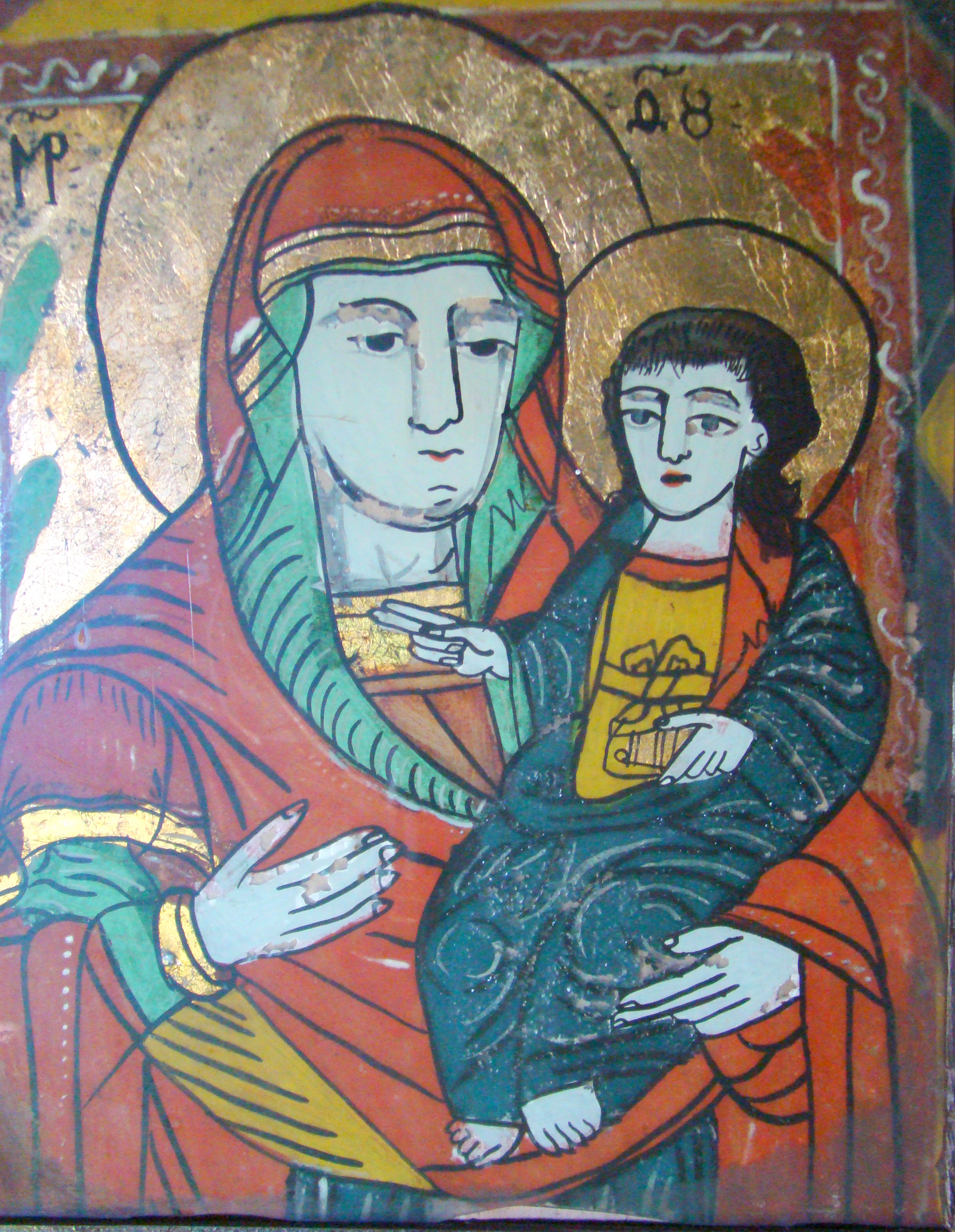
Maica Domnului cu pruncul

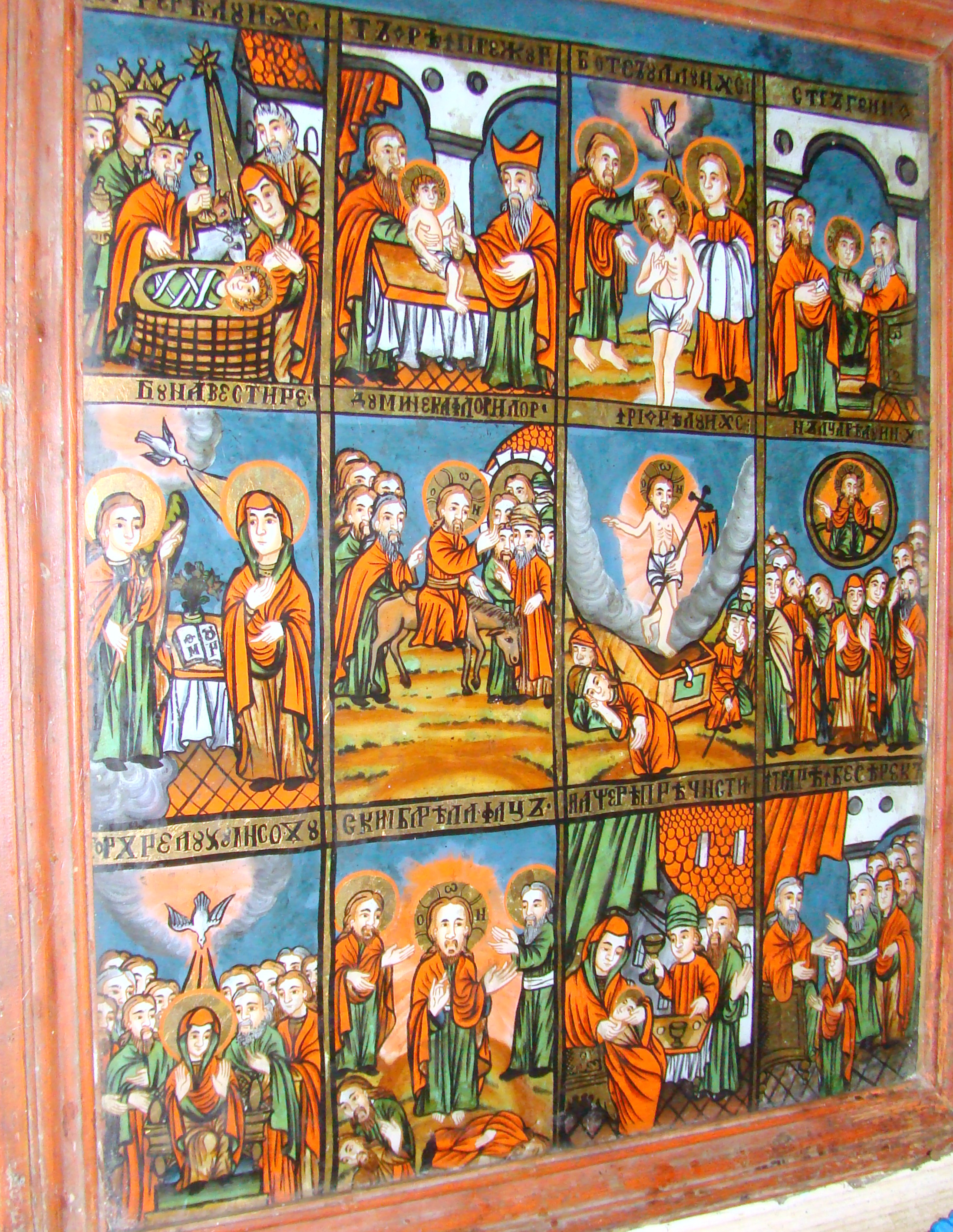
Icoană prăsnicar

Biserica de lemn din satul Almașu Mic de Munte, comuna Balșa, județul Hunedoara, a fost construită în secolul XVII. Are hramul „Sfinții Arhangheli Mihail și Gavriil”. Biserica figurează pe lista nouă a monumentelor istorice, cod LMI HD-II-m-A-03238.

## Istoric și trăsături
Vechimea bisericii, cât și a satului, este o necunoscută pentru noi; totuși, prima atestare documentară a satului datează de la 1733. Cu siguranță că biserica exista deja, mai ales că avem la dispoziție câteva mărturii în acest sens.
În sat era obiceiul ca cineva să fie țăitor de minte (țiitor de minte-cu siguranță că s-a apelat la această formă de transmitere a informației datorită faptului că scrisul, respectiv cititul erau cunoscute de foarte puține persoane), adică avea misiunea de a reține anumite informații furnizate de către săteni: vânzari de bunuri (pământuri, case, animale), moșteniri, diverse evenimente etc. Cu alte cuvinte, țăitorul de minte era un fel de notar sau mai bine zis o „bază de date” ce cuprindea informații ce priveau câteva generații, mai ales că aceste informații se transmiteau din generație în generație, de la un țăitor de minte la altul.
Obiceiul țăitorului de minte se pierde în negura timpului, fiindu-ne imposibil să îi enumerăm aici pe cei care au avut această misiune cu mai multe secole în urmă. Totuși, îl evocăm aici pe Lupățel Petru, zis Trică, care a trăit între 1837 și 1940, fiind înmormântat în ziua de 29.09.1940 de către preotul Bunea Sabin (preotul satului) și Filip Budoi (de la Almașu de Mijloc). Trică este înregistrat în Matricola morților la Nr. 6/ 29.09.1940. A trăit, așadar, 103 ani, fiind cel mai bătrân om din sat din câte se cunoaște.
Ca și alte surse de informații îi menționăm aici pe Crișan Ion a Nuțului (informație obținută în data de 9.03.1960, Crișan Ion având vârsta de 80 ani) și pe Moș Mihai (informație obtinută tot în 9.03.1960, Moș Mihai având 72 ani); despre Moș Mihai se spunea că era un om cu o foarte bună știință de carte- știa să scrie și să citească atât pe litere chirilice, cât și pe cele latine, cunoștea patru limbi străine (latina, maghiara, germana și rusa). Atât Crișan Ion, cât și Moș Mihai au fost contemporani cu Trică, astfel încât o parte din informațiile lui Trică au fost transmise mai departe, iar aceștia le-au transmis părintelui Ioachim Danciu, care le-a notat în jurnalul său. 
Având la bază declarațiile celor mentionați anterior, cât și alte informații provenite din alte surse, putem afirma că biserica se află pe actualul amplasament de aproximativ 350-400 ani. În sprijinul acestei afirmații menționăm rapoartele specialiștilor de la Direcția Monumentelor Istorice (studii efectuate la sfârșitul anilor ’70, începutul anilor ’80), precum și unele descoperiri cu ocazia săpării unor morminte- monede din perioada 1690-1700, precum și două vase romane, având aproximativ 1700 ani (descoperite în 1966). Piciorul mesei din Altar conține o placă de marmură cu o inscripție romană, textul în limba latină făcând referiri la Legiunea a XIII-a Gemina.
Specialiștii de la diverse instituții ale statului au încercat prin diverse metode să-l determine pe părintele Danciu să le permită să ducă această inscripție la diverse muzee, dar nu au reușit. Părintele Danciu, pe bună dreptate, a considerat că este un sacrilegiu ca masa din Altar sa fie stricată si sa-i fie luată inscripția; de asemenea, a considerat această inscripție ca aparținând bisericii satului, locul ei fiind acolo unde au așezat-o constructorii bisericii. Din sursele citate anterior aflăm că inițial biserica se afla în locul numit Podeiul Bogatului, un mic deal din centrul satului. De pe acea ridicatură de teren sunt vizibile o mare parte din drumurile satului, clopotele bisericii putând anunța eventuale pericole ce s-ar fi abătut asupra satului. Remarcăm faptul că dealul respectiv este situat la un loc relativ greu accesibil, iar dacă avem în vedere faptul că secole de-a rândul biserica ortodoxă a fost prigonită de diverșii năvălitori sau stăpânitori (amintim aici doar pe generalul Bukow, care a dărâmat cu tunurile sute de biserici ortodoxe), atunci ipoteza situării bisericii în Podeiul Bogatului este cât se poate de credibilă.
Informațiile provenite de la cei mentionați mai sus ne spun că o furtună puternică a deteriorat acoperișul și turnul bisericii. Un gospodar al satului, împreună cu cei patru feciori ai săi, au decis să refacă biserica pe cheltuiala lor. Lemnul bisericii a fost coborât din Podei și biserica a fost reconstruită pe locul unde se află acum.
Mărturie a faptului că s-au făcut unele modificări în ceea ce privește construcția stă faptul că unele dintre îmbinări nu s-au mai potrivit exact. Unele informații ne indică faptul că o parte din materialul de construcție a fost adus de la o altă biserică de la Bucureșcii Bradului, acesta fiind motivul pentru care îmbinările nu se mai potrivesc exact.
Bârnele folosite sunt din stejar, fiind prelucrate în totalitate doar din secure. Au fost folosite doar cuie din lemn-un alt element care ne indică vechimea construcției.
Inițial nu a fost tencuită în exterior, fiind vizibile toate bârnele; pentru o mai bună izolare termică, oamenii satului au lipit-o cu pământ, apoi au văruit-o (zugrăvit-o); dacă facem abstracție de turnul ei, biserica are înfățișarea unei simple case țărănești.
Tot din informațiile provenite de la Trică aflăm ca pe la 1865-1870 (când Trică era în floarea tinereții, dar suficient de matur pentru a reține această informație) în cimitirul bisericii se afla un brad foarte mare (cu siguranță plantat la moartea vreunui tânăr fecior), pe care oamenii l-au tăiat si l-au transformat în scânduri, cu care au podit biserica.
Biserica este concepută cu trei compartimente-altarul, biserica bărbaților și biserica femeilor (sau altar, naos și pronaos) - structura specifică bisericilor construite la începuturile creștinismului (structură care s-a menținut o foarte lungă perioadă de timp), când credincioșilor nebotezați încă le era rezervată ultima încăpere din biserică (pronaosul). Odată cu proliferarea creștinismului pronaosul a devenit biserica femeilor.
La colțurile bisericii grinzile sunt îmbinate sub forma cozii de rândunică, îmbinare pe care părintele Danciu Ioachim o descria ca fiind foarte frumoasă, ca niște aripi de îngeri. 
Până în 1962 biserica a fost acoperită cu șiță (numită preștilă prin partea locului); în acel an acoperișul bisericii a fost dublat de o învelitoare din tablă (acoperișul din șiță este vizibil și astăzi, amintindu-ne de vremurile demult apuse ale bisericii), menită să protejeze construcția. Tot în acea perioadă bisericii i-a fost construit și un paratrăznet (lucrarea a fost executată de un bun gospodar și meșter al satului, Șerban Ion al lui Ivaș), pentru ca biserica să fie protejată de descărcările electrice.
Biserica a avut două clopote-clopotul cel mare, care avea aproximativ 48 kilograme și clopotul cel mic (20-25 kilograme). Clopotul cel mare a fost donat bisericii de un anume Jurj (Giurgiu, poate) al Nemeșului. Acest Jurj a dorit ca lui sa i se tragă clopotul mai întâi, când va muri. Din păcate pentru el, nu a reușit nici măcar sa vadă clopotul instalat în turnul bisericii, deoarece a murit. Bătrânii satului spuneau că i s-a întâmplat acest lucru deoarece s-a târguit cu vânzătorul asupra prețului clopotului. Totuși, la înmormântarea sa a răsunat acel clopot, fiind legat într-un pom în cimitirul bisericii.
În 1914 clopotul cel mare a fost confiscat de către autorități (ca și de la alte biserici, de altfel), dată fiind starea de război și criza de metale pentru confecționarea muniției de război în care se afla Austro-Ungaria. Se spune că atunci când a fost aruncat din turnul bisericii s-a afundat în pământ pe jumătate din înălțimea sa. În urma clopotului cel mare au rămas istorisirile sătenilor, precum și limba sa, care există și astăzi undeva prin podul bisericii.
Până în 1960 biserica a rămas doar cu clopotul cel mic, an în care un fiu al satului, Giurgiu Ion, zis Tărsugu, fiul lui Toader și Marica a Dubii, a făcut o donație pentru biserică: un clopot provenit de la o veche biserică unită de la Căstău, având greutatea de 132 kilograme, fiind fabricat în 1844, așa cum ne arată inscripția sa. De asemenea, același Giurgiu Ion, împreună cu soția sa Elena, au donat bisericii prin 1963 un rând de odăjdii de culoare albastră, aduse de părintele Danciu de la Sibiu. Atunci când Giurgiu Ion i-a spus părintelui Danciu să meargă la Sibiu să cumpere odăjdiile, acesta i-ar fi spus: „merji părinte și adă ce afli mai fain, că-i păntru satu’ nost”. Odăjdiile au costat aproximativ 2600 lei, iar clopotul ceva mai mult de 3000 lei, așadar o donație foarte consistentă din partea acestui bun gospodar. 

## Imagini din exterior

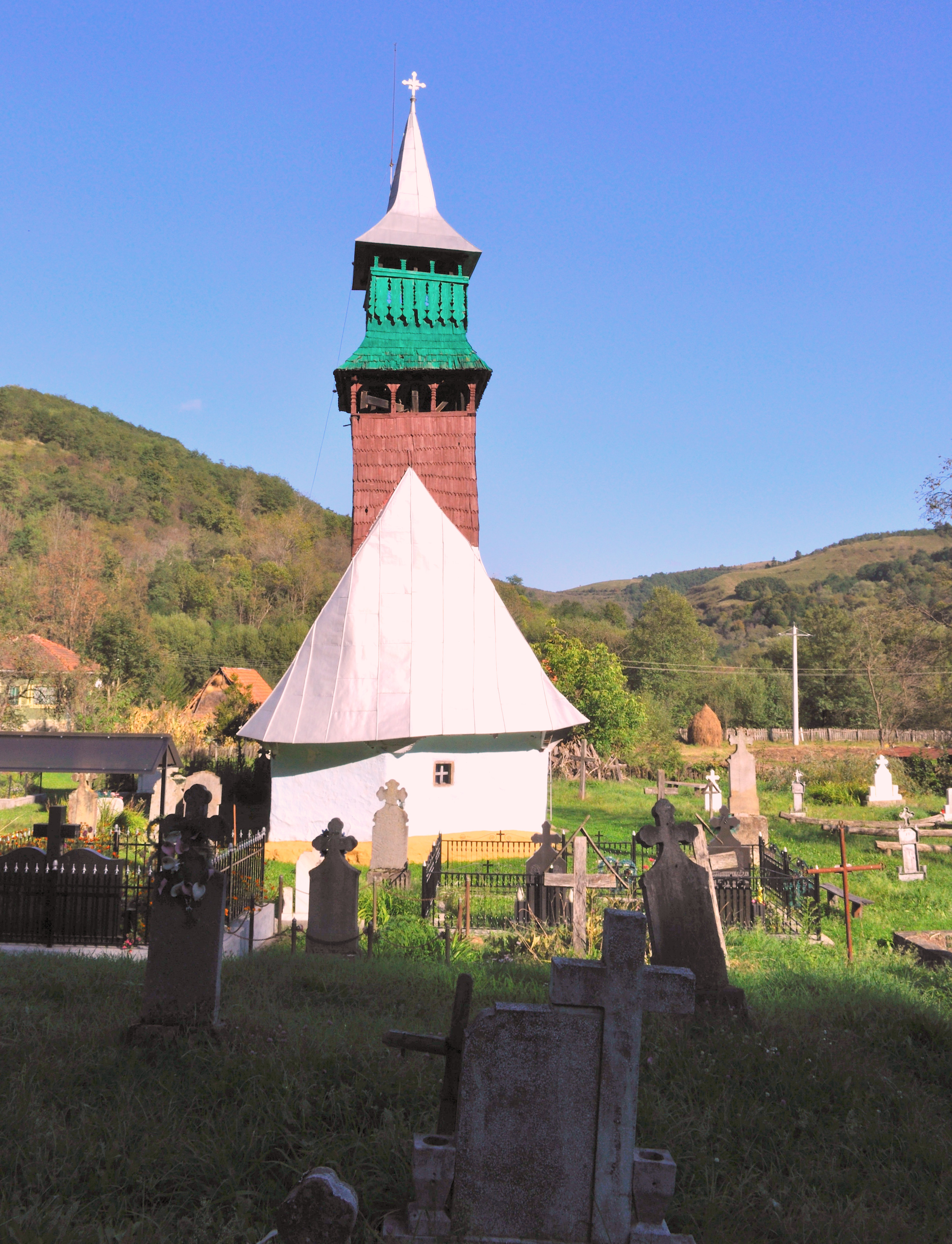
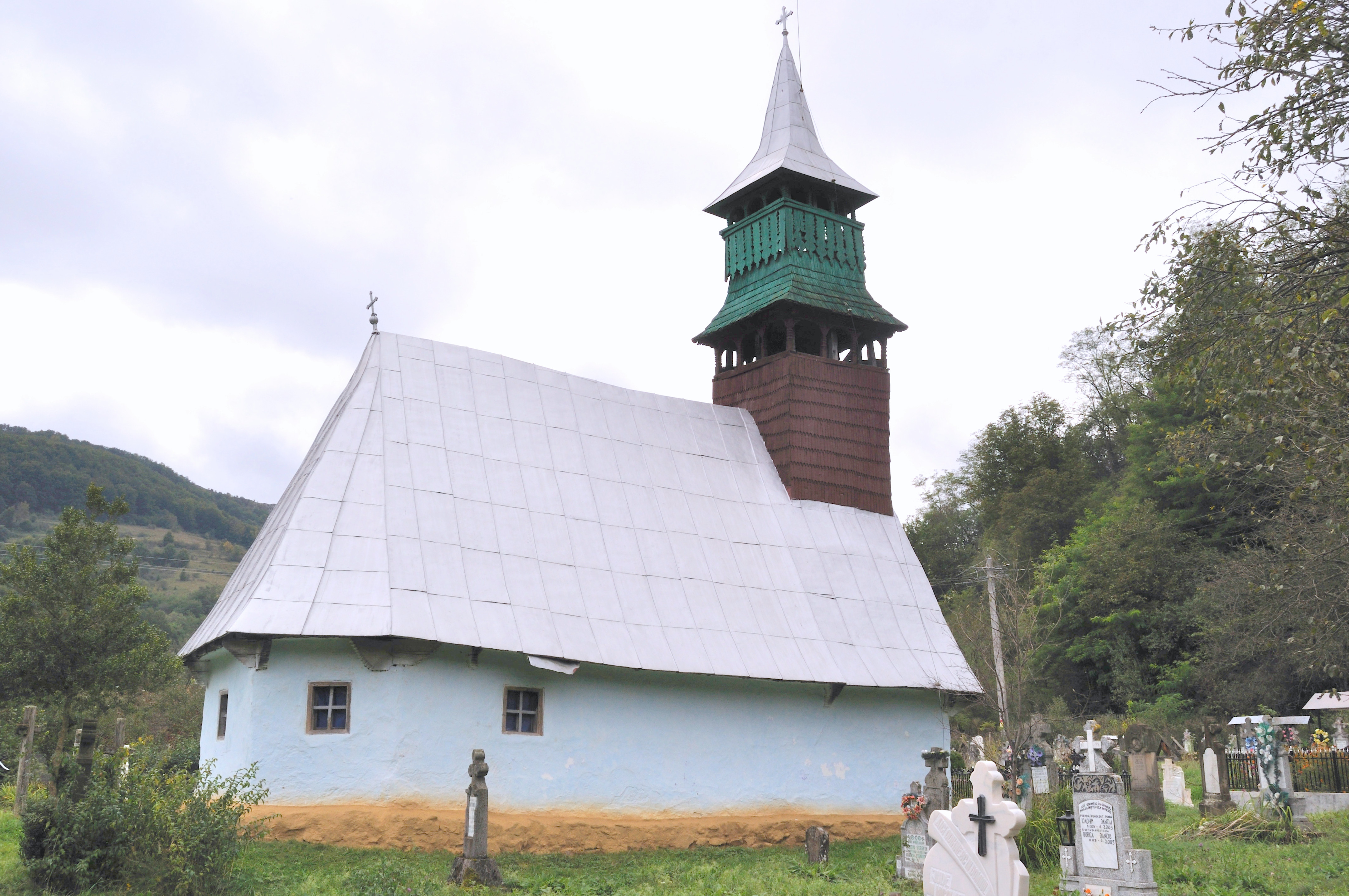
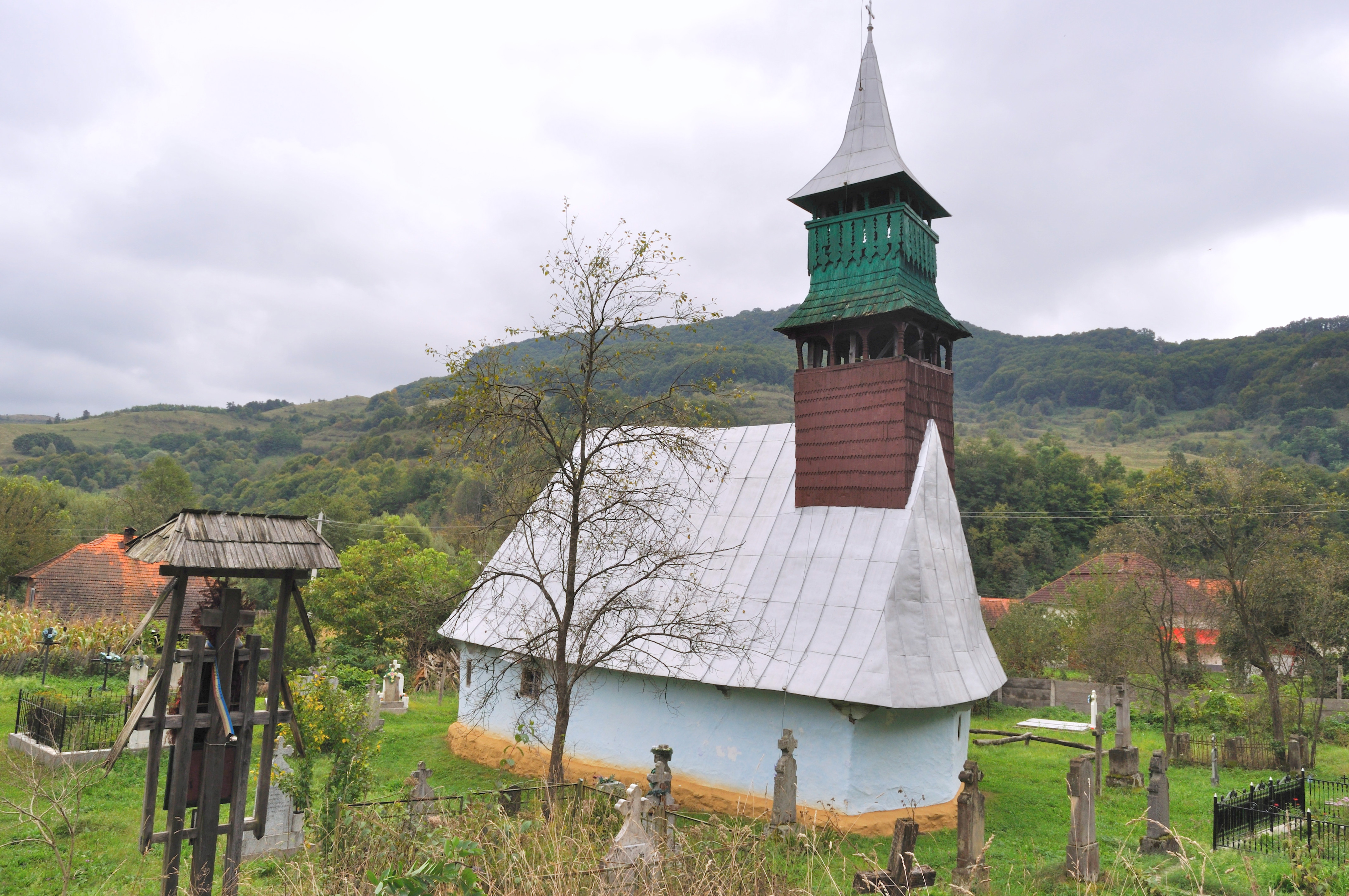
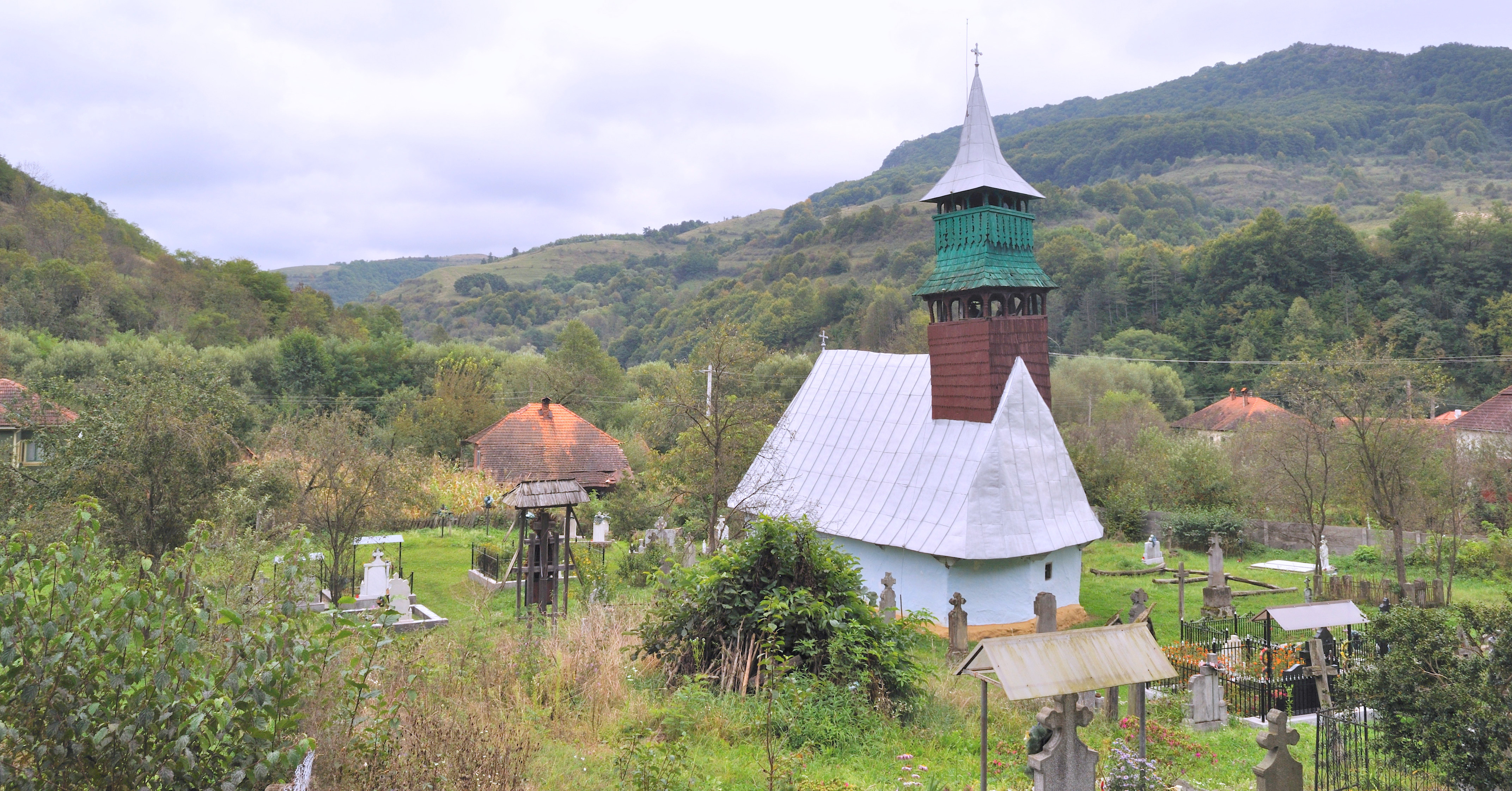
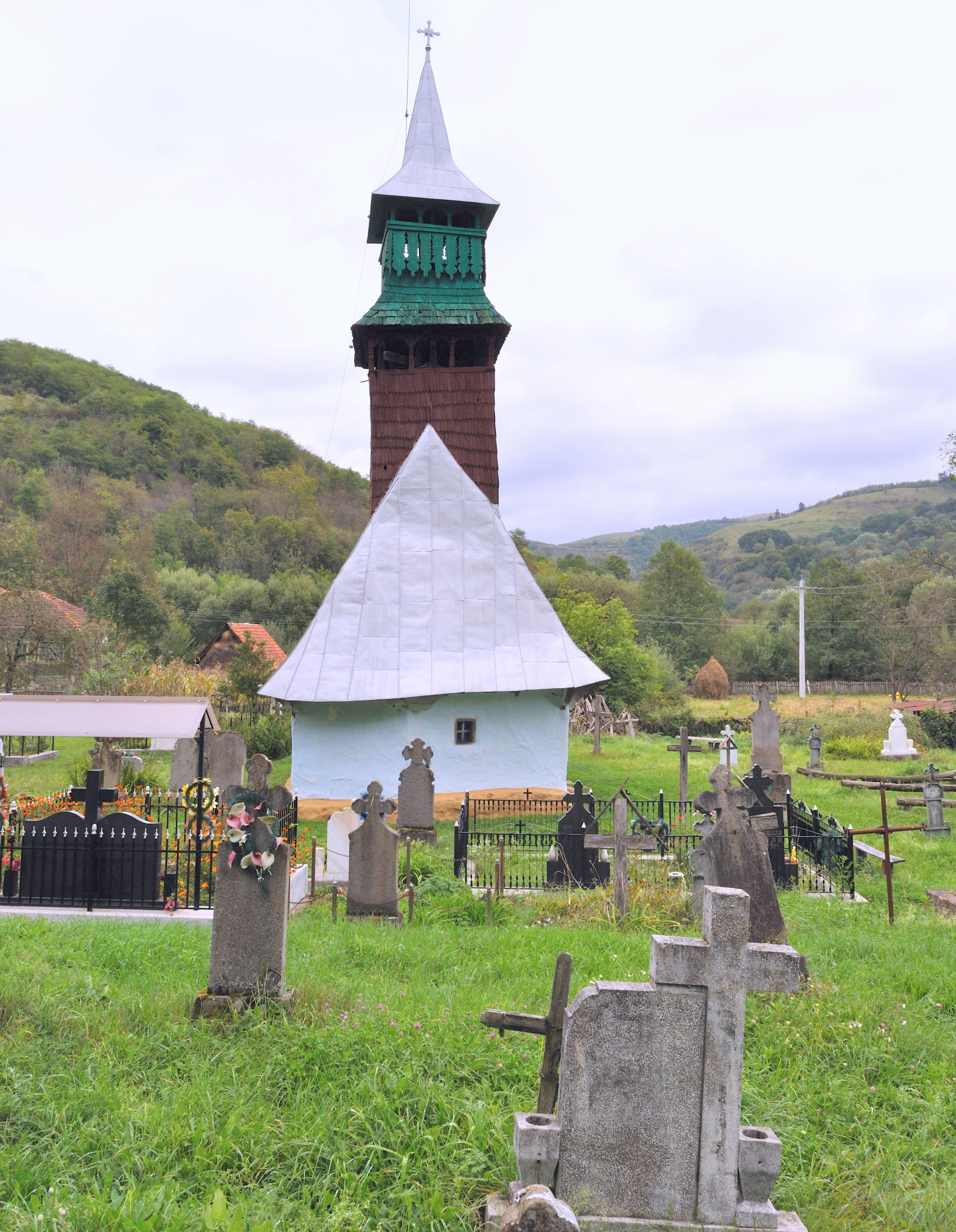
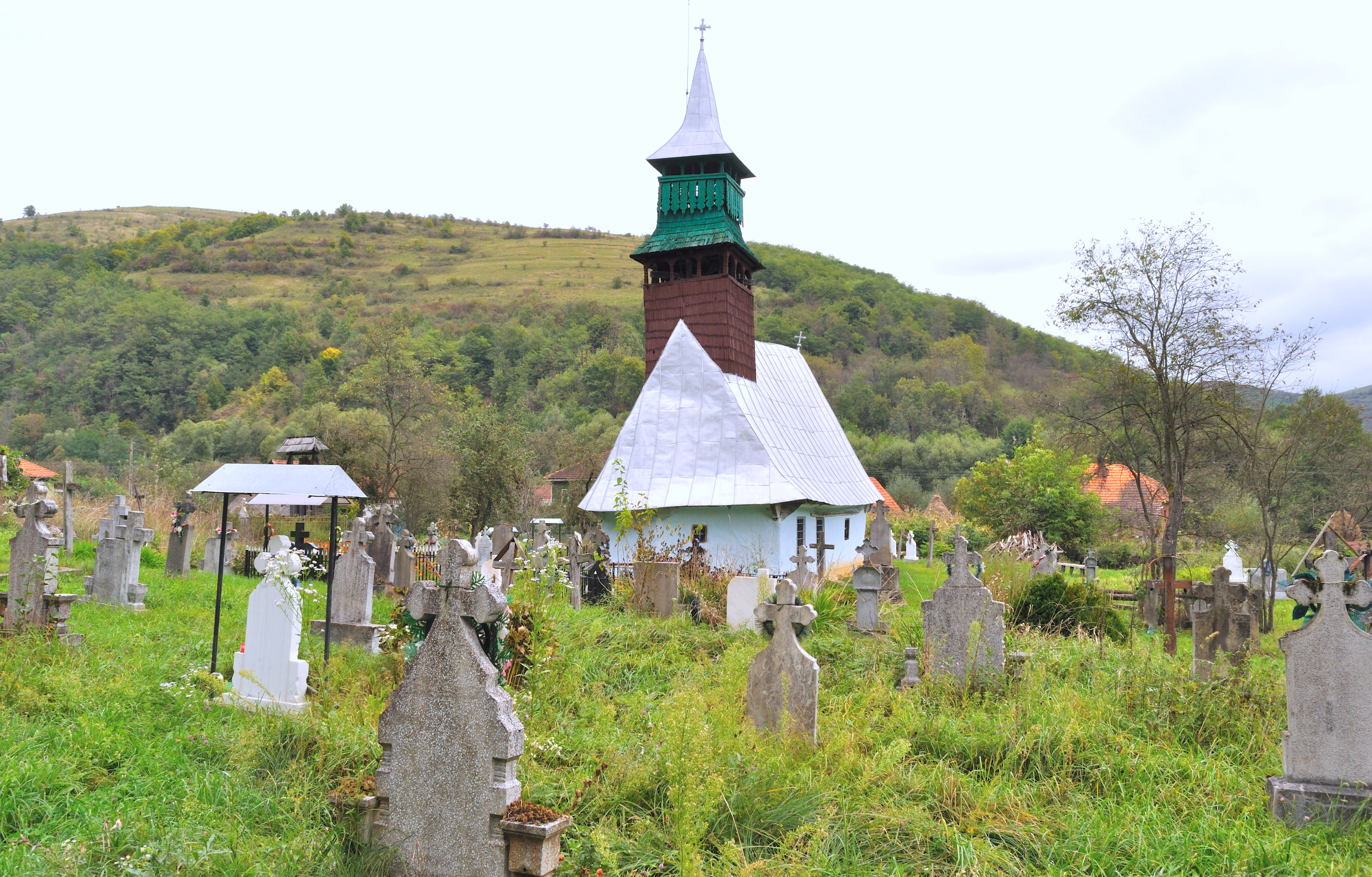
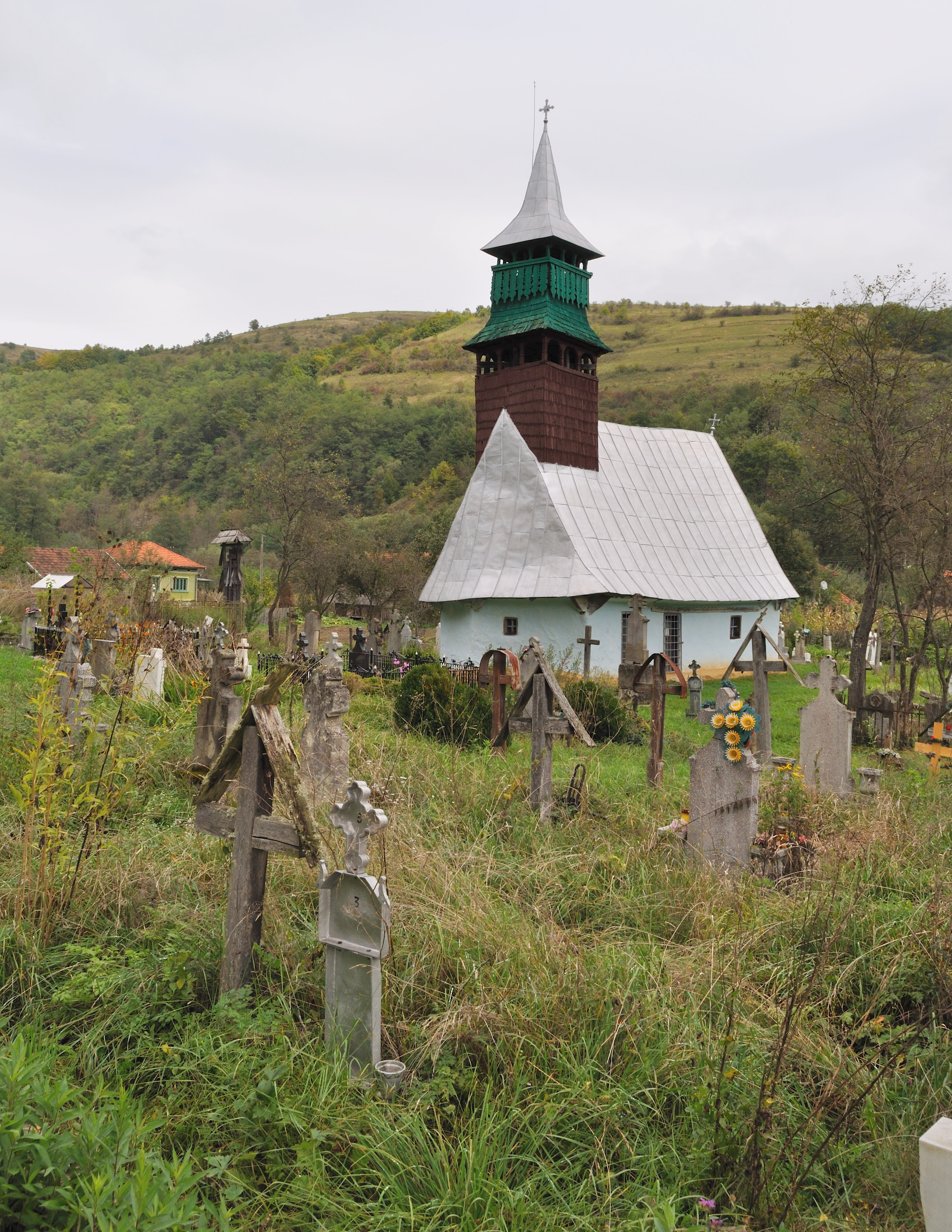
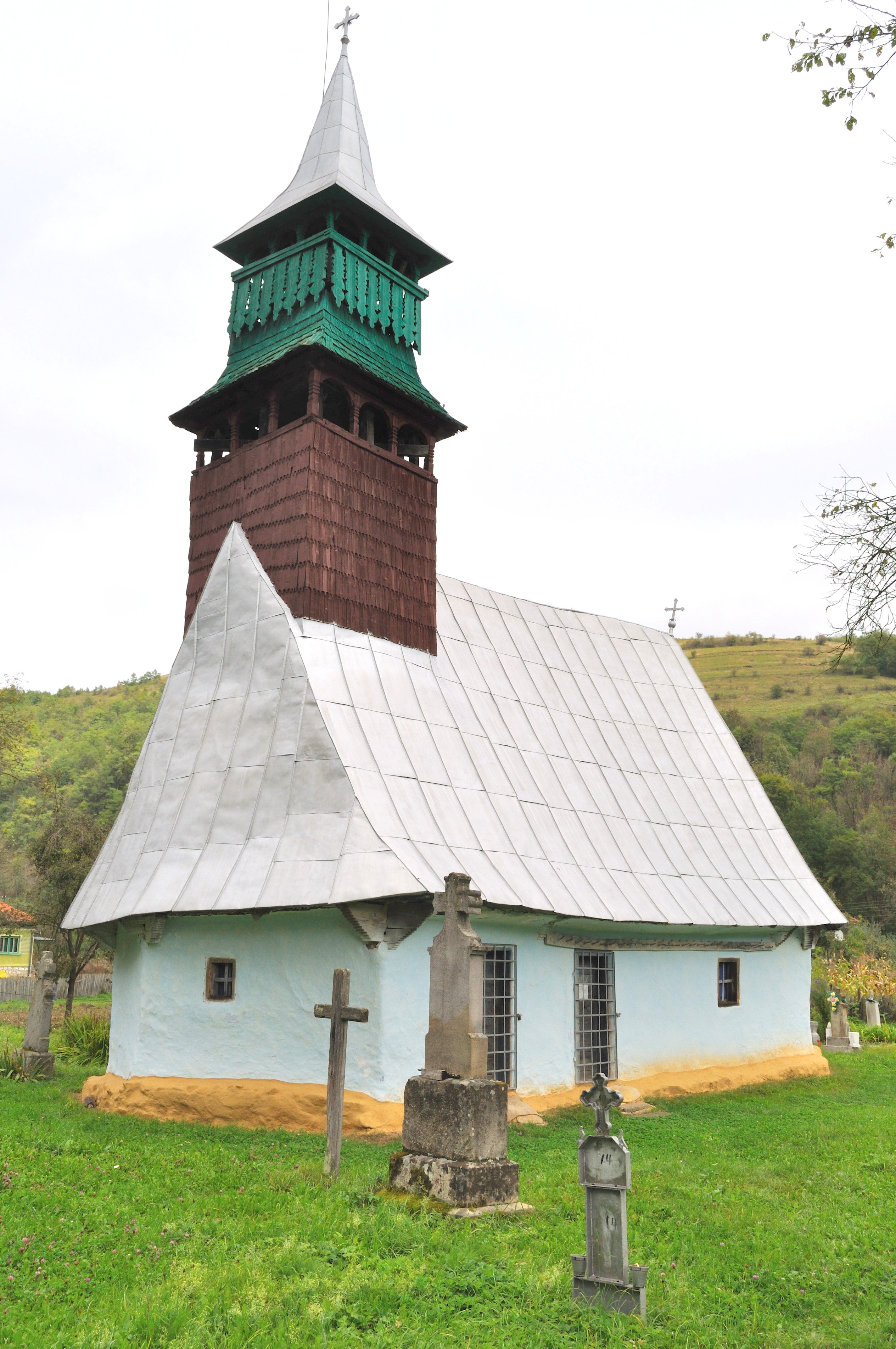
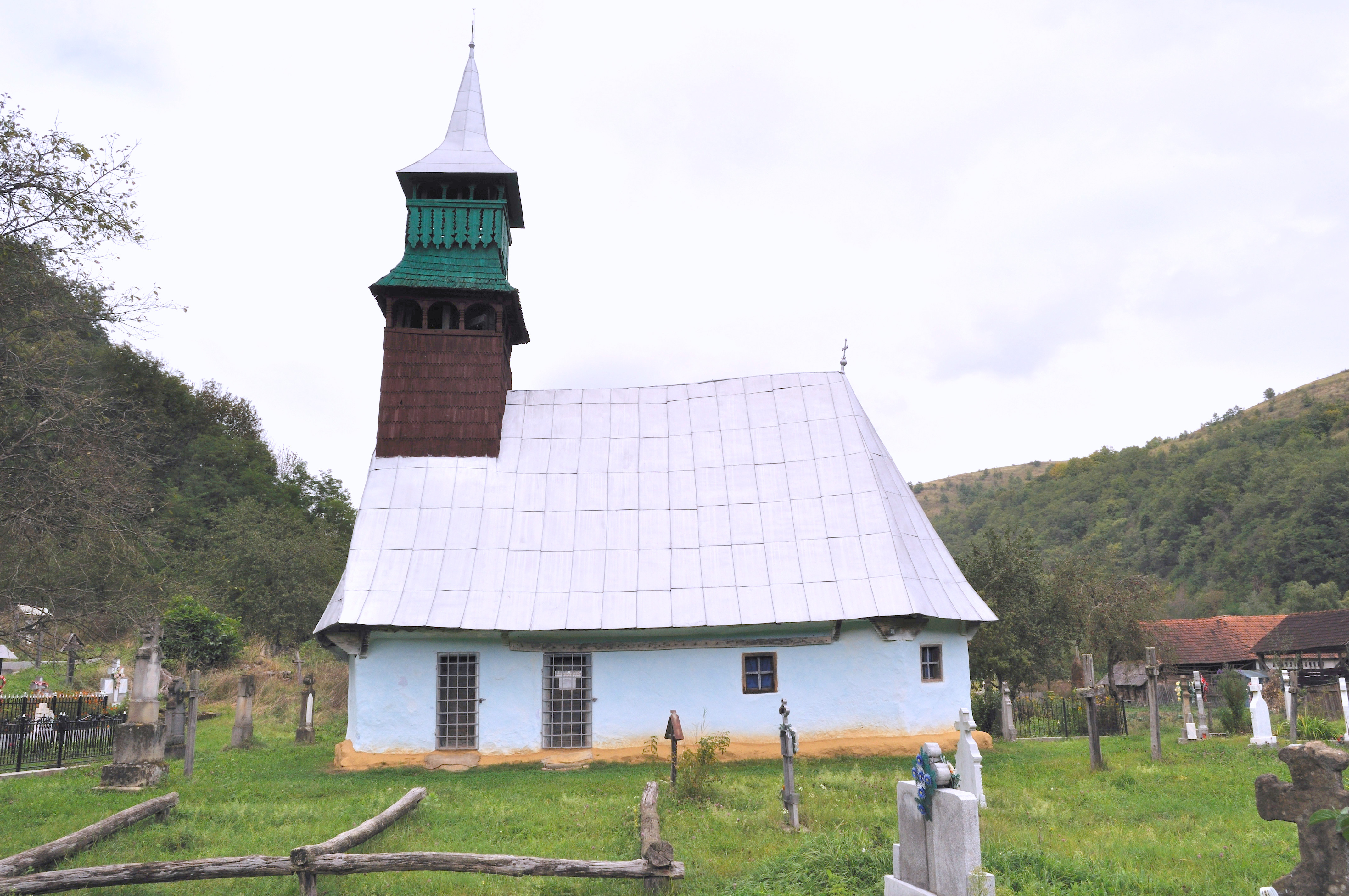
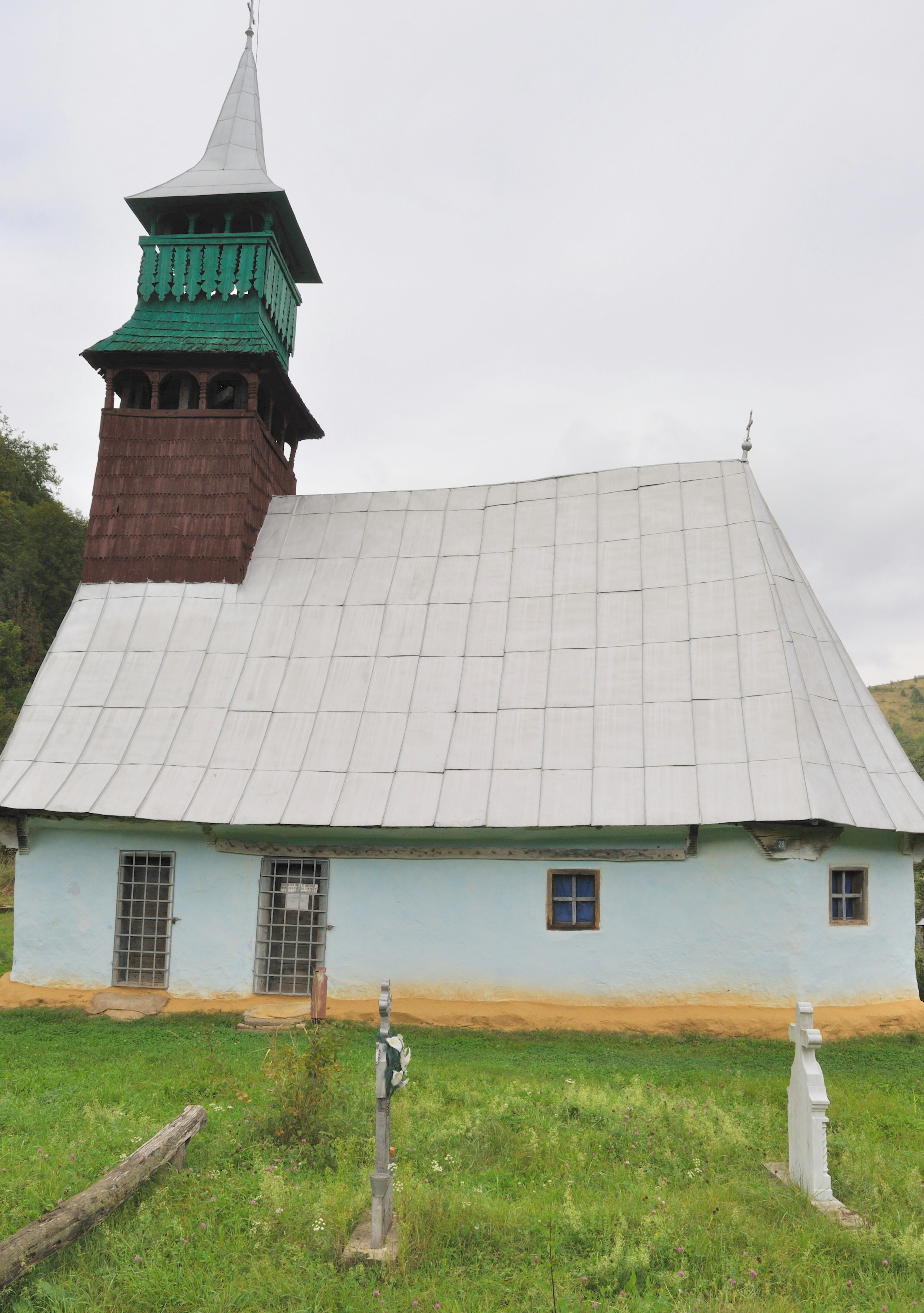
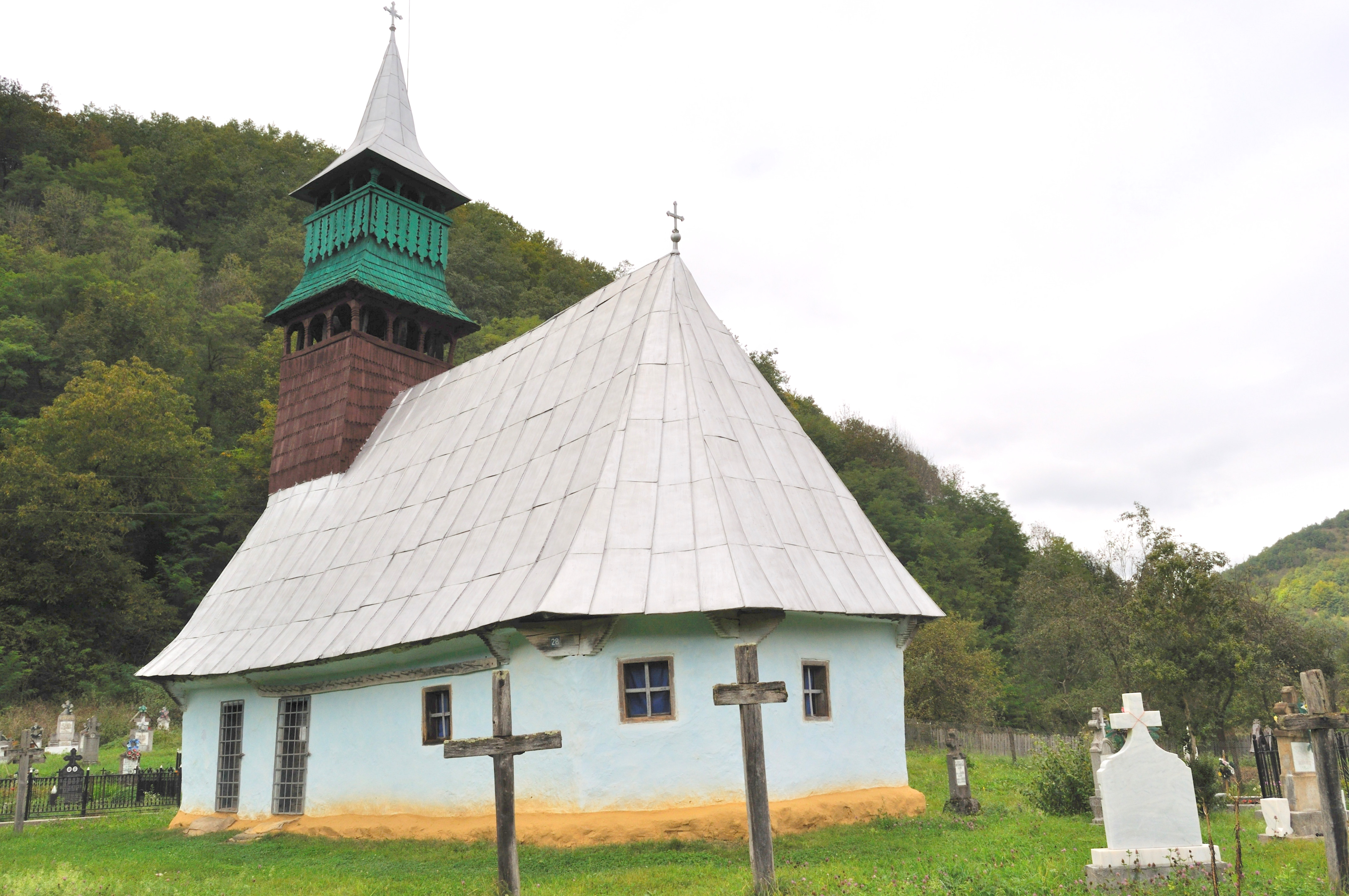
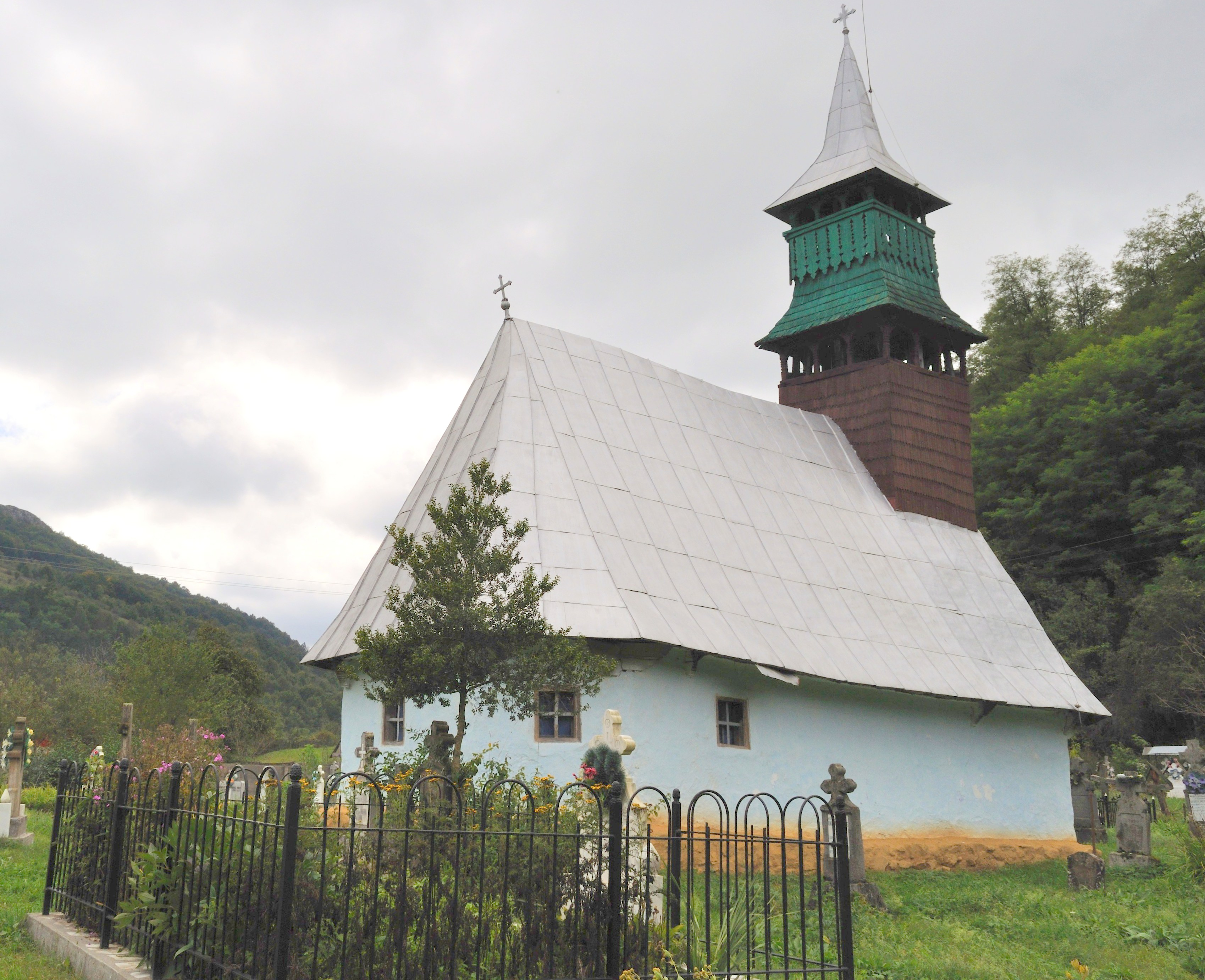
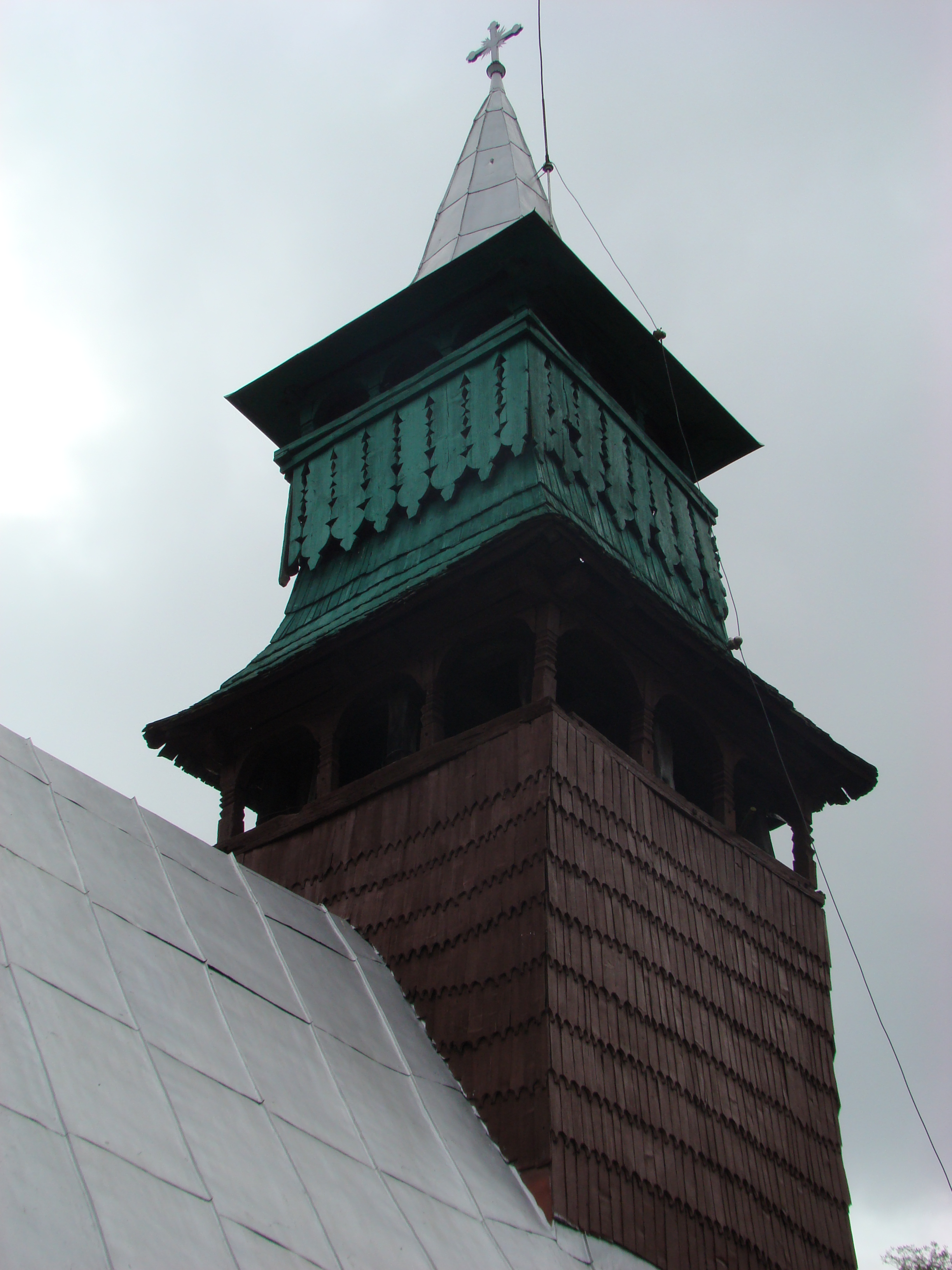
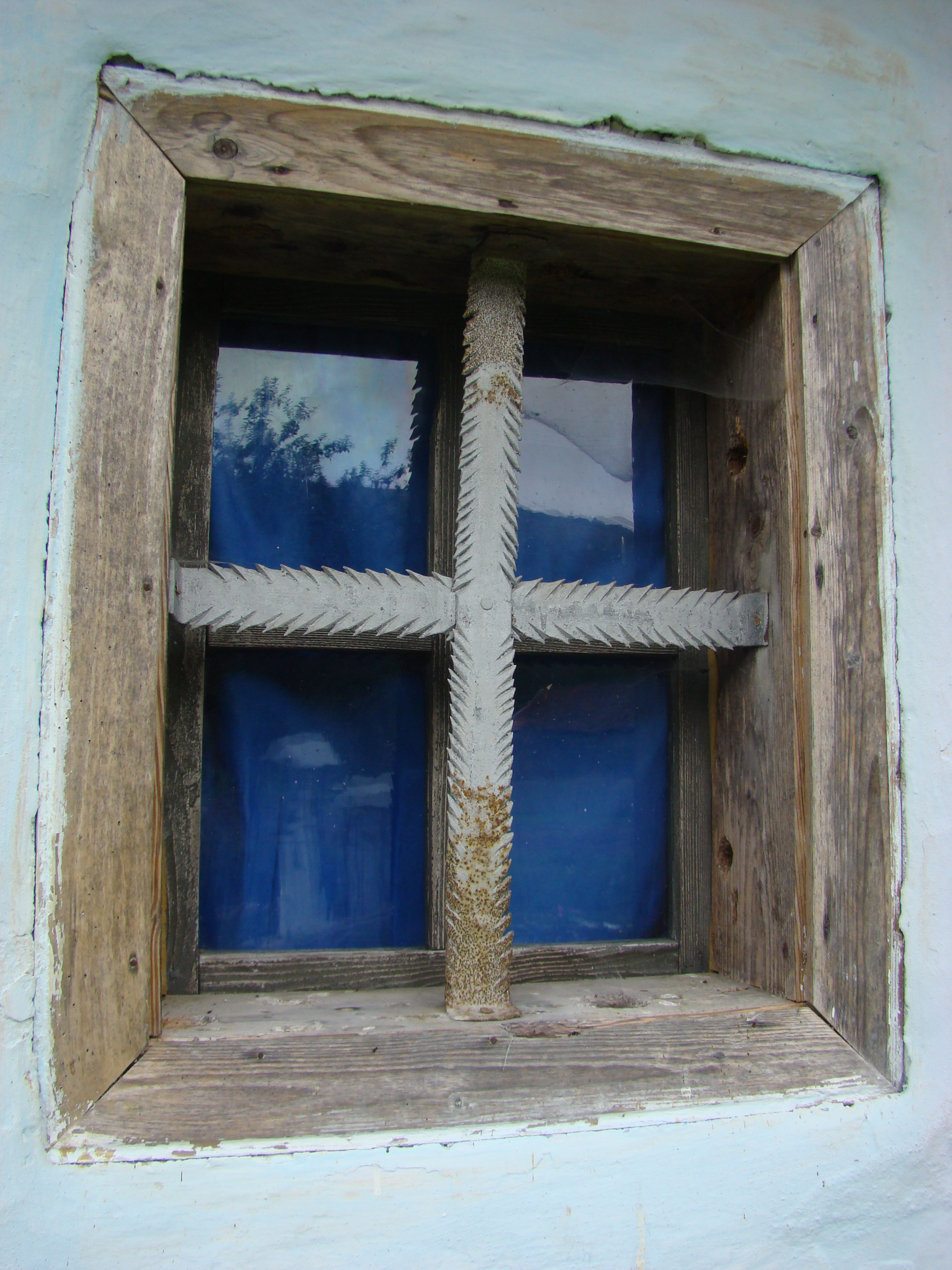
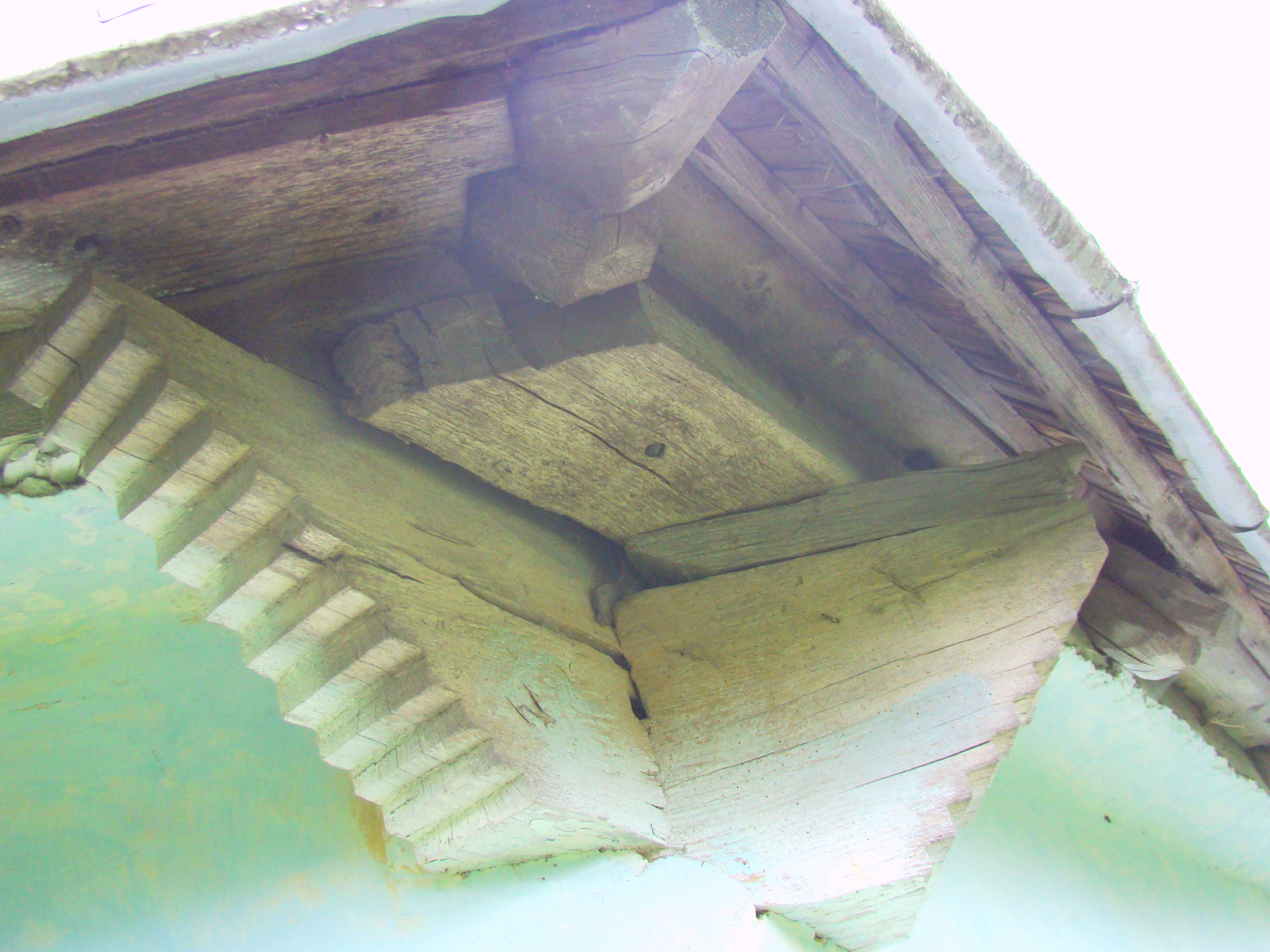
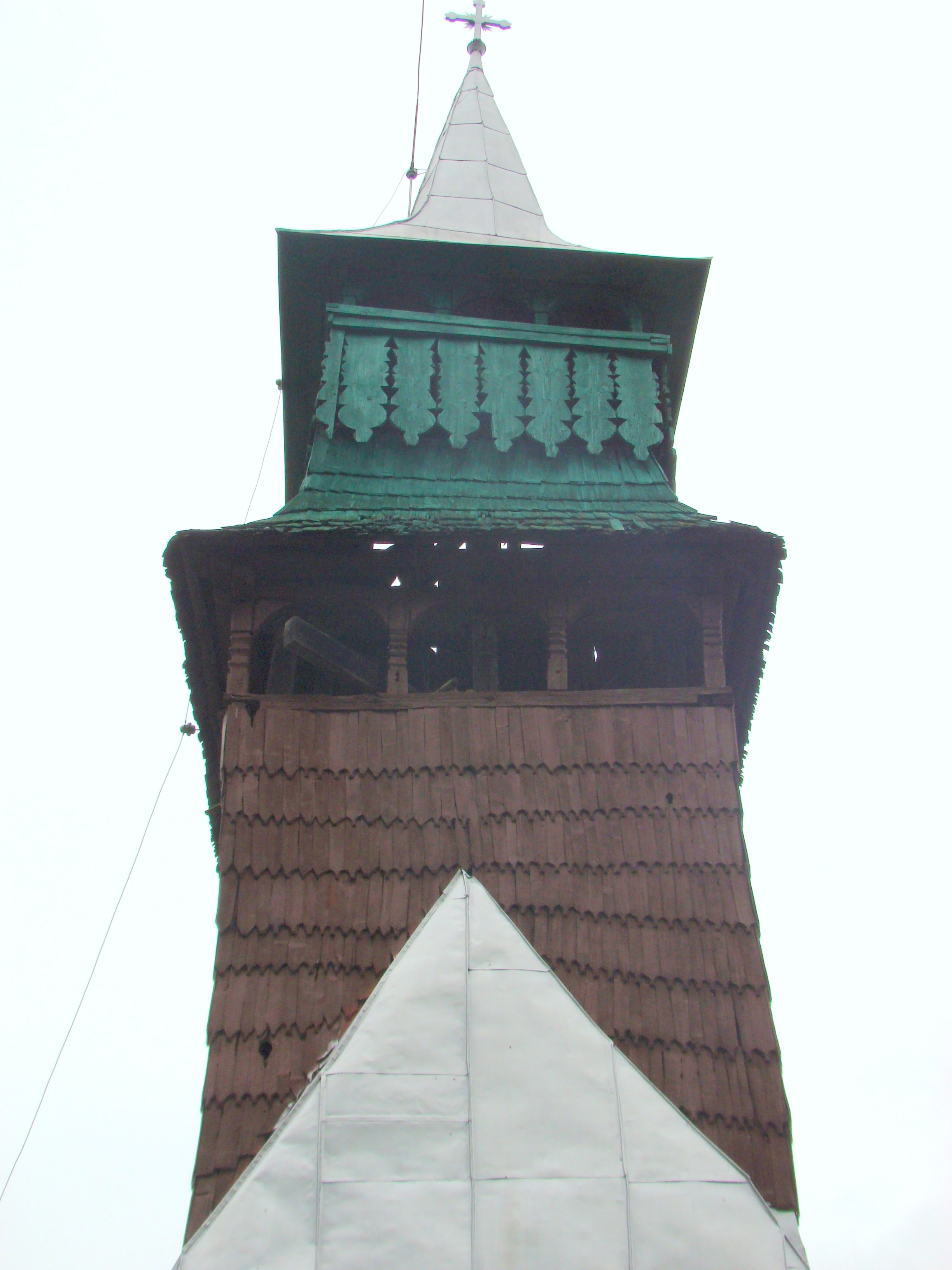
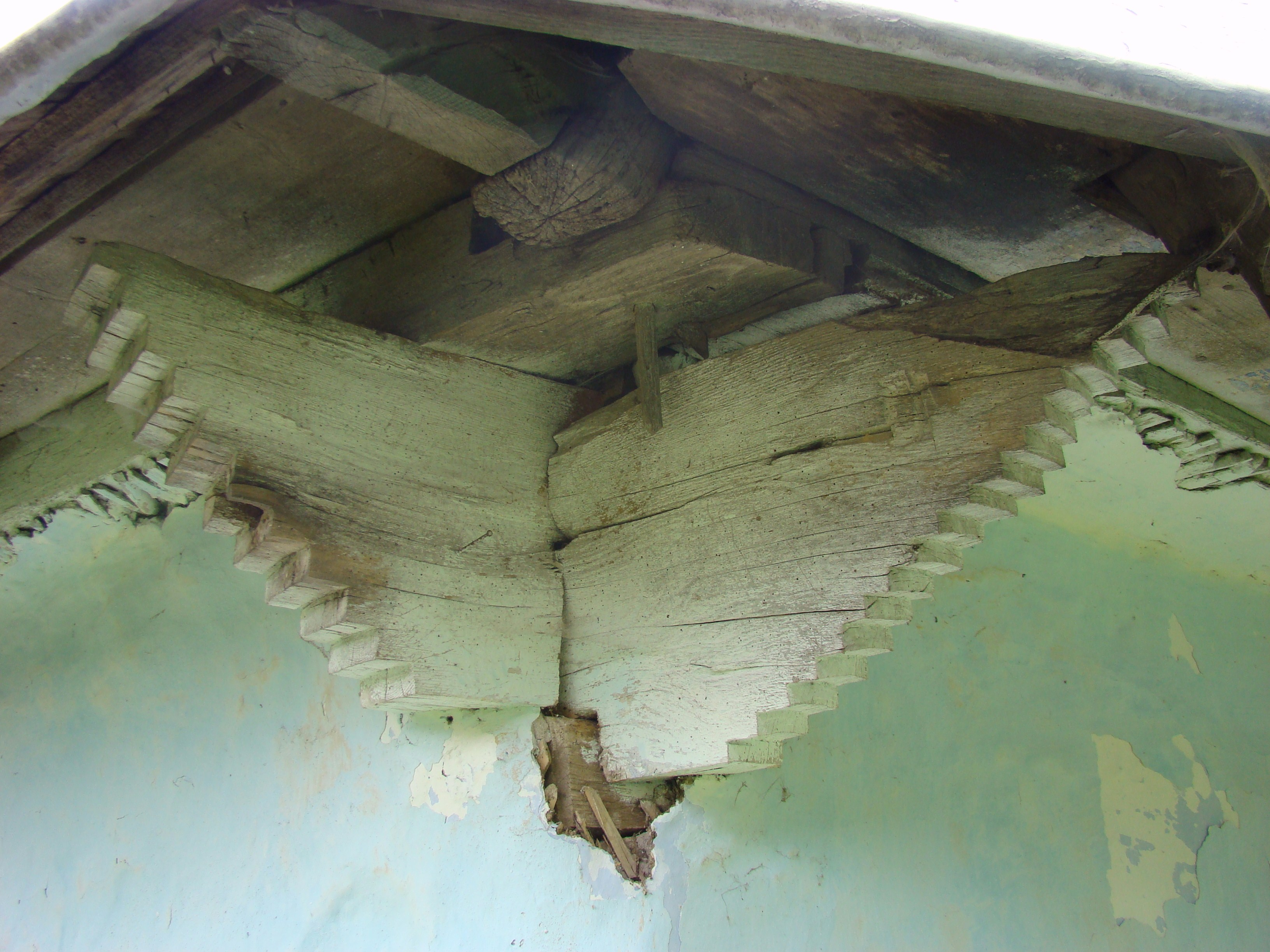
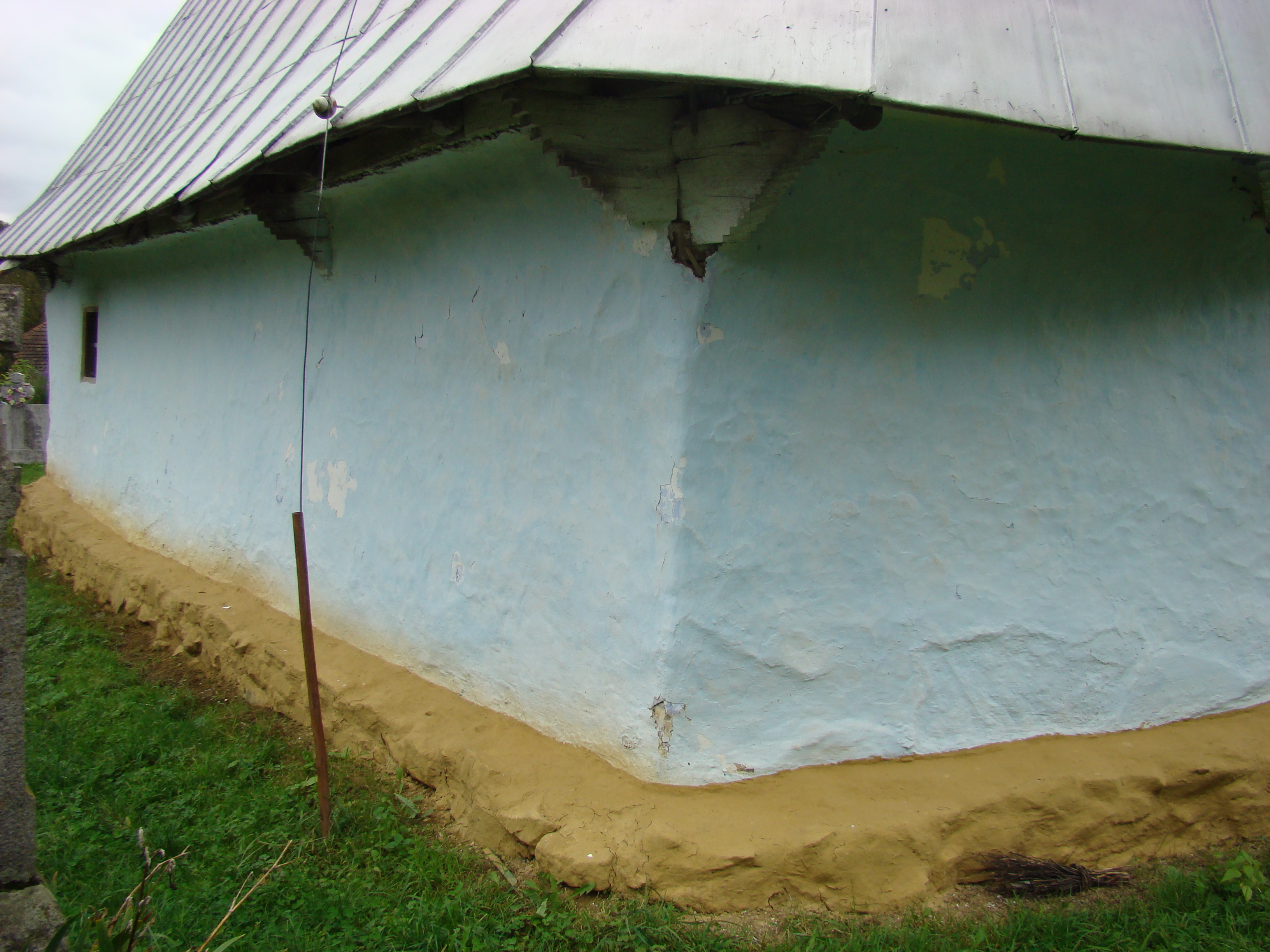
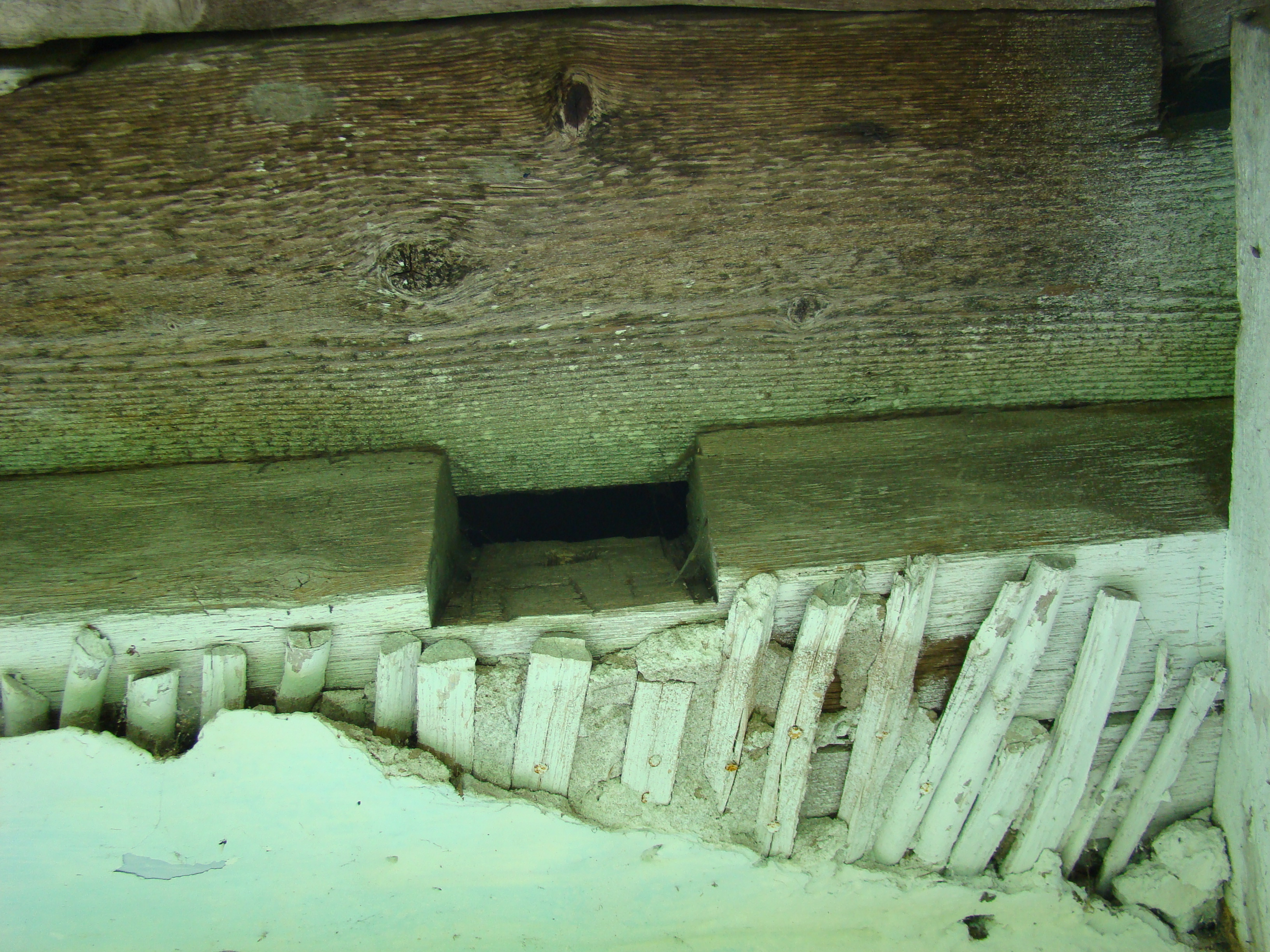
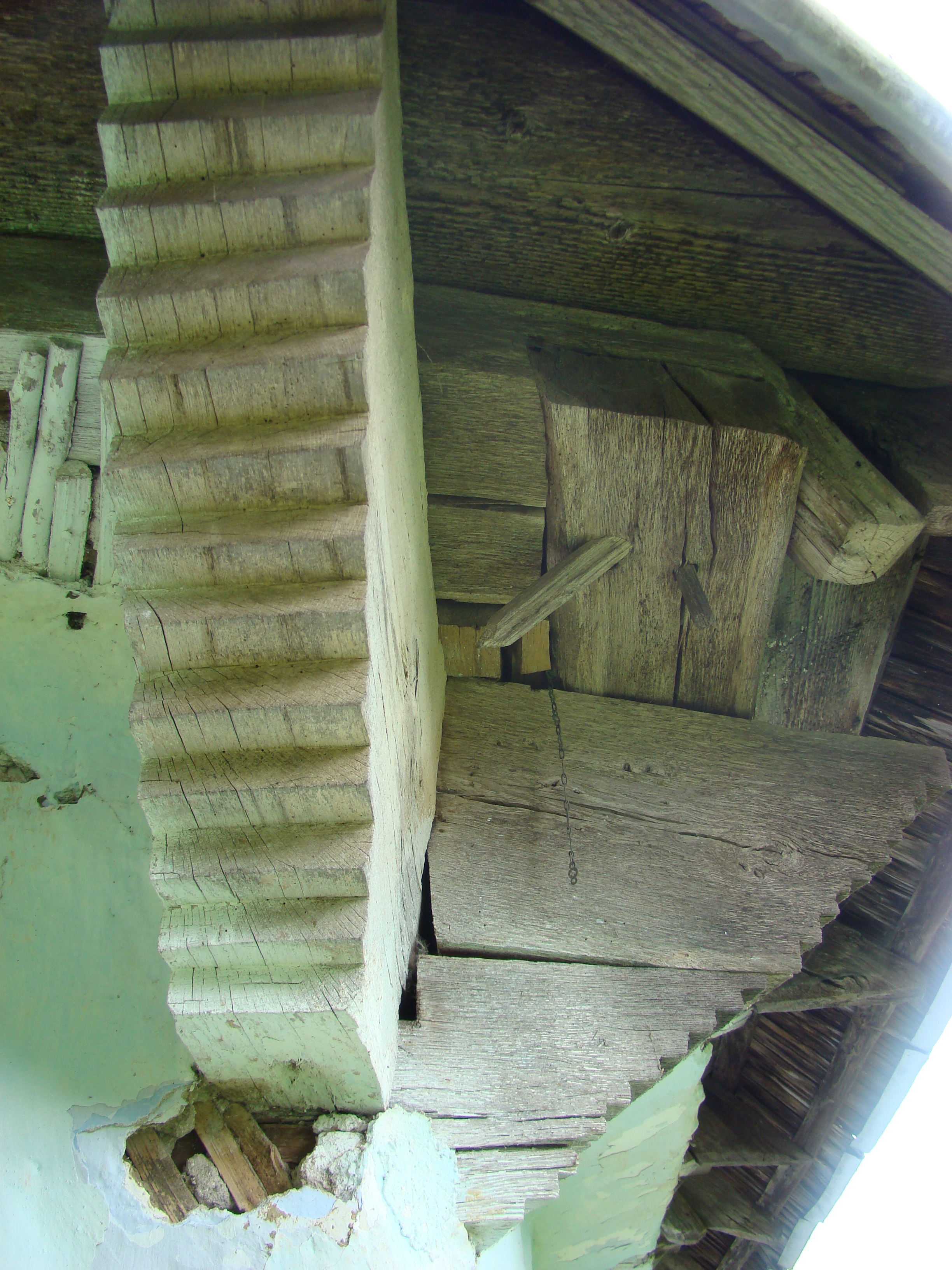
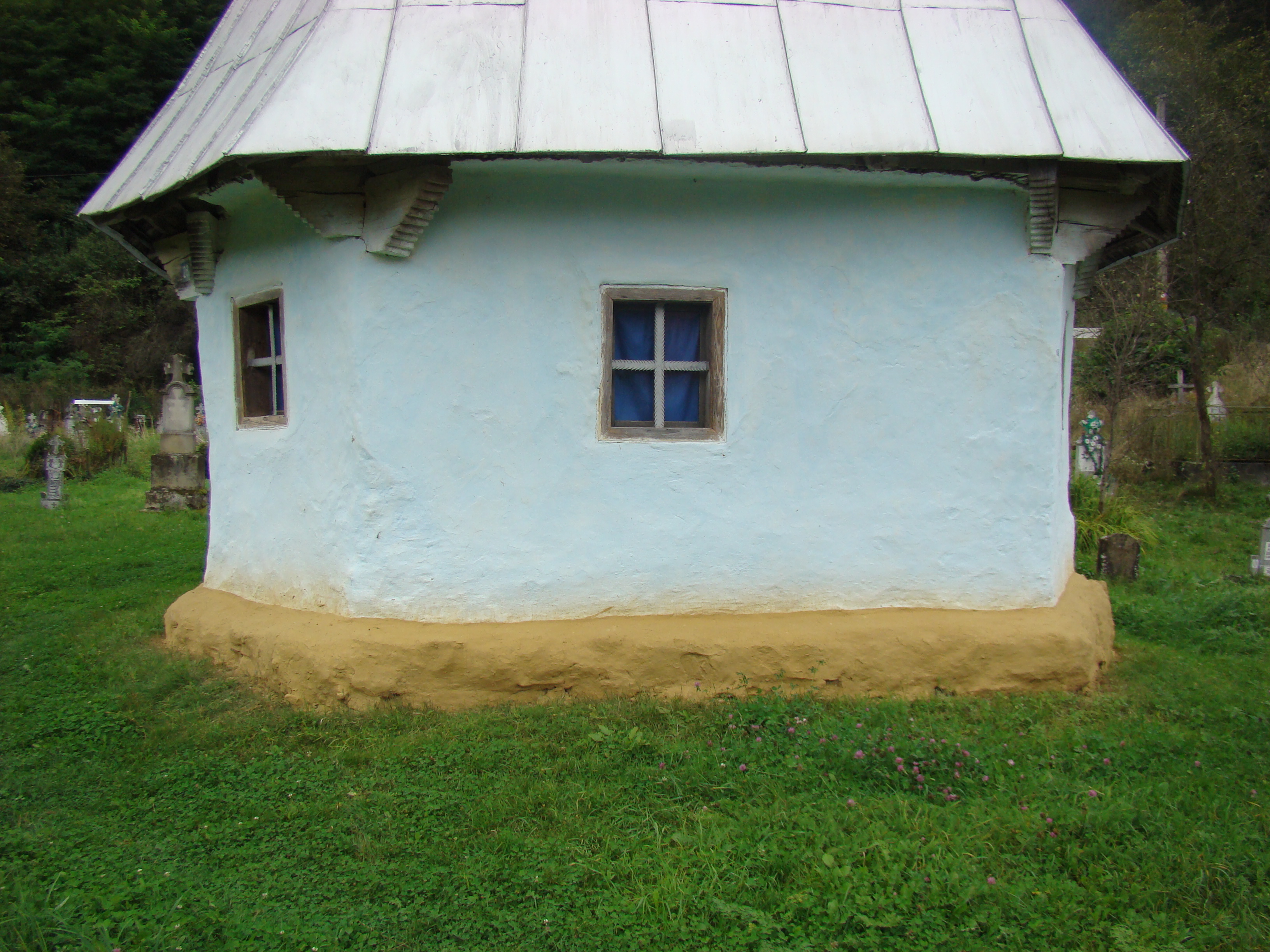
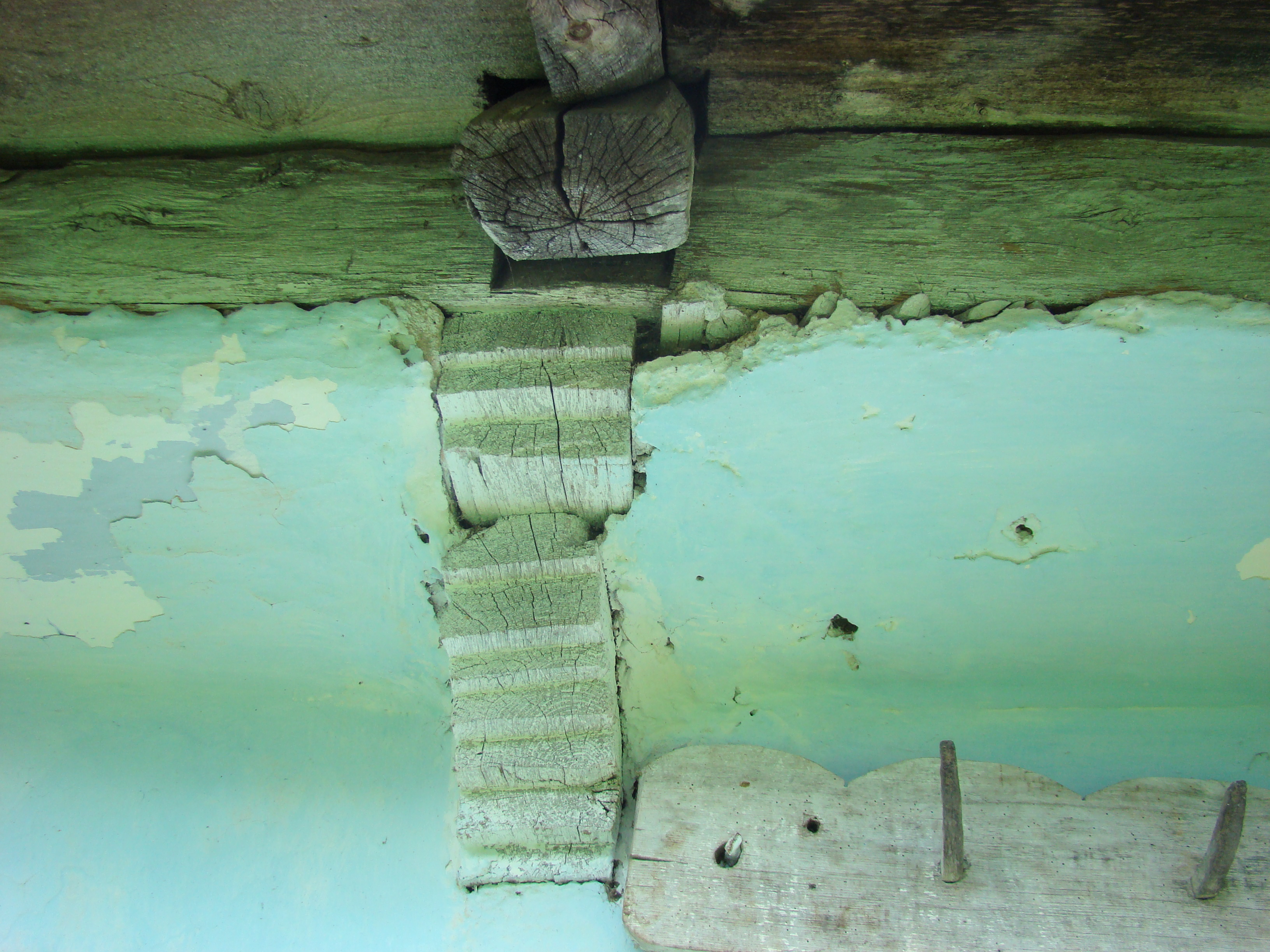
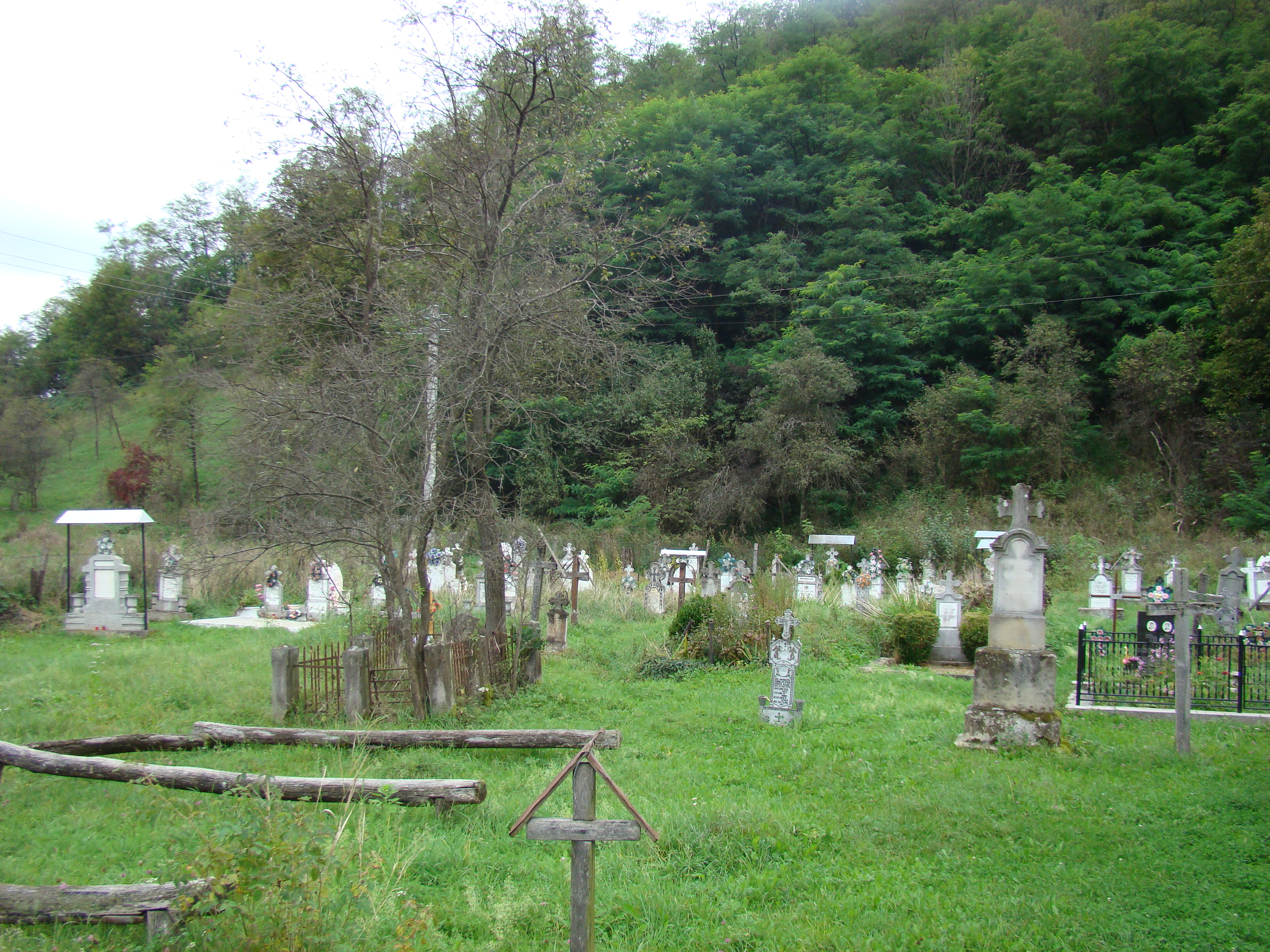
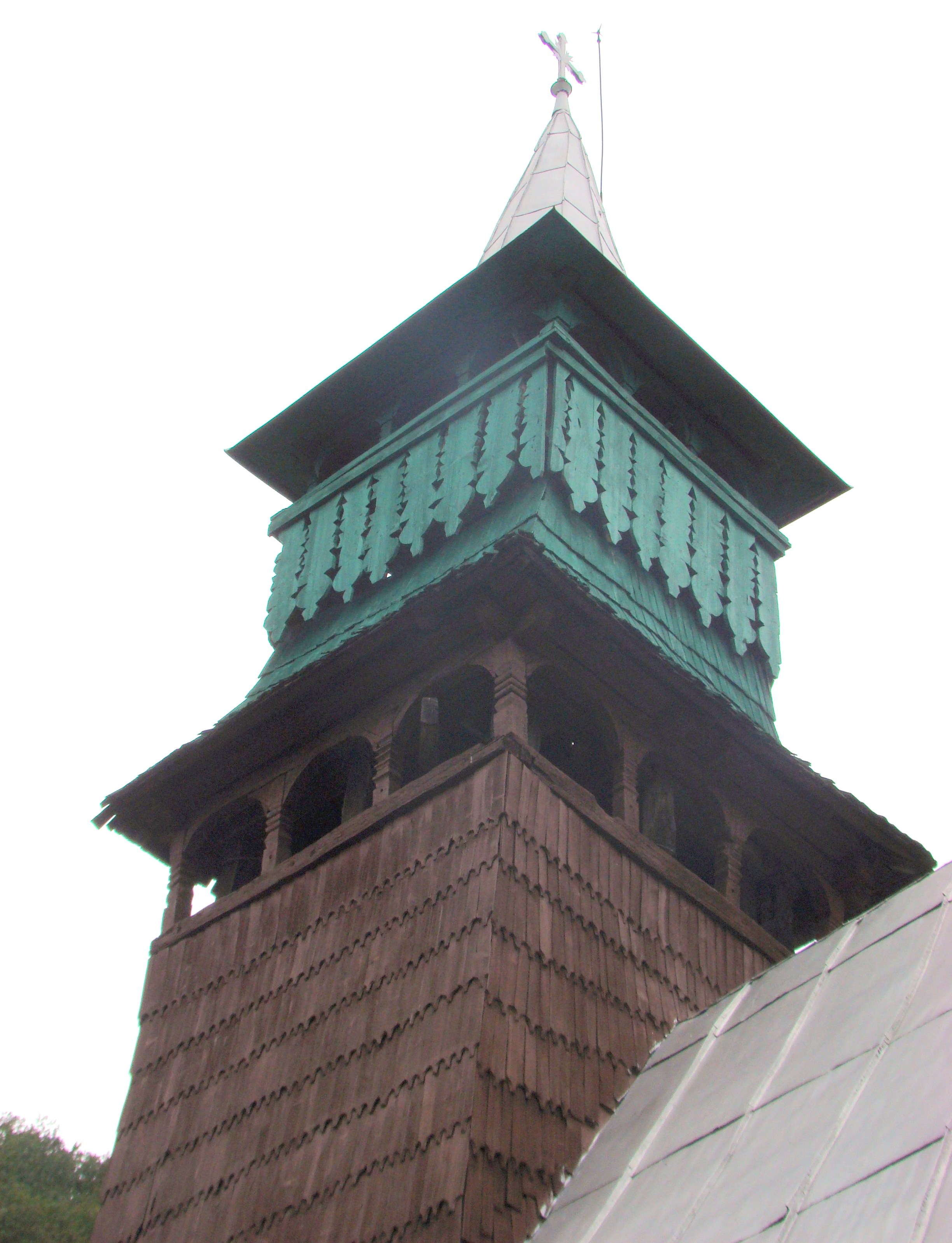
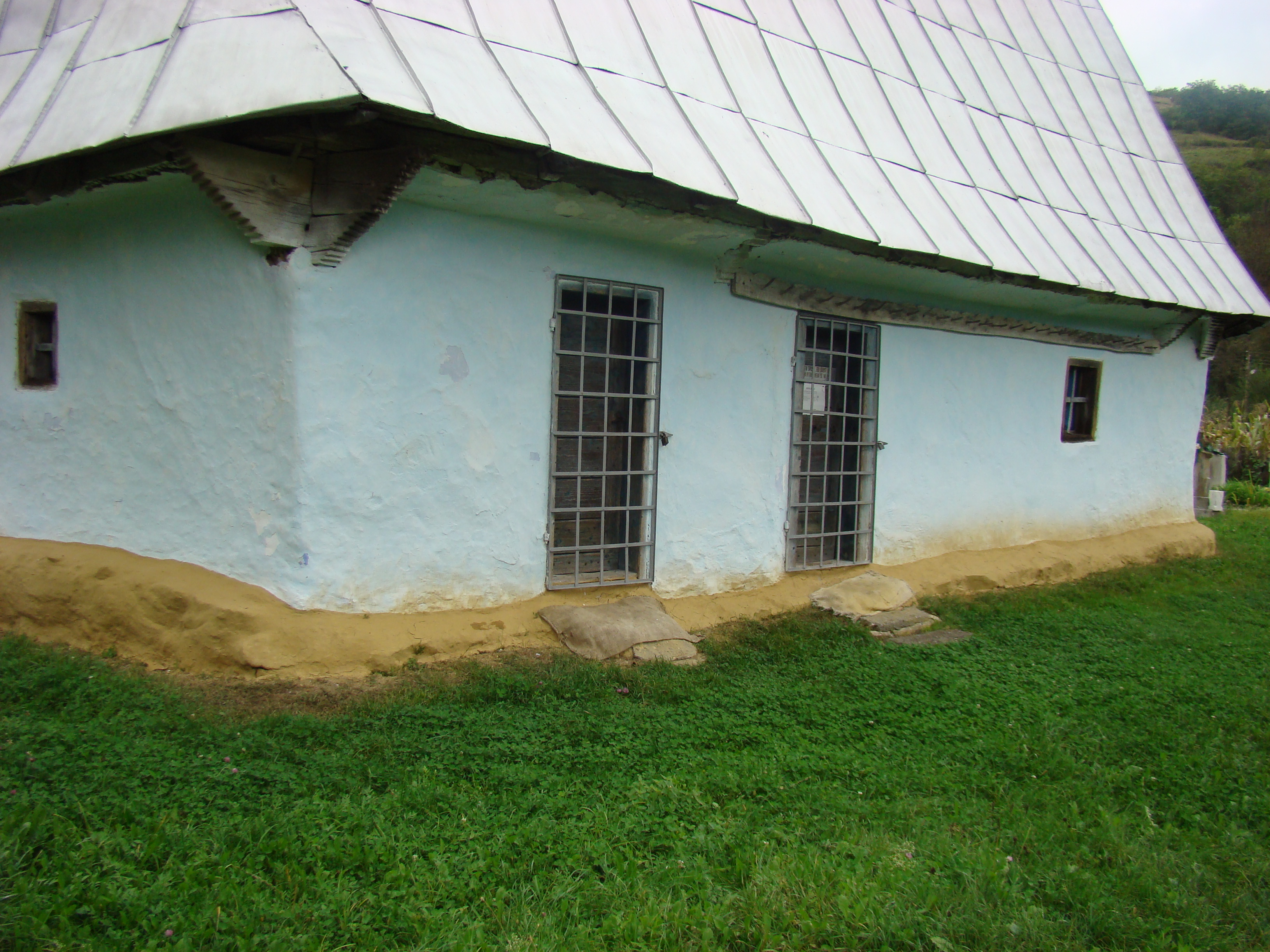
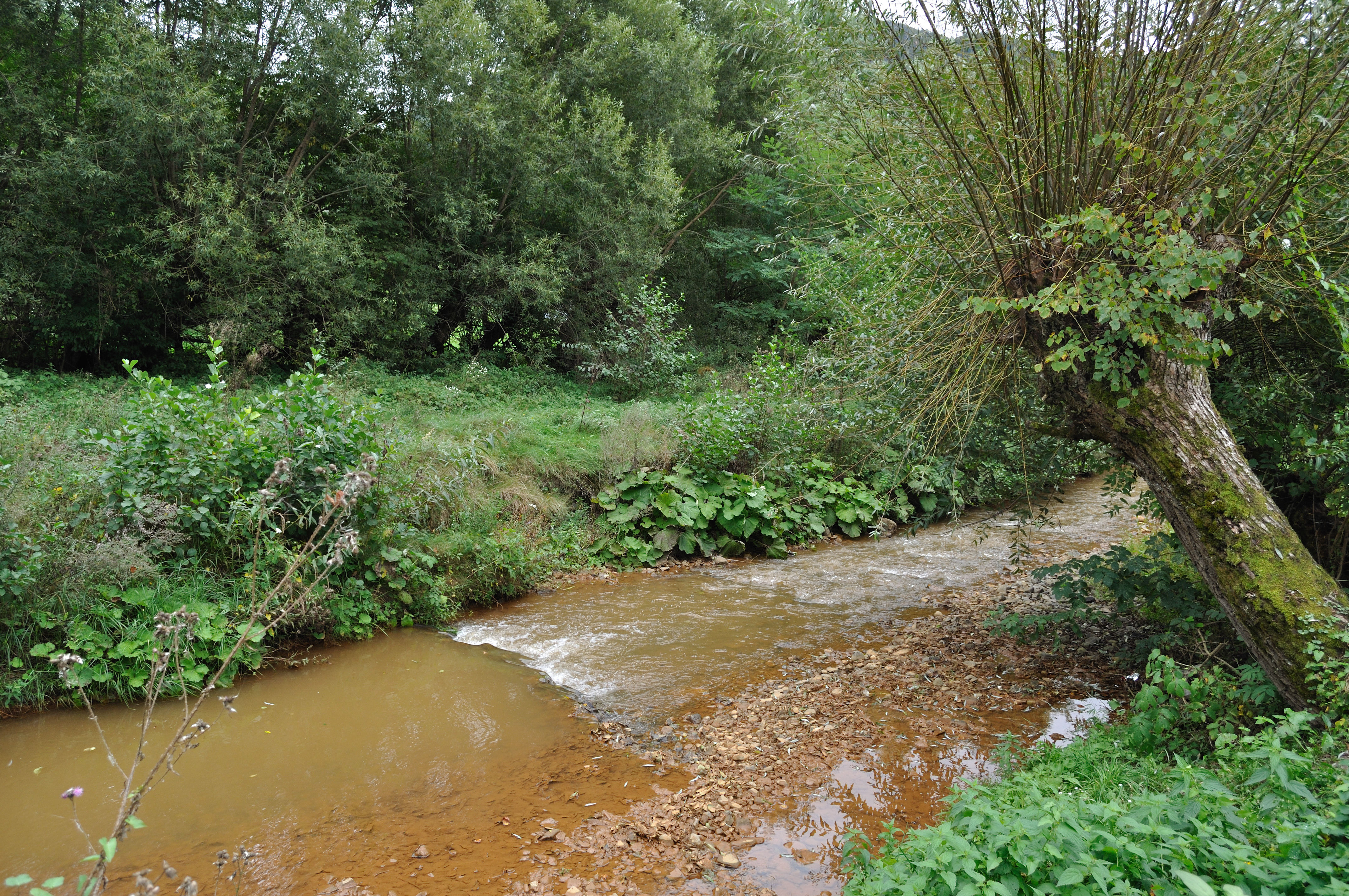
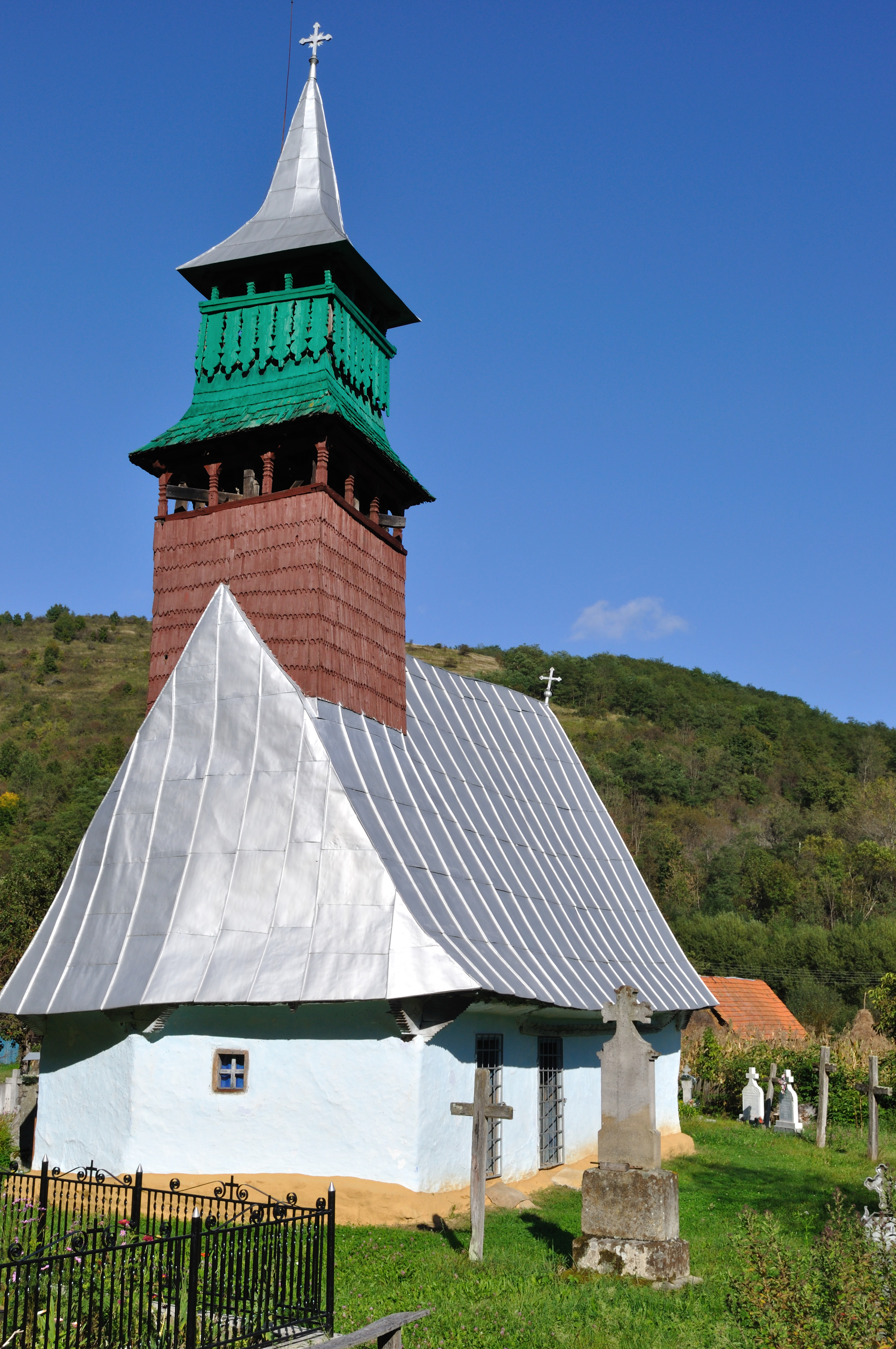

## Imagini din interior

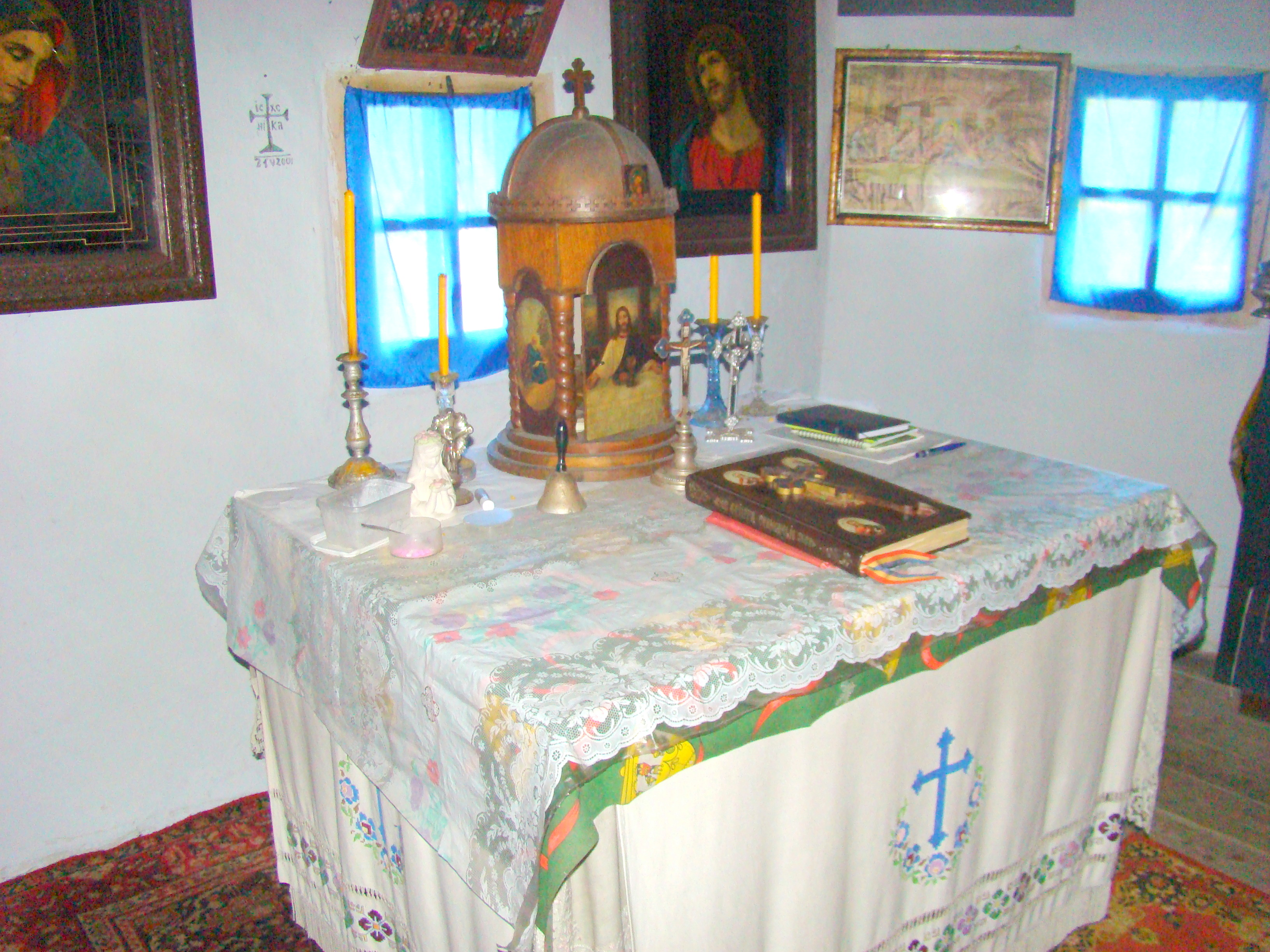
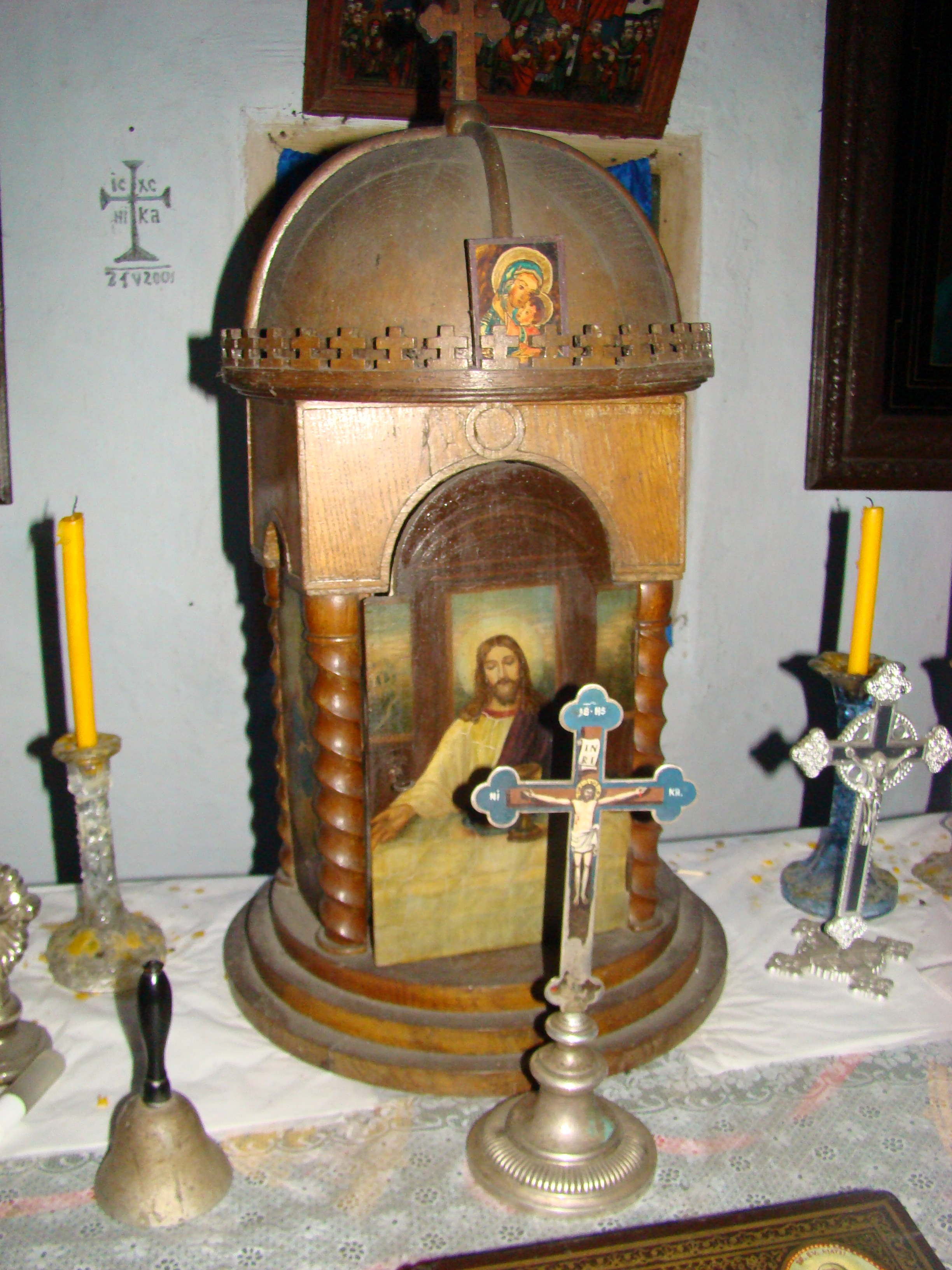
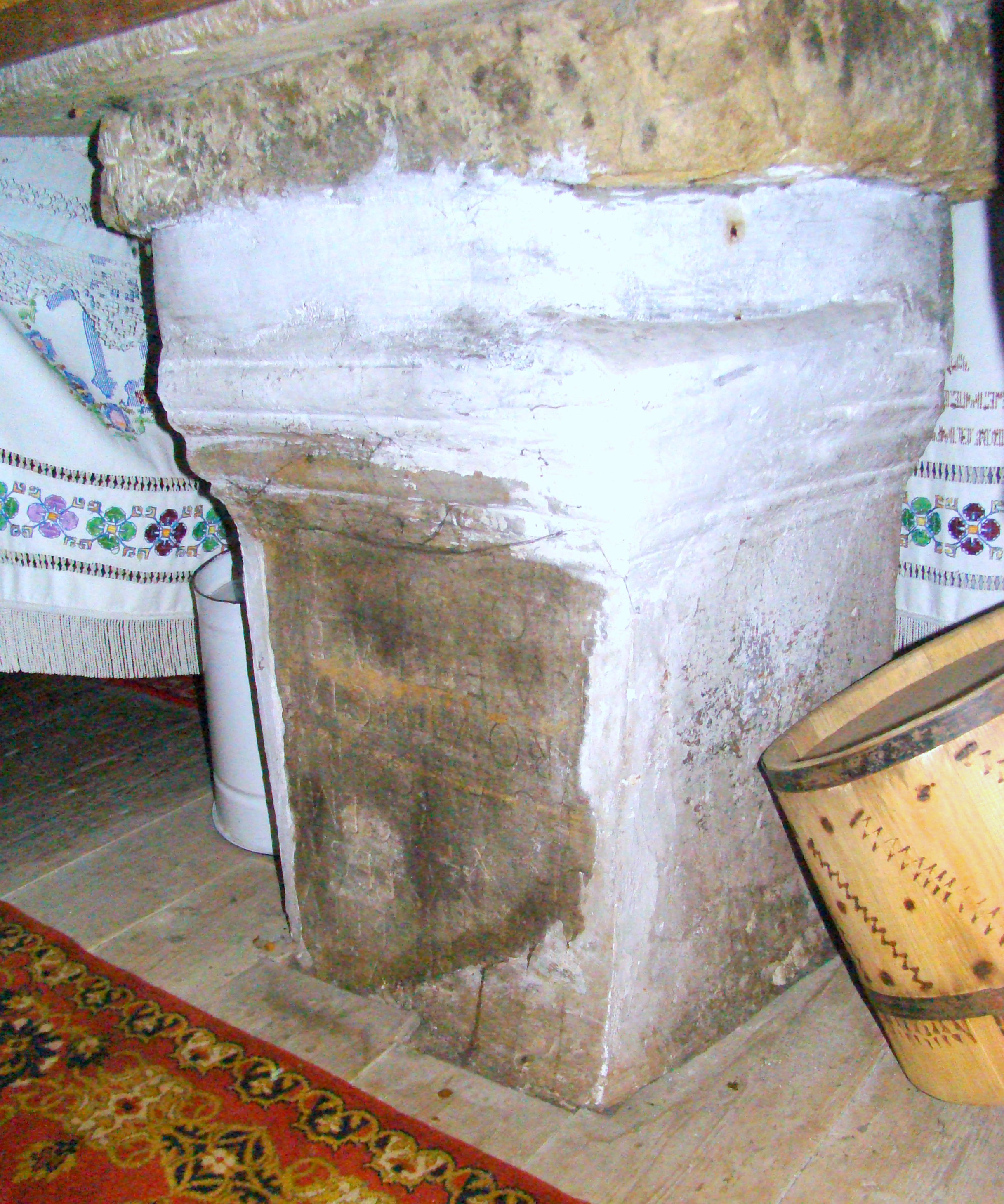
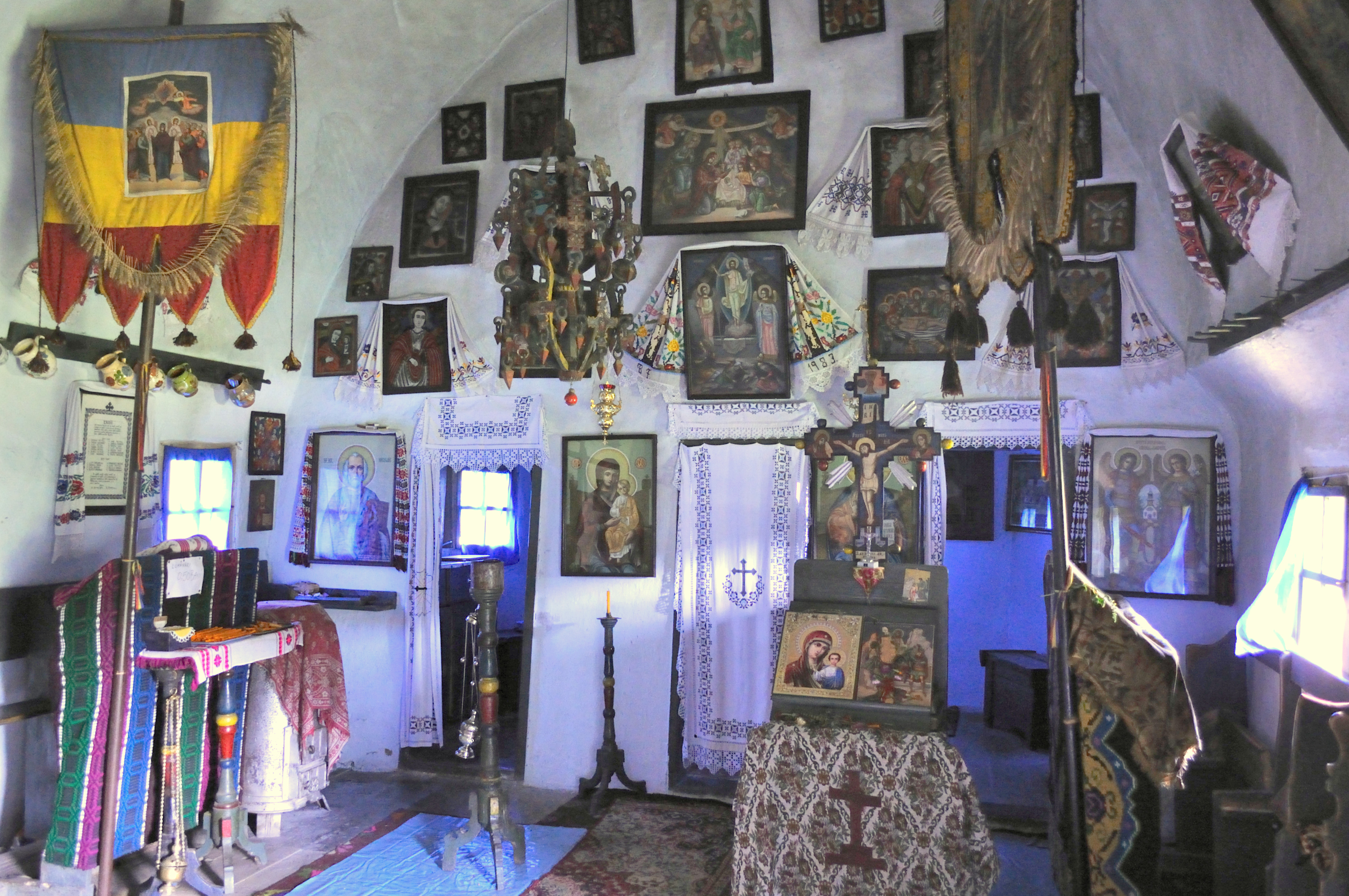
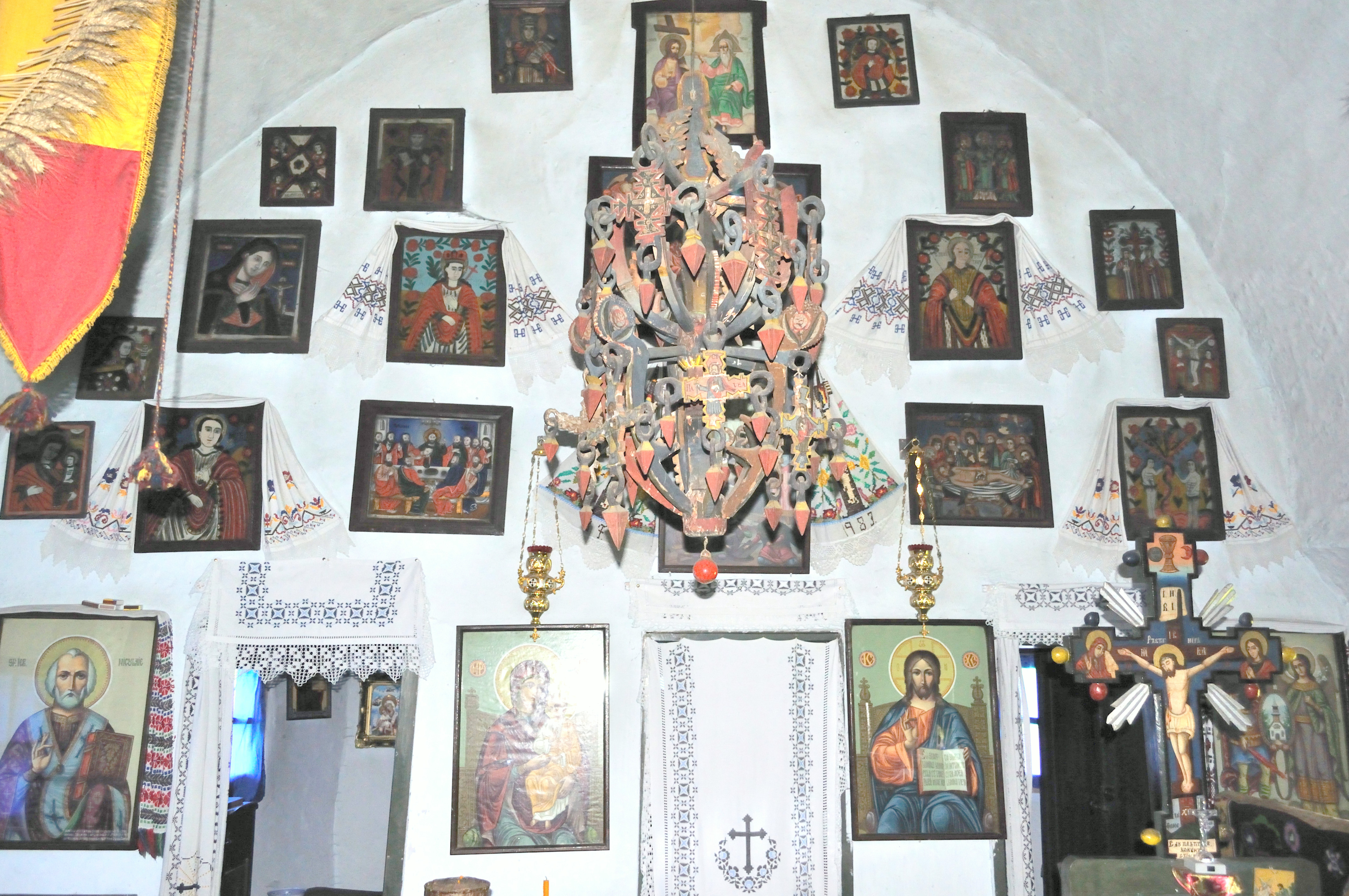
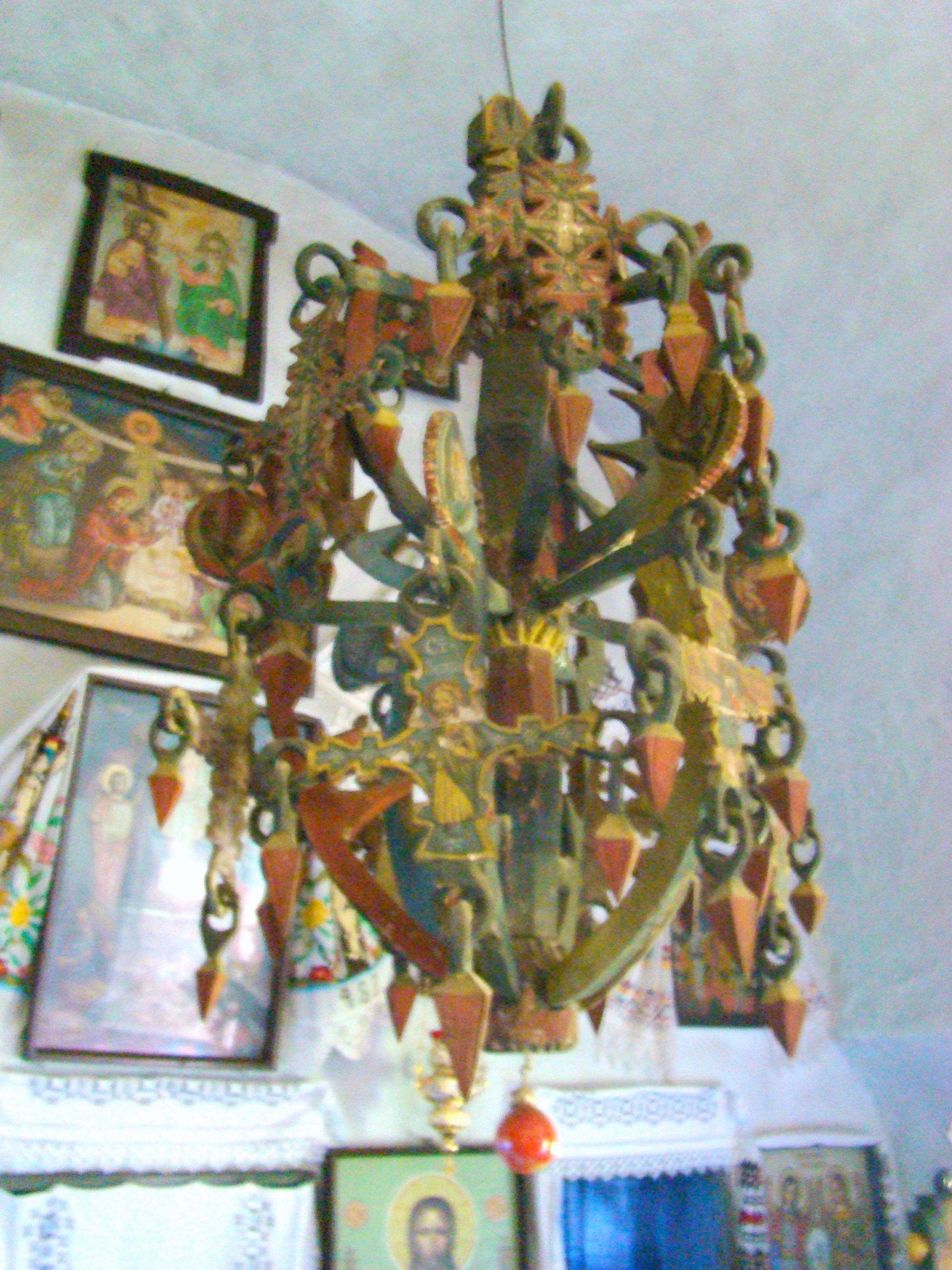
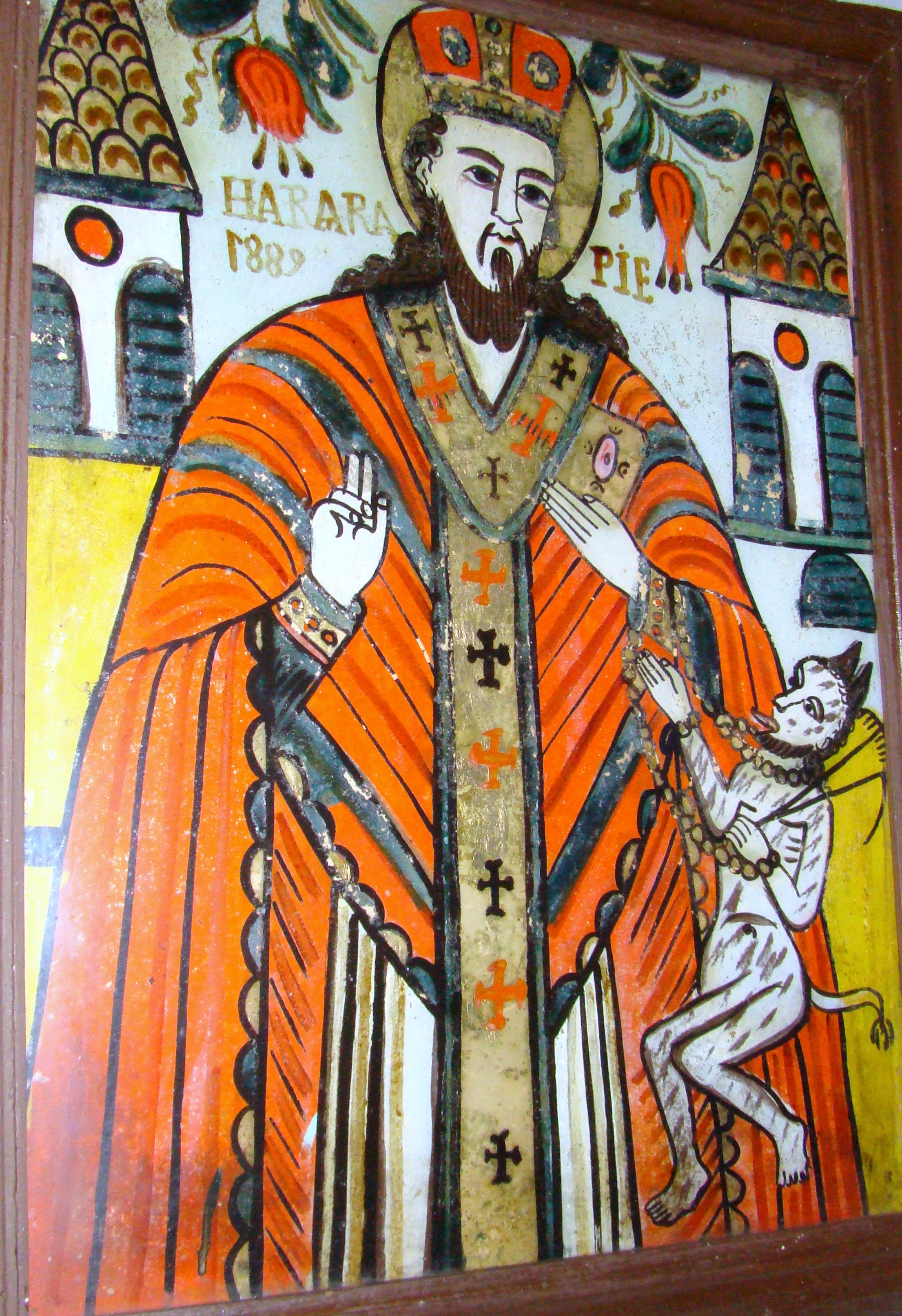
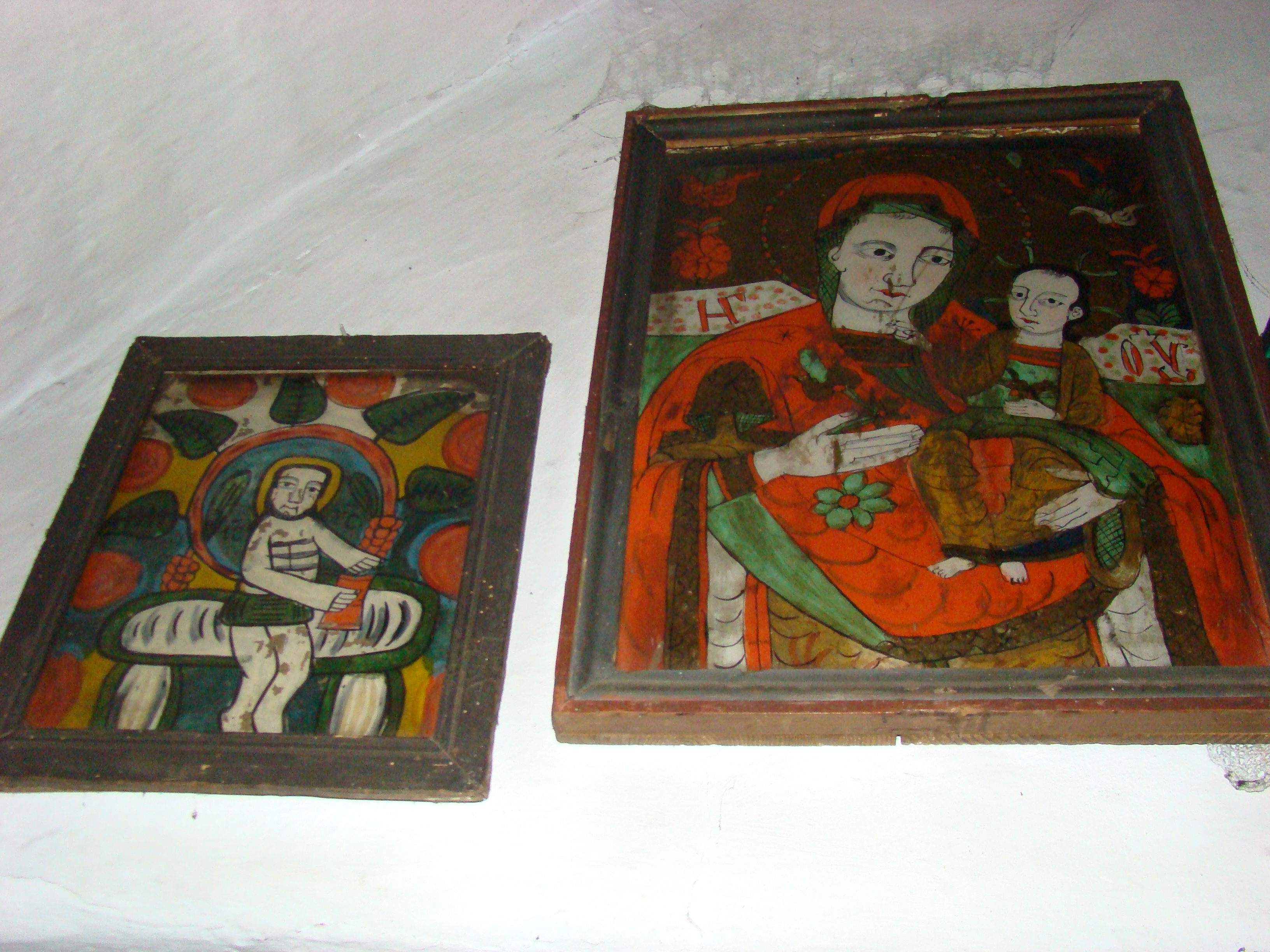
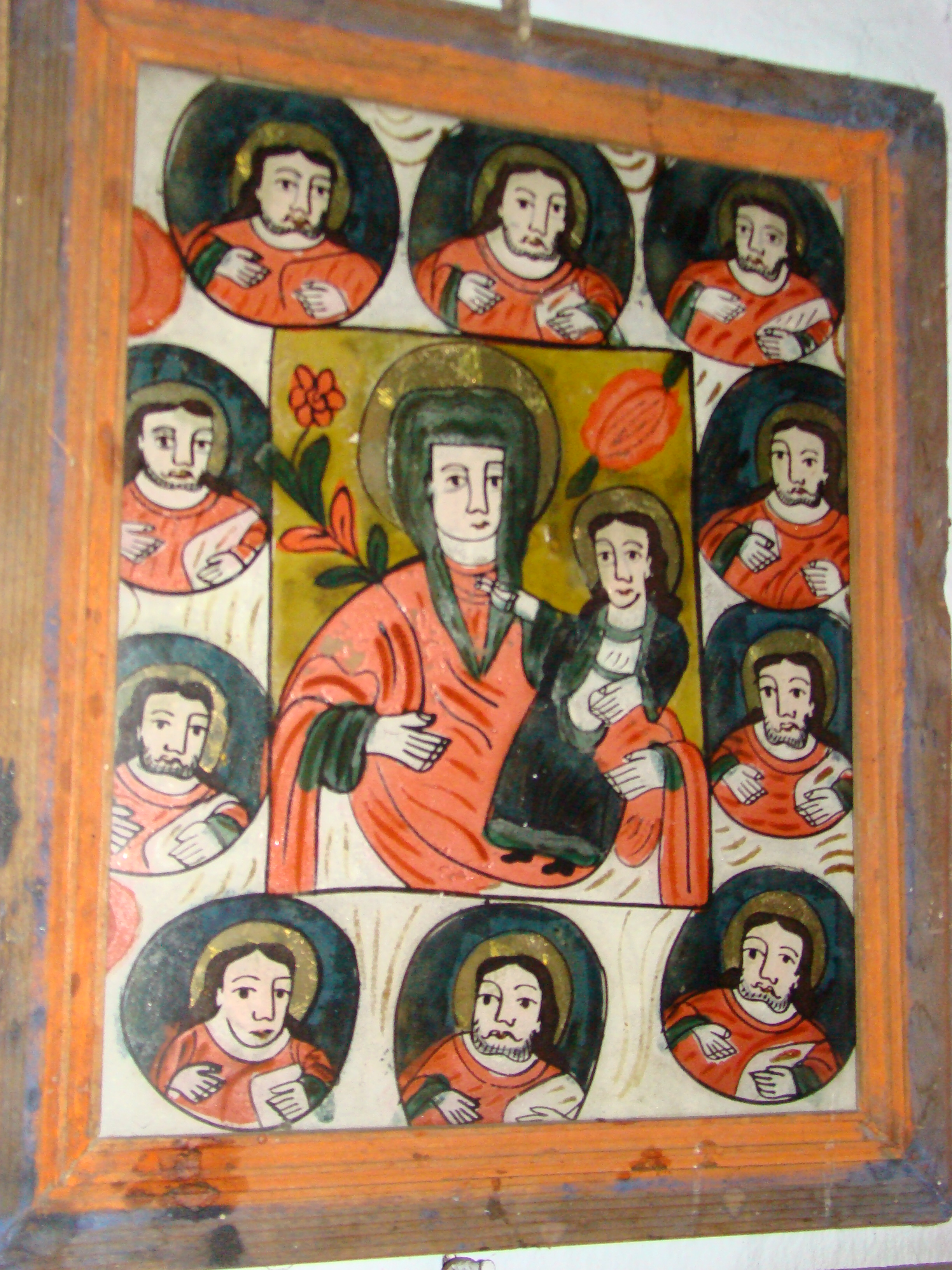
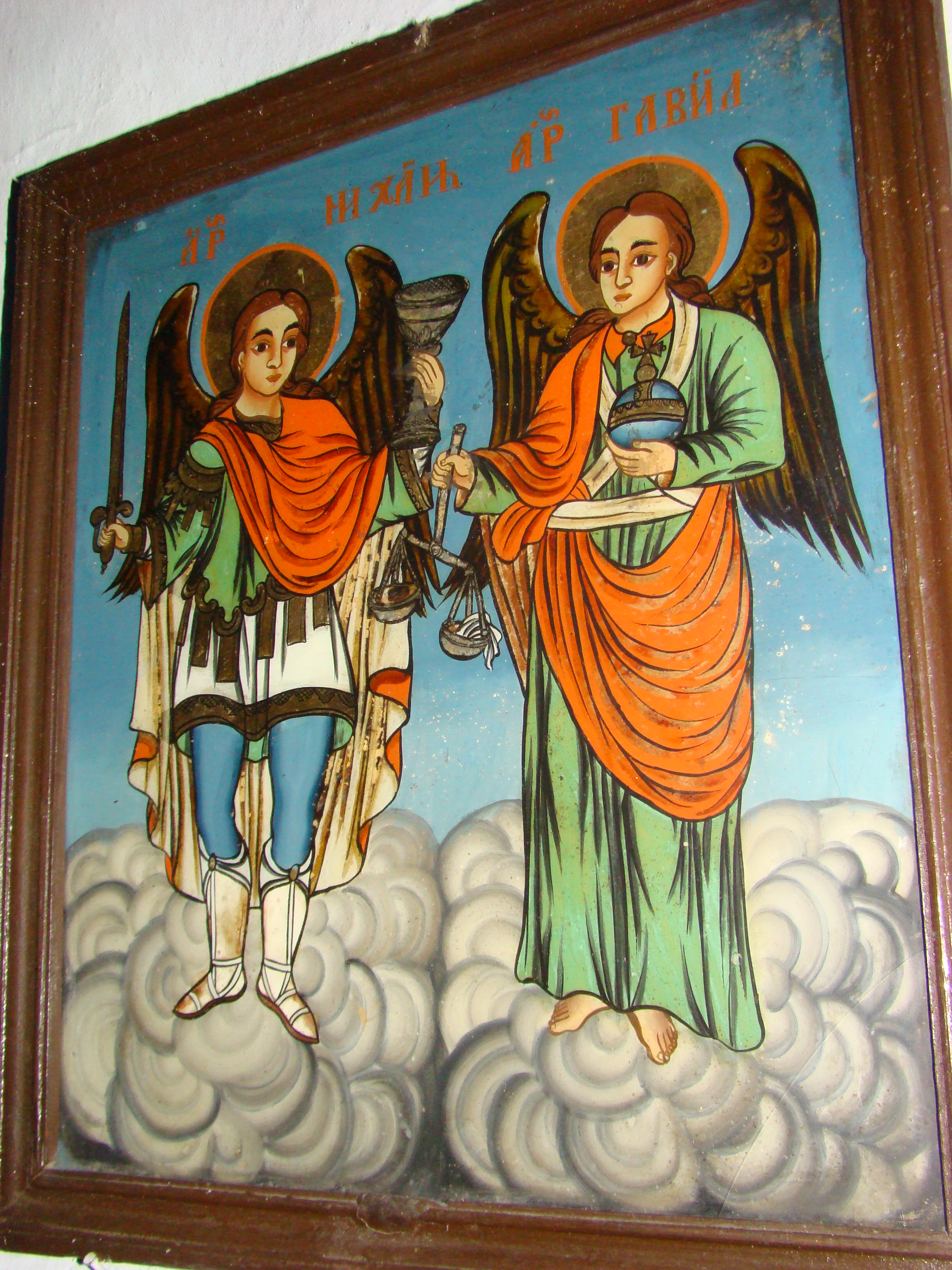
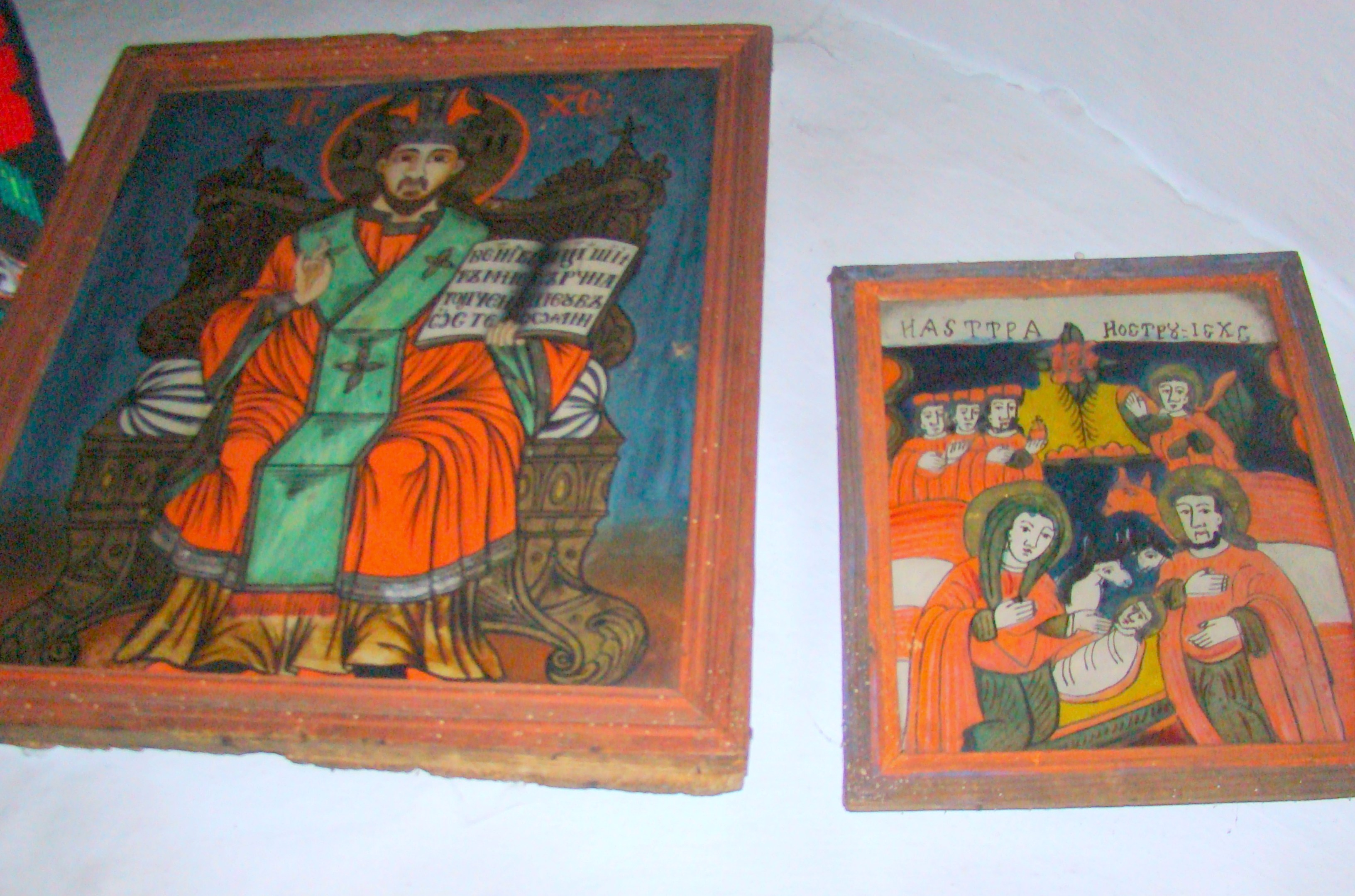
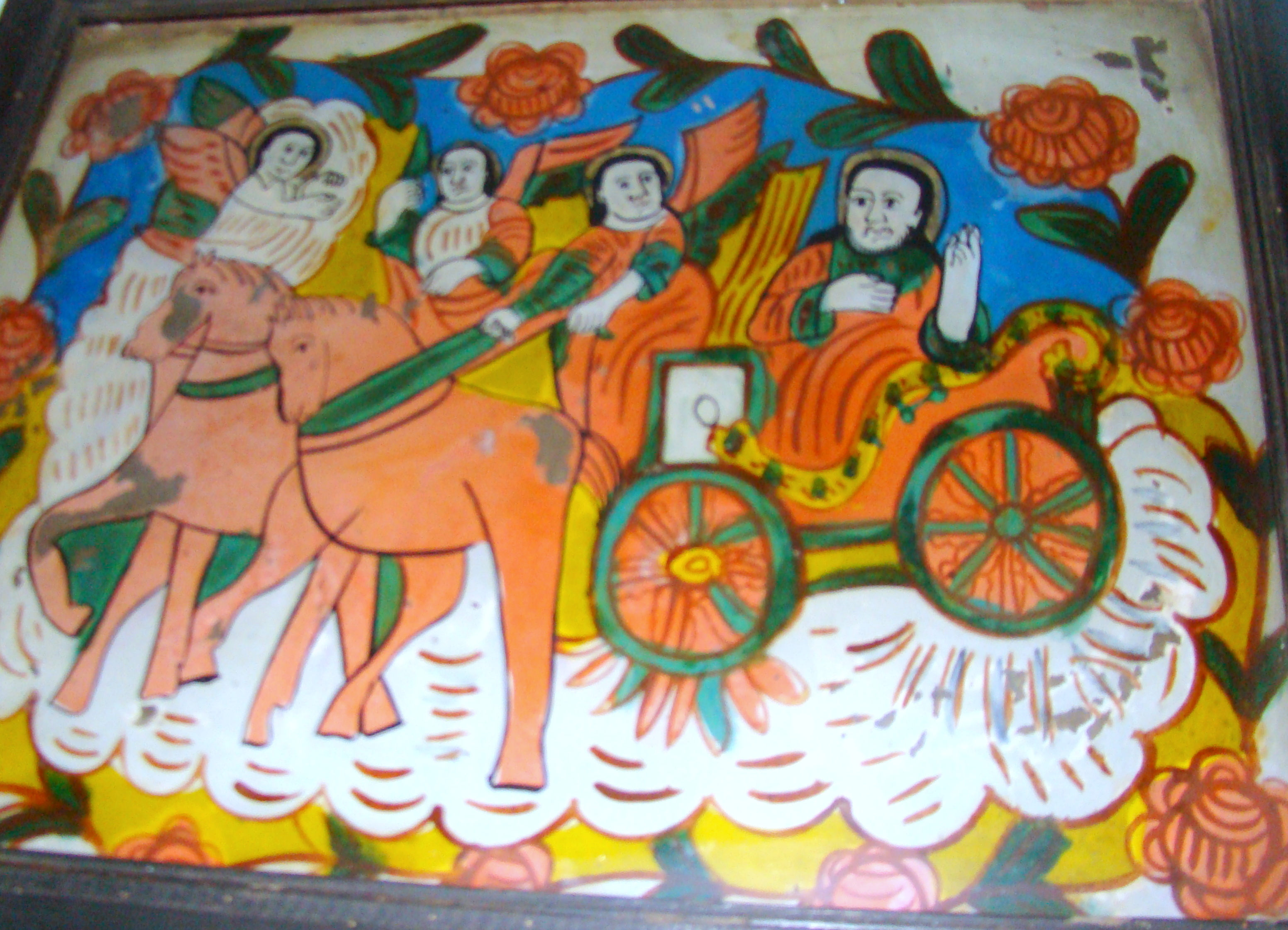
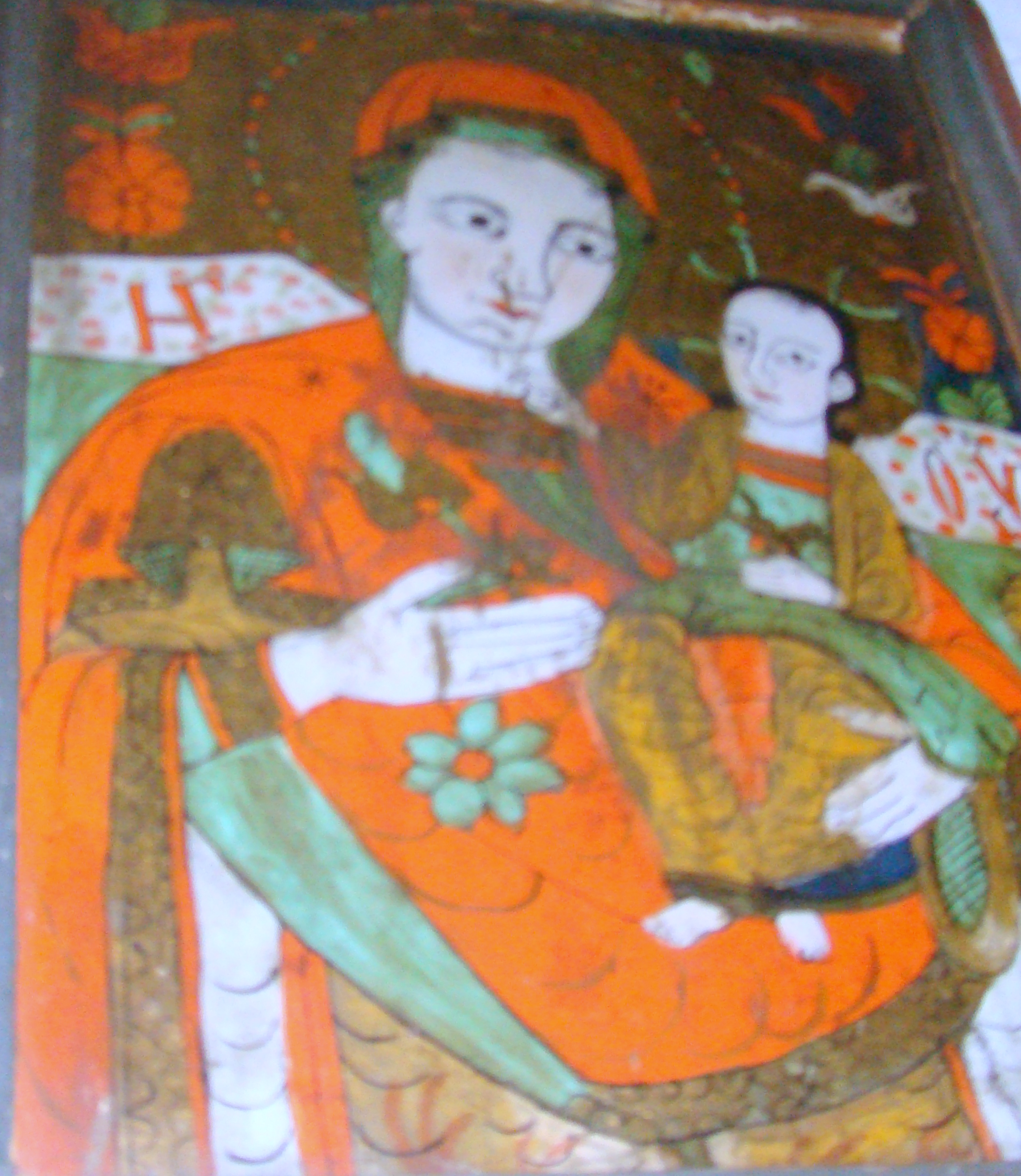
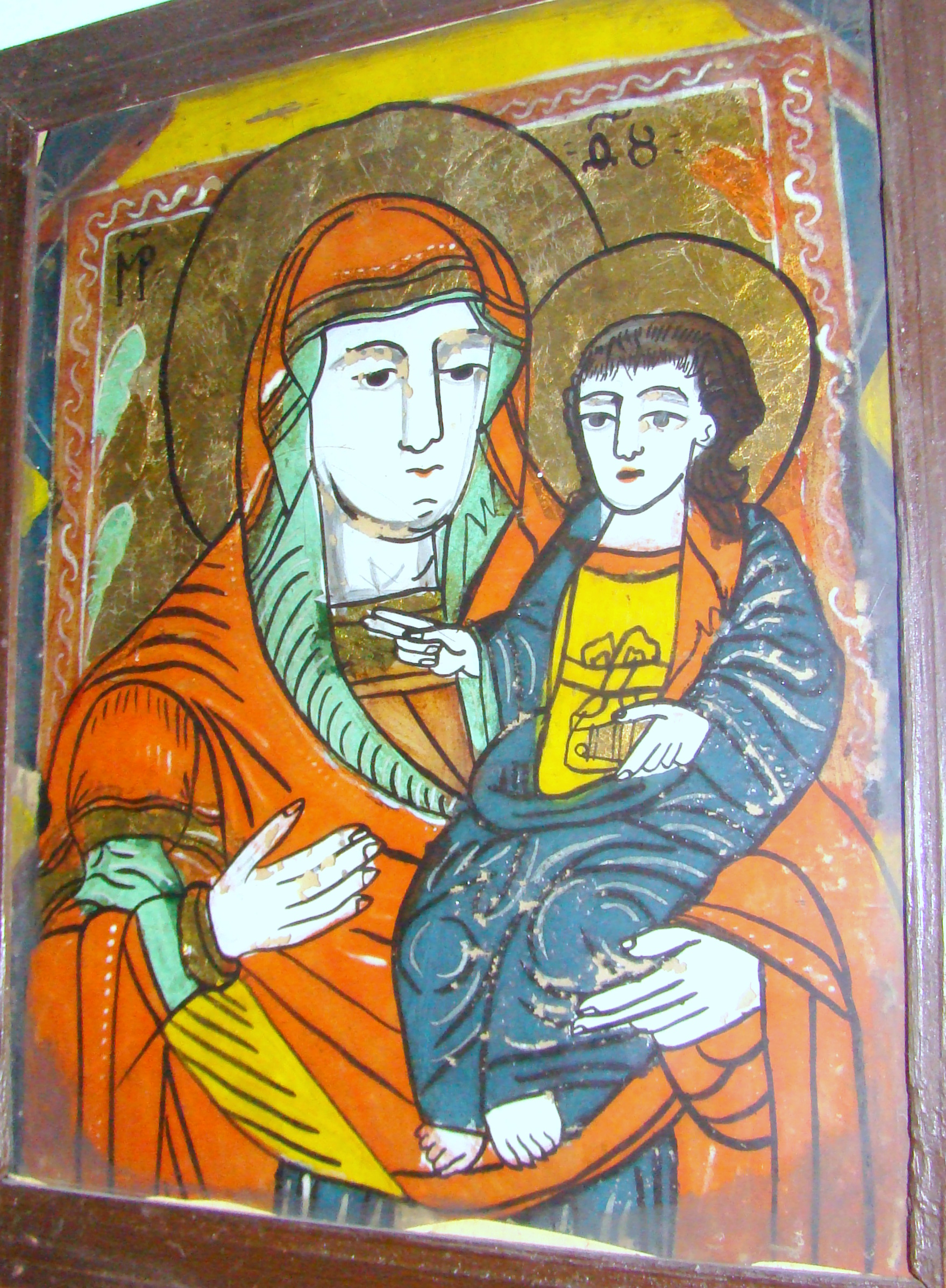
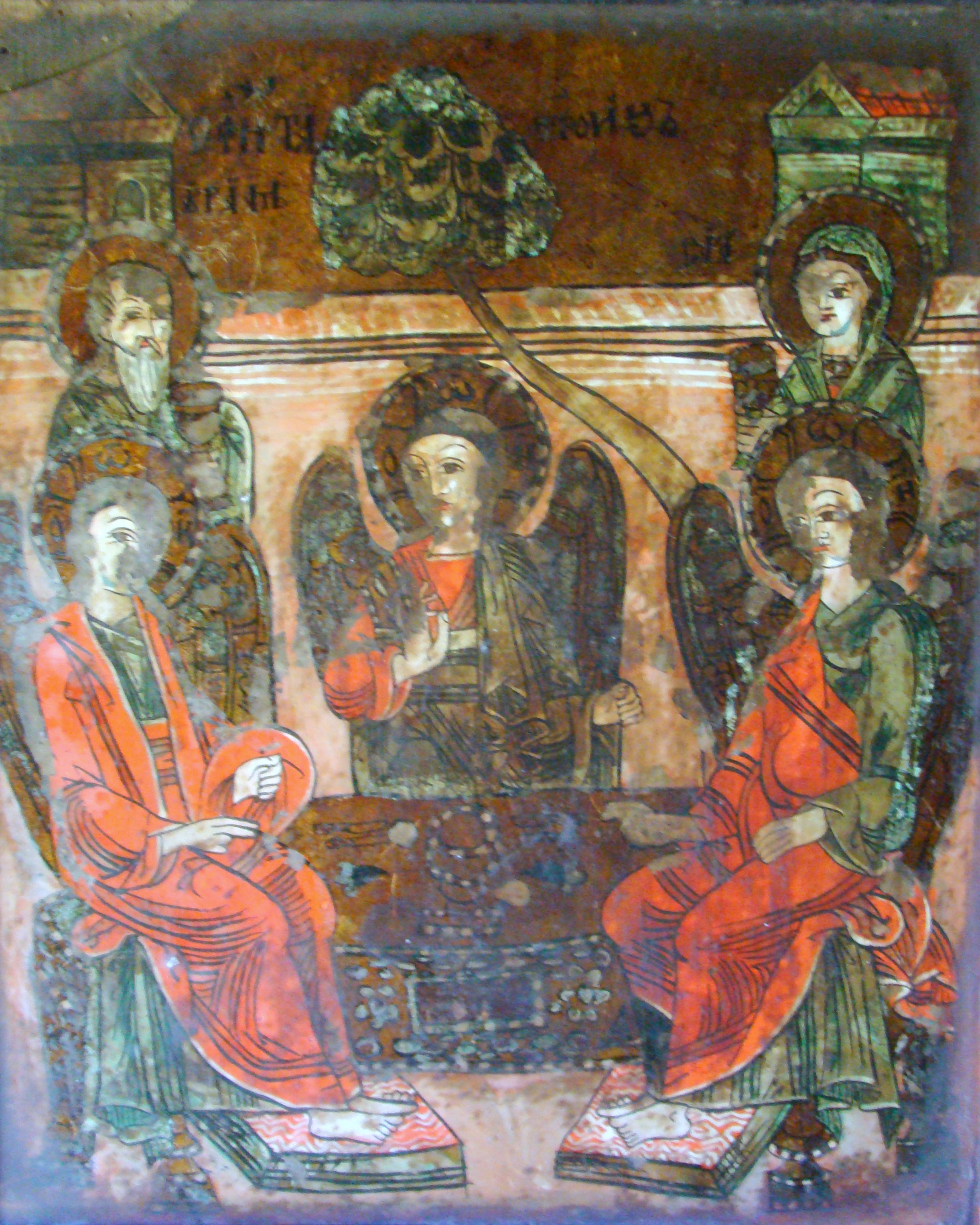
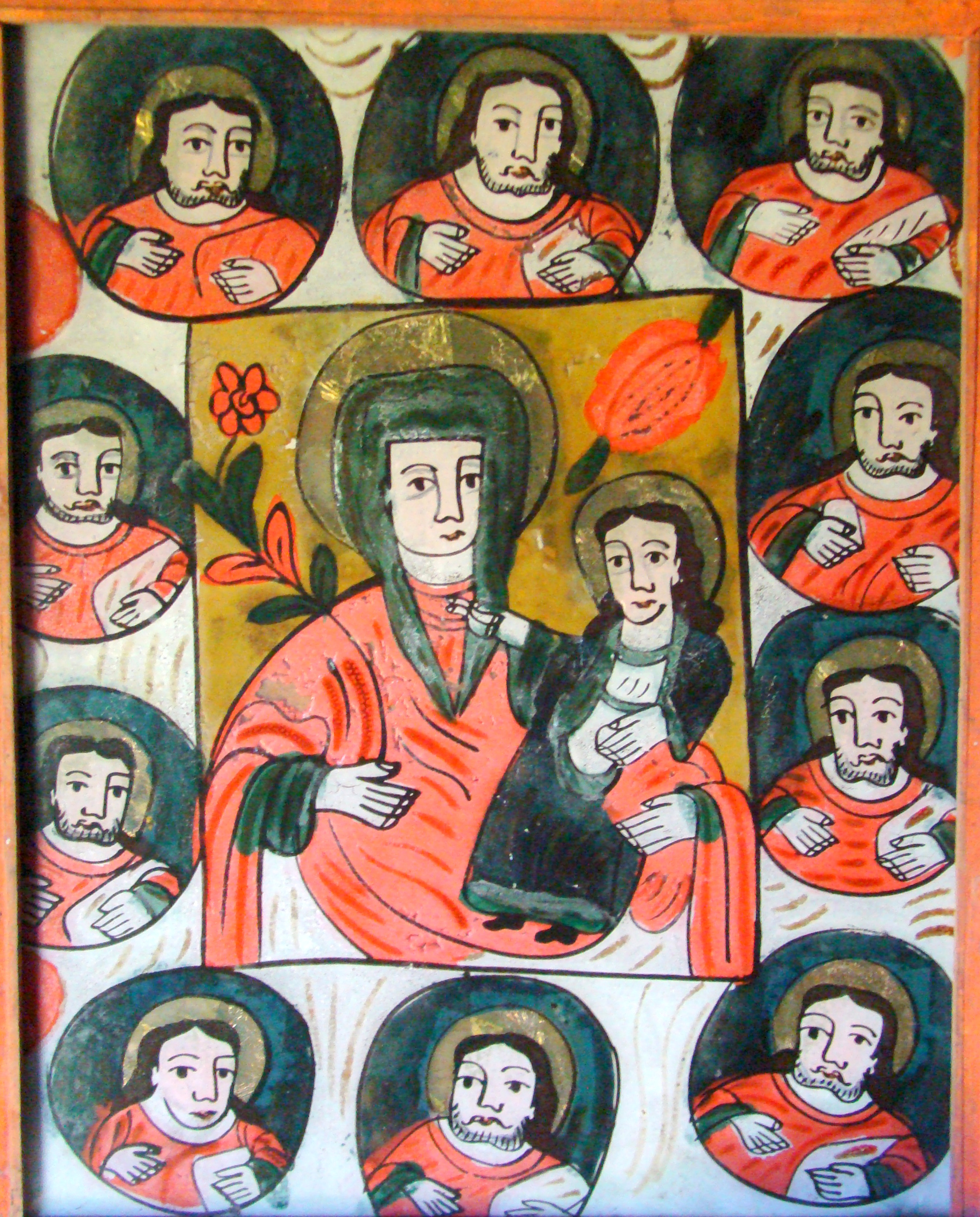
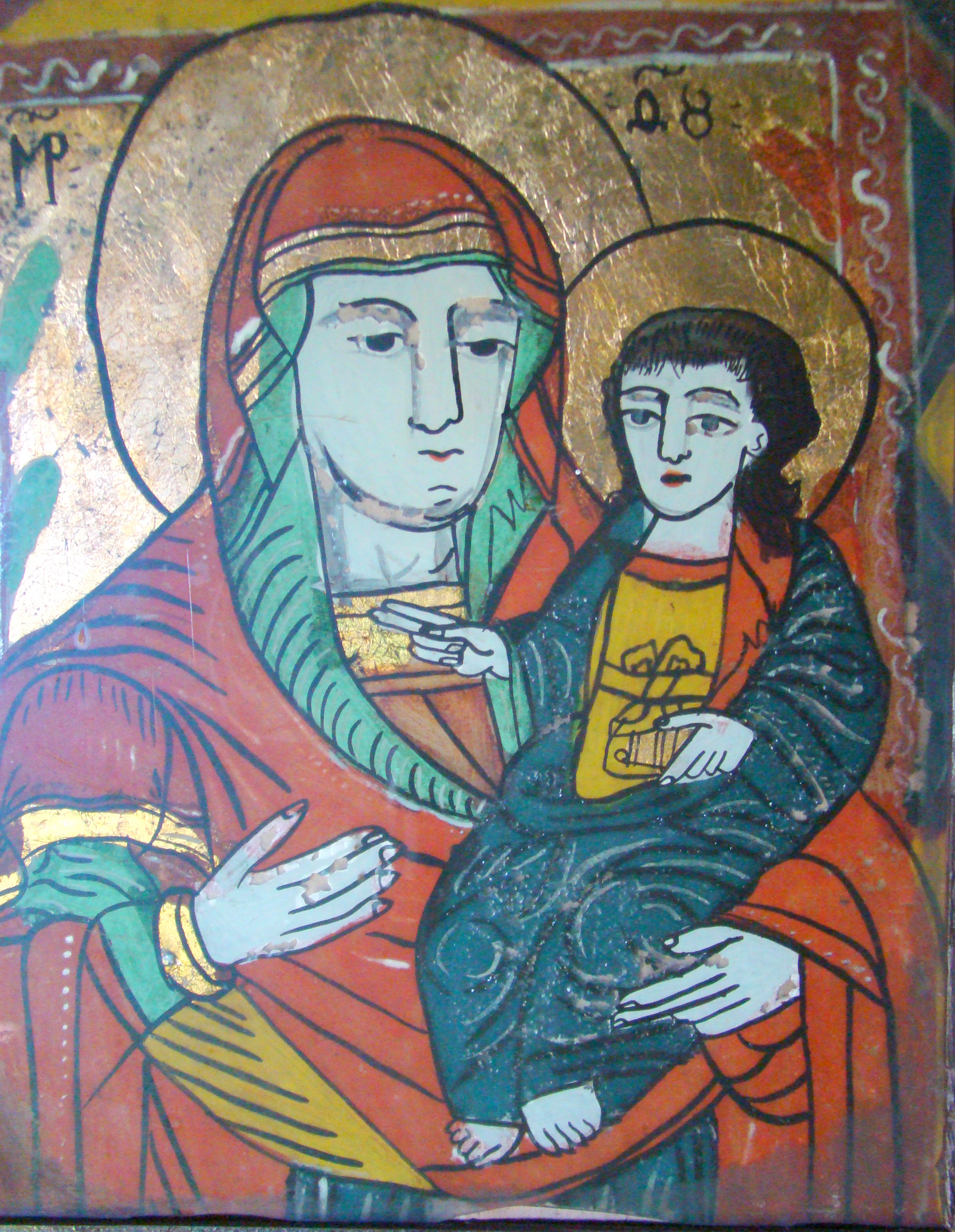
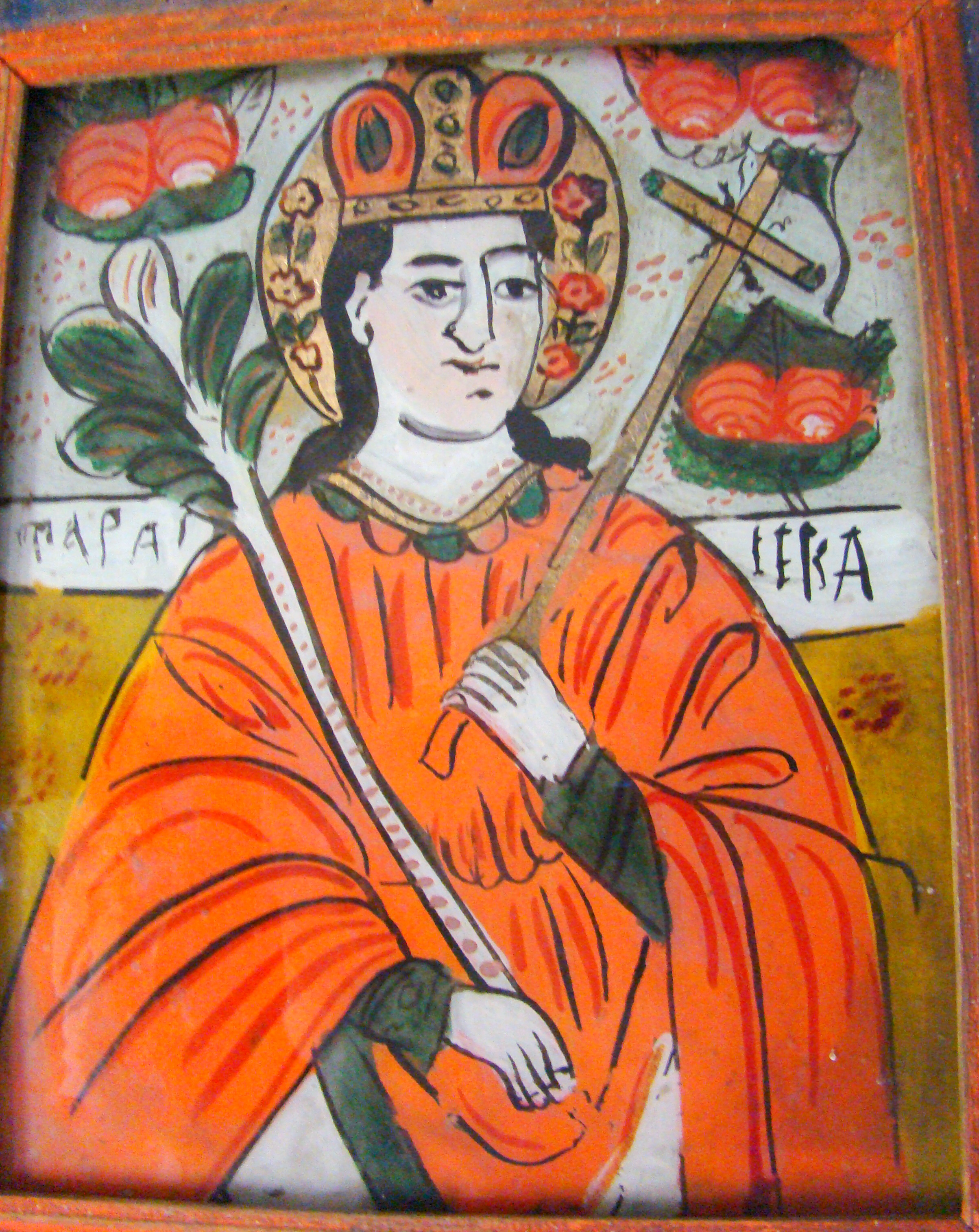
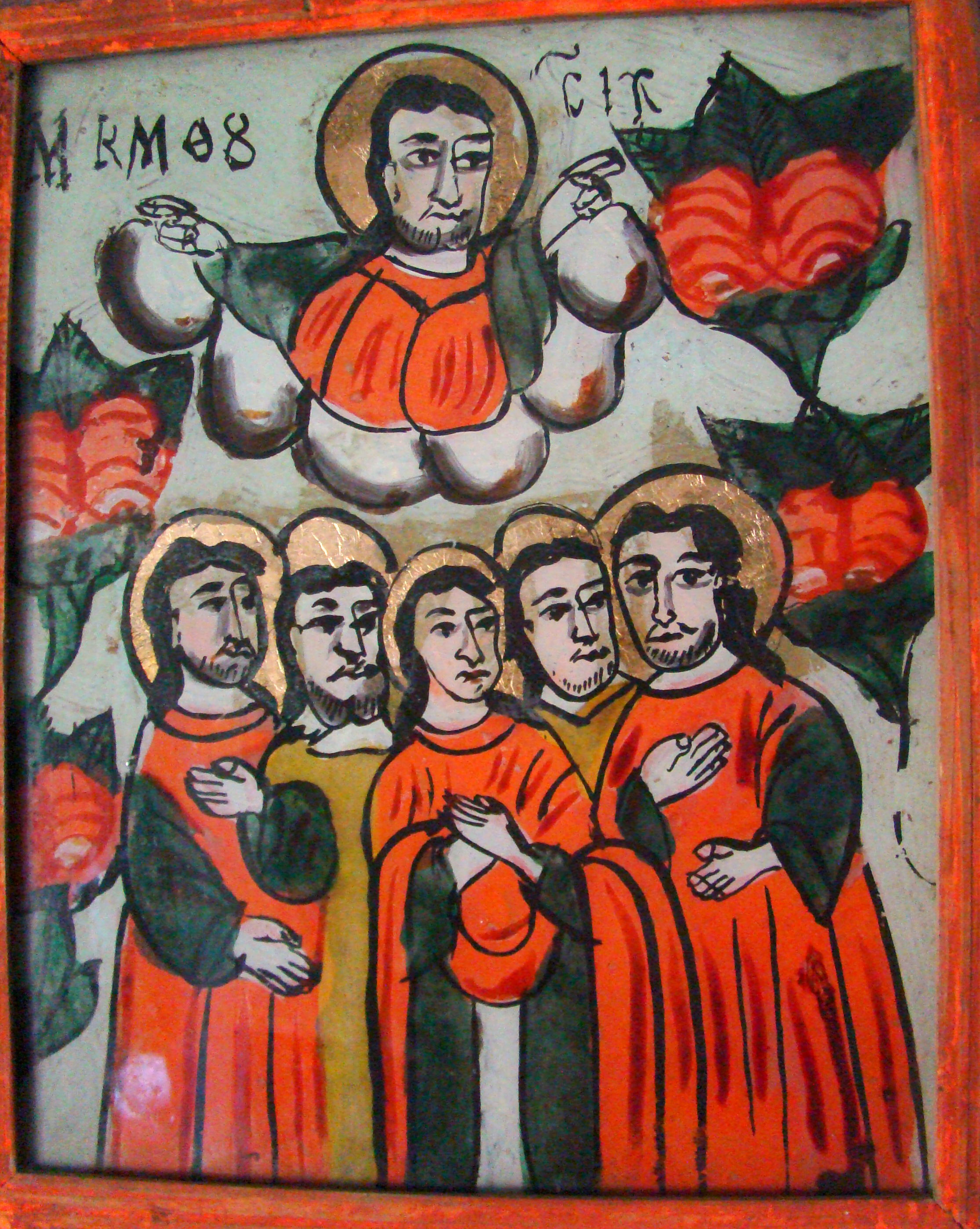
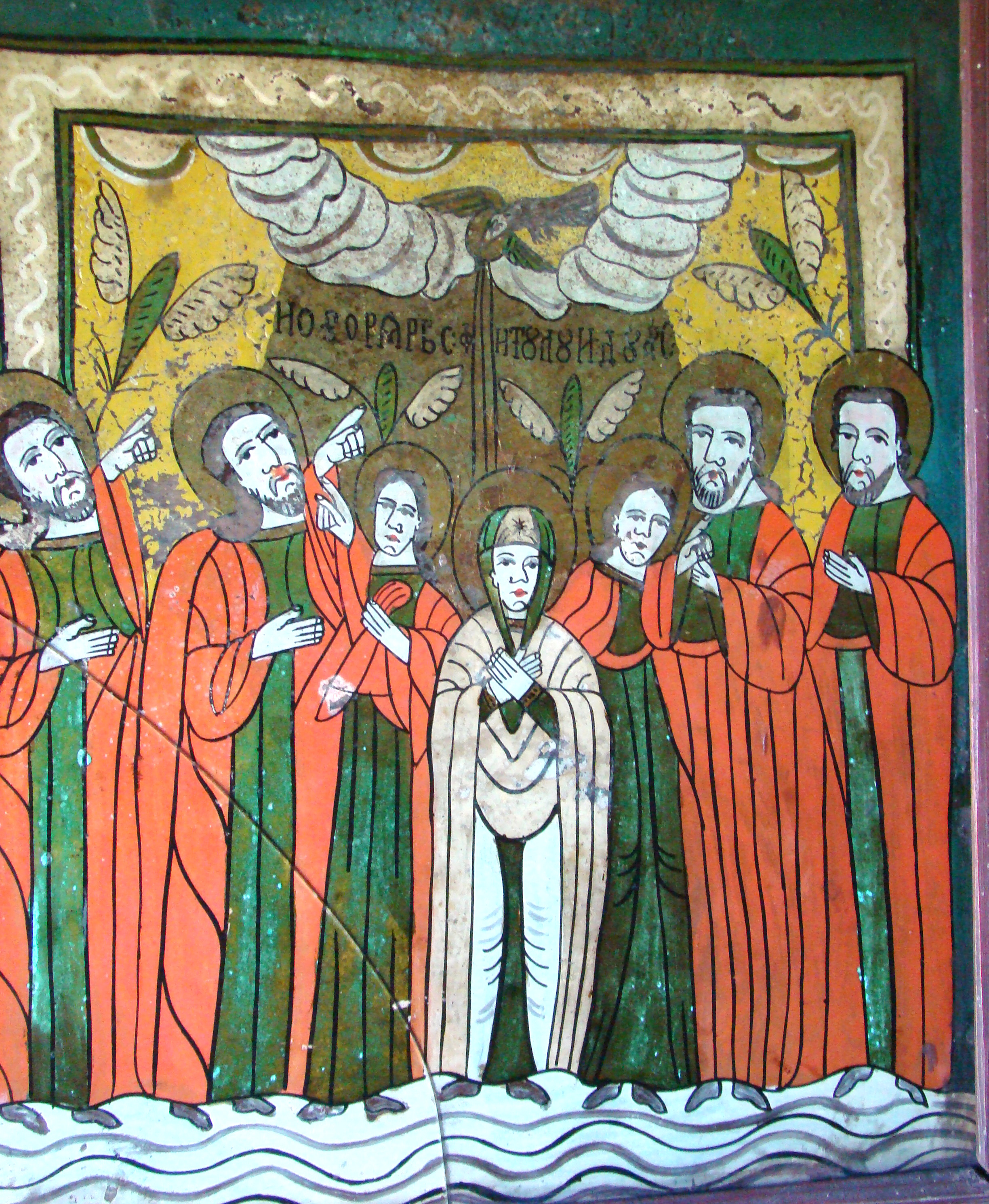
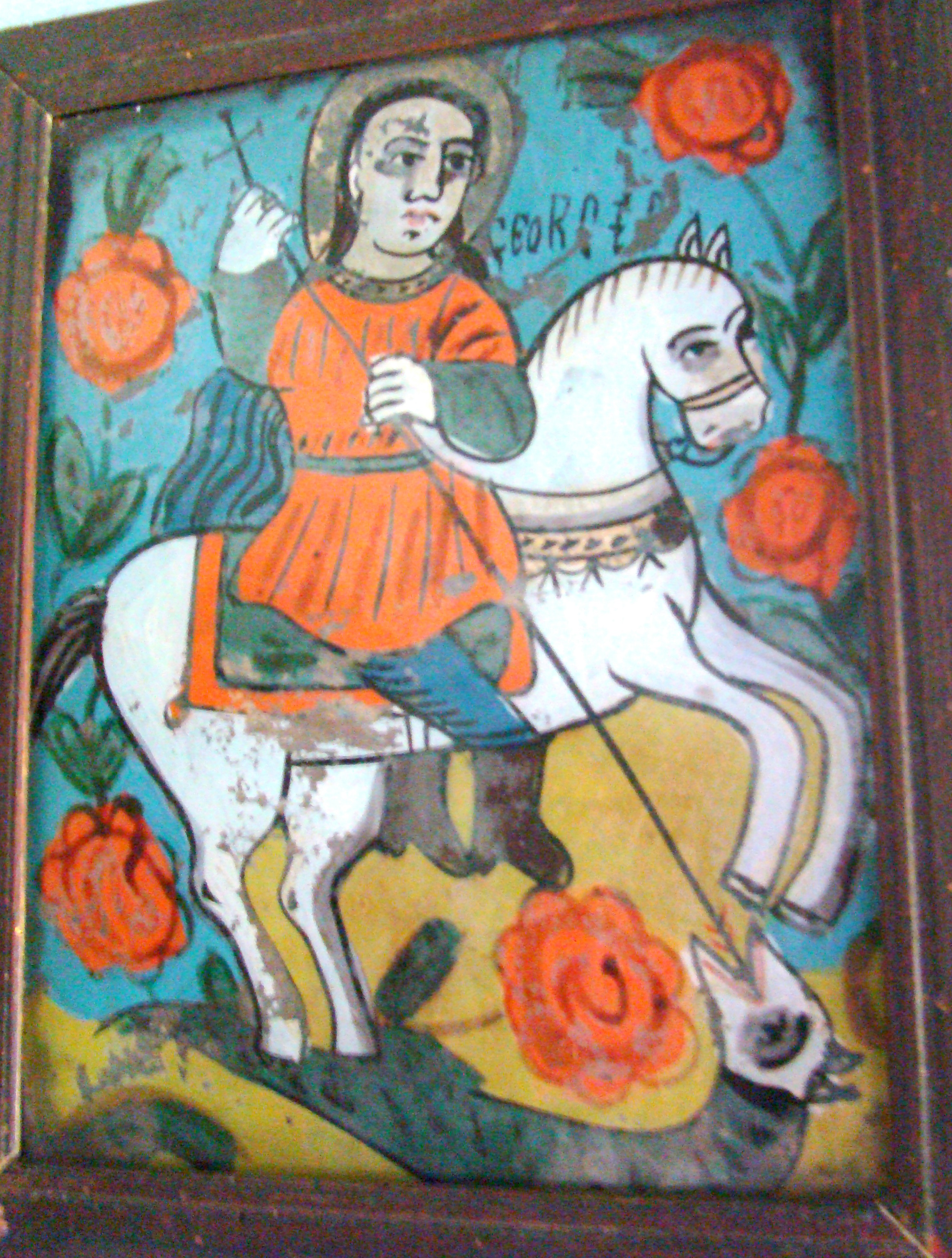
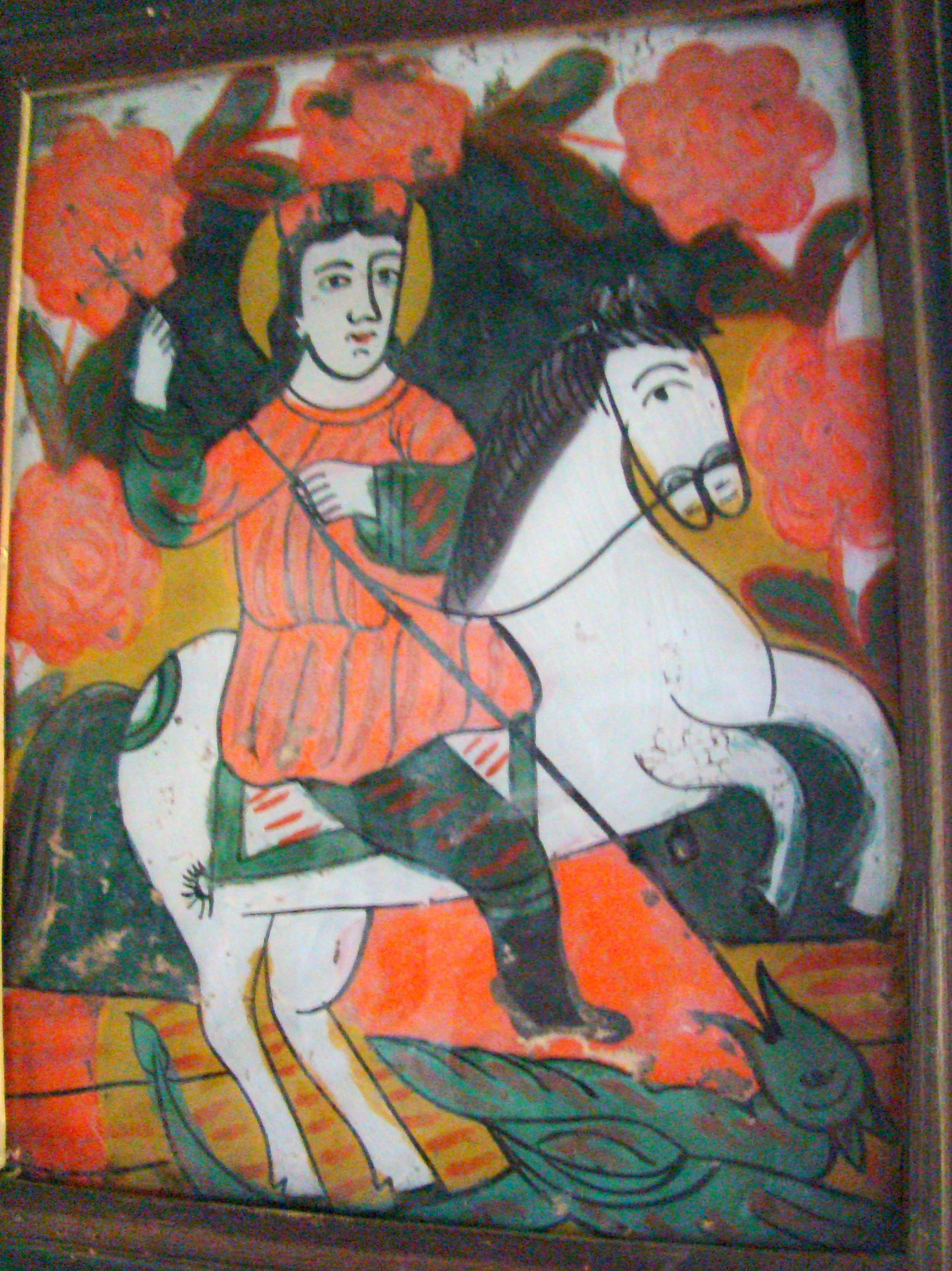
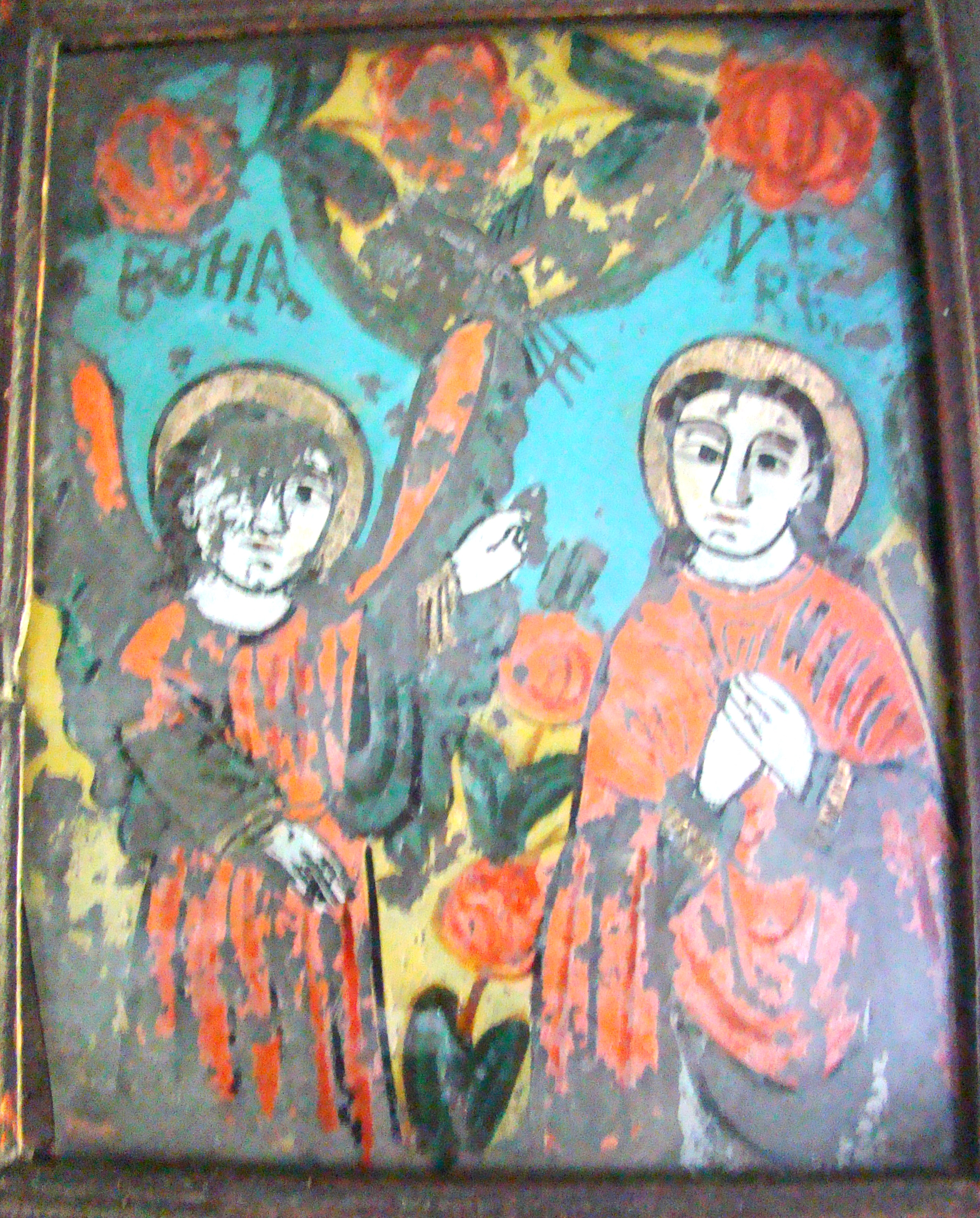
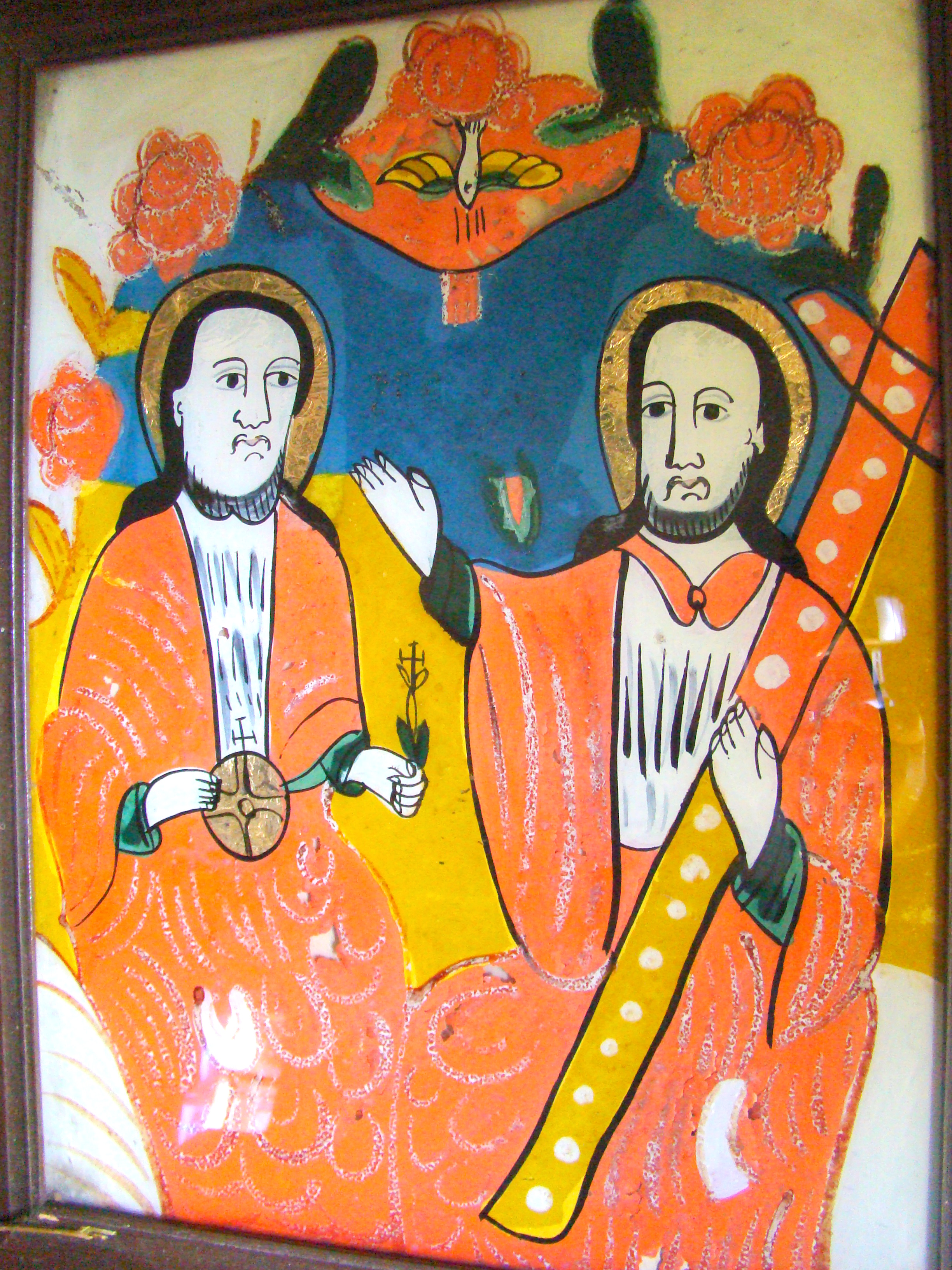
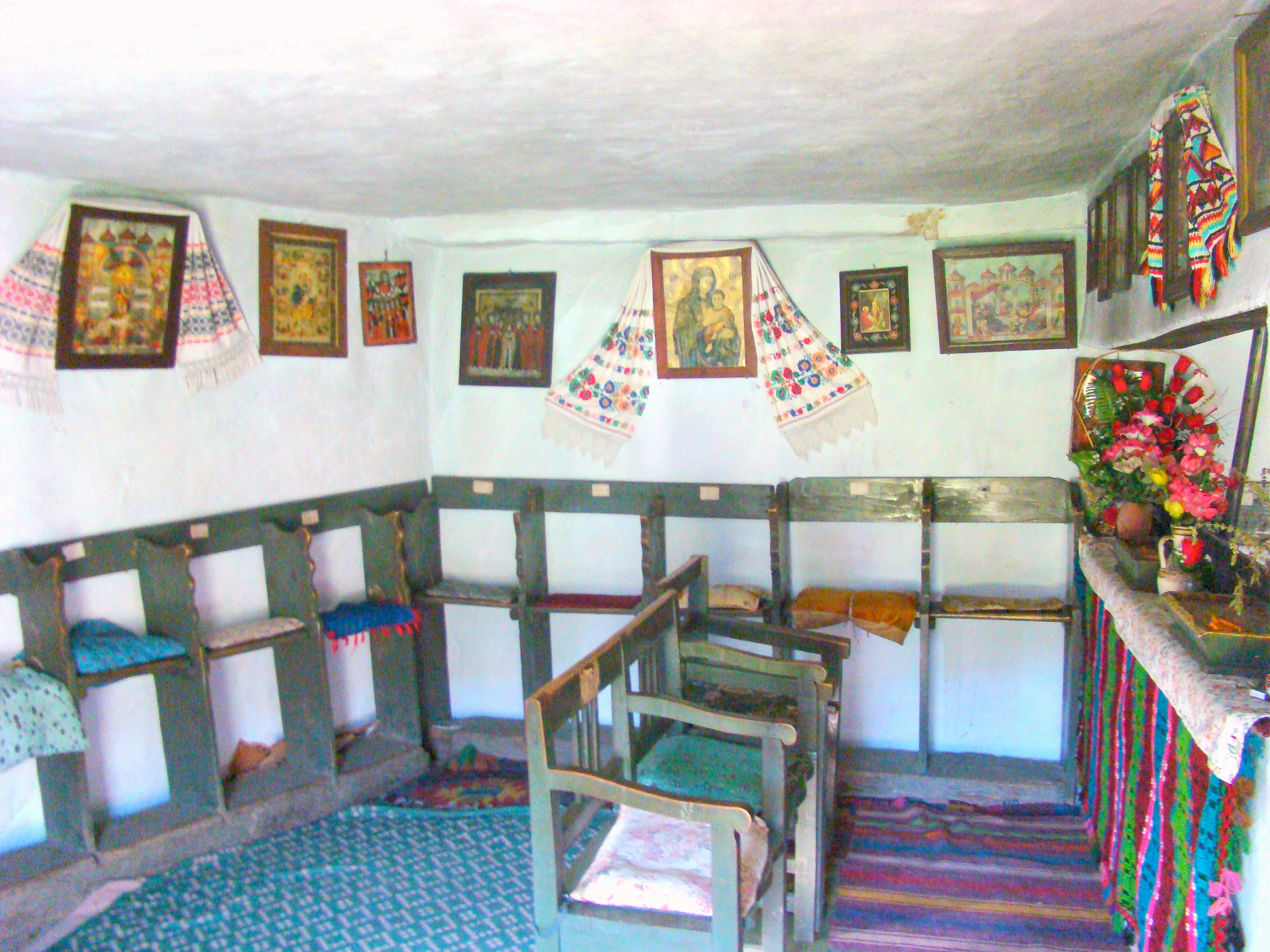
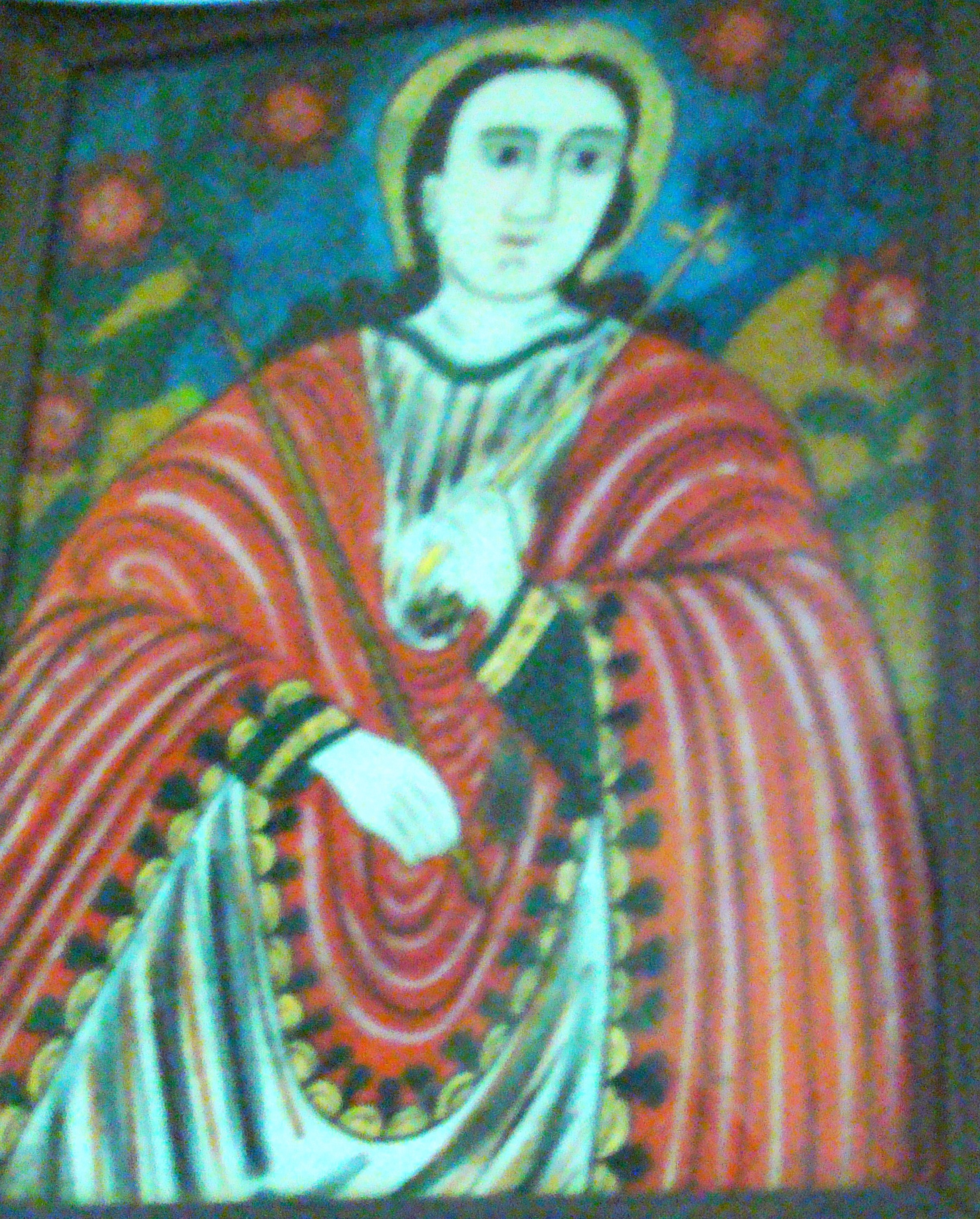
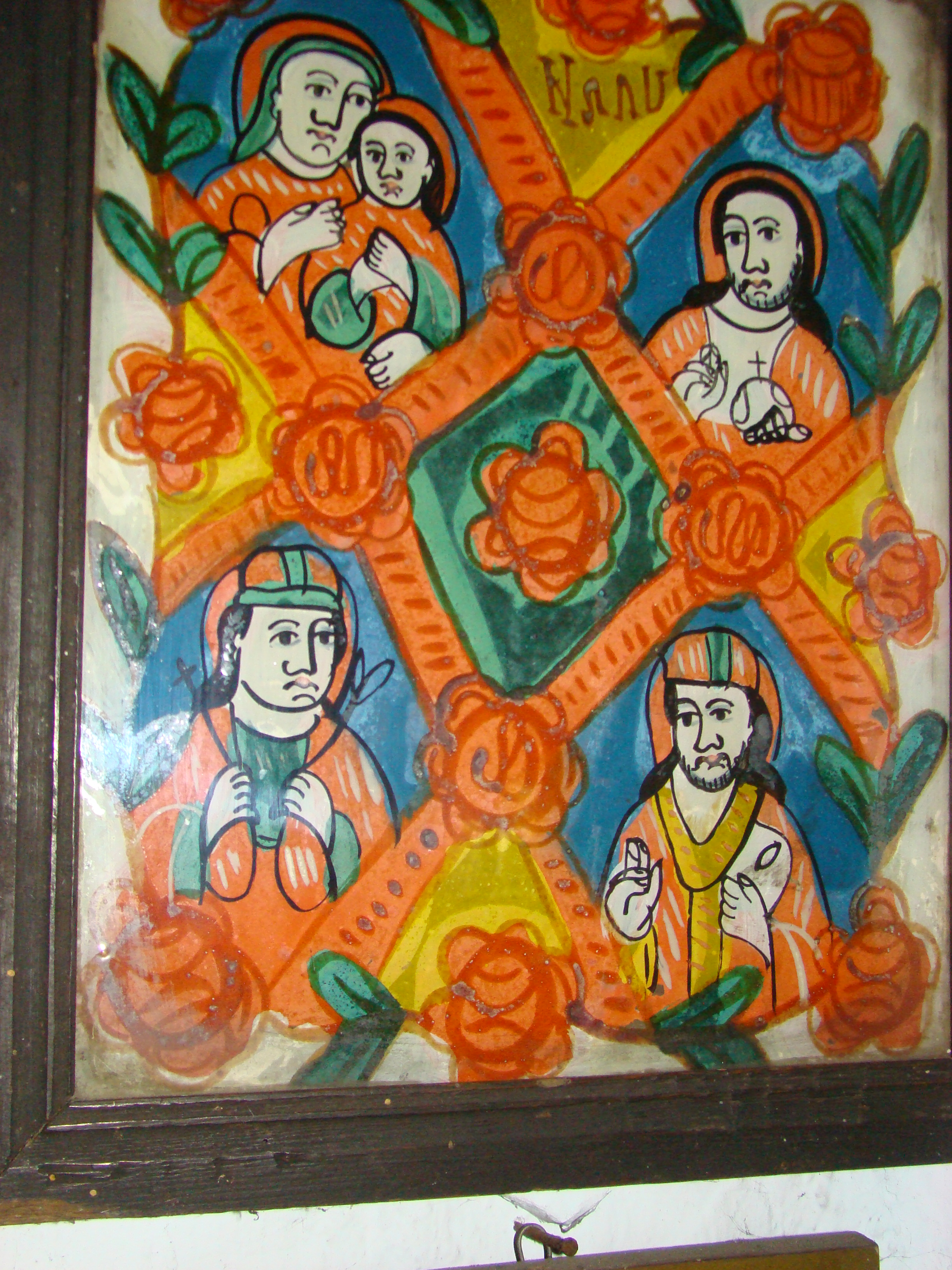
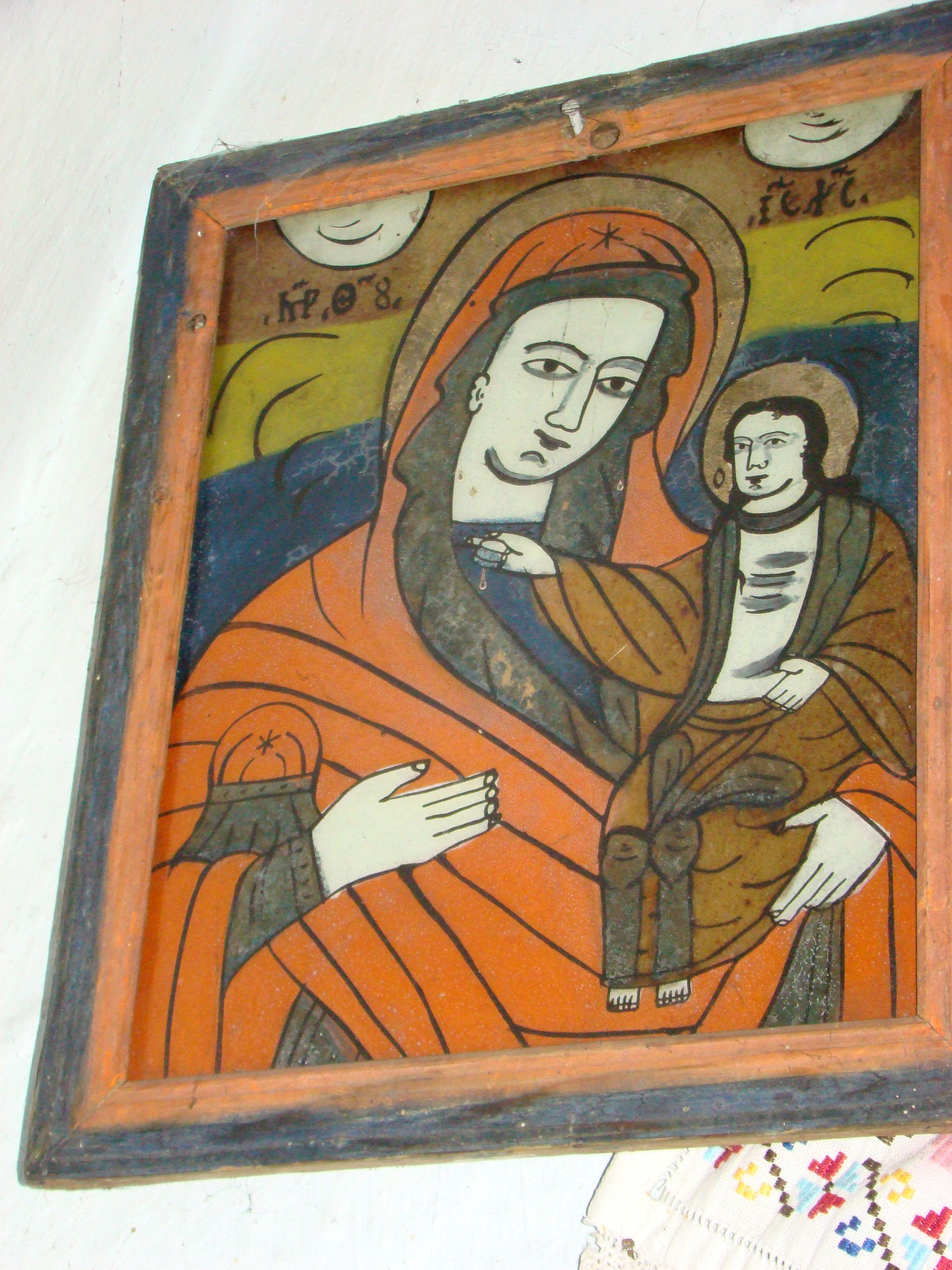
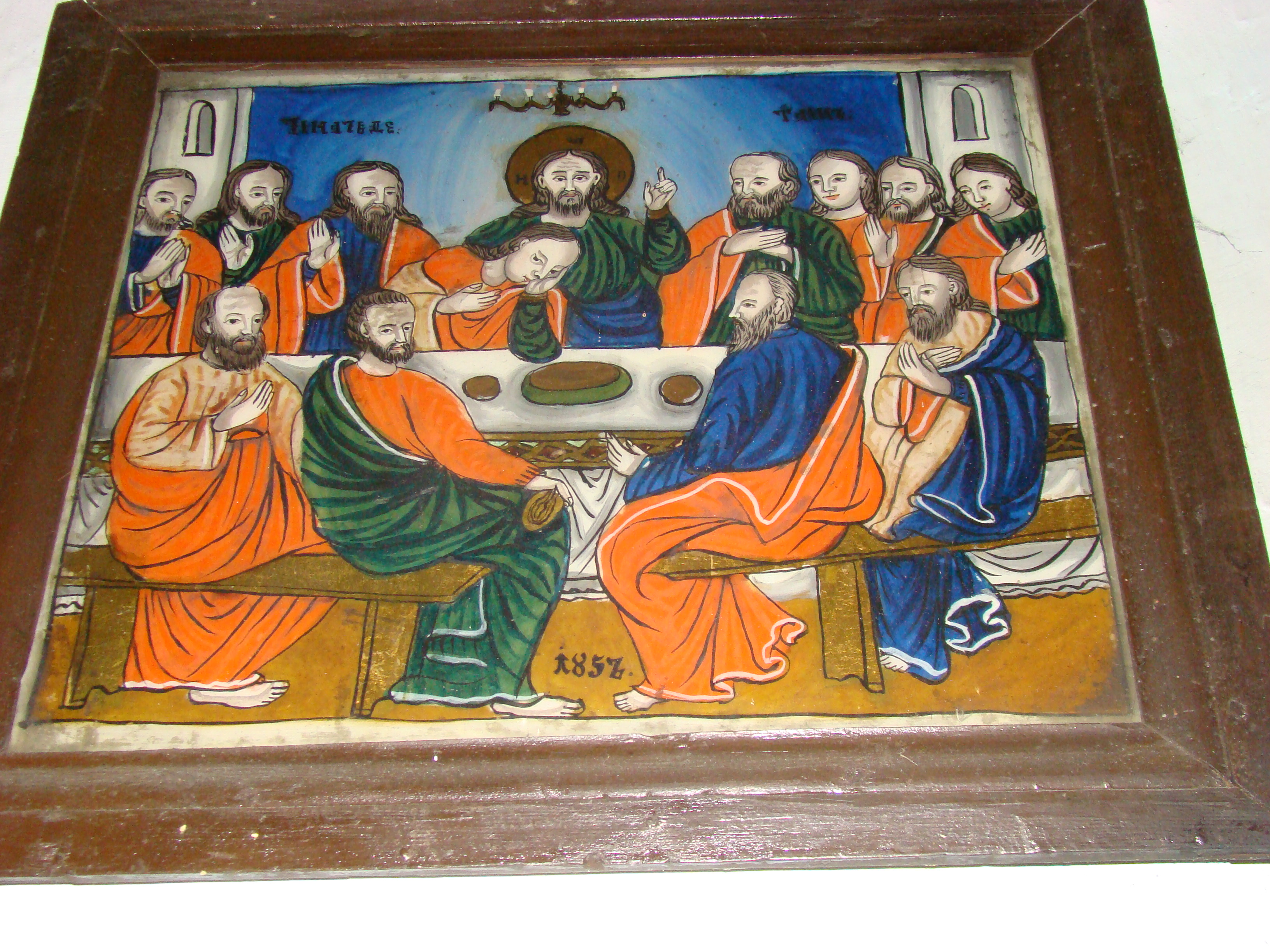
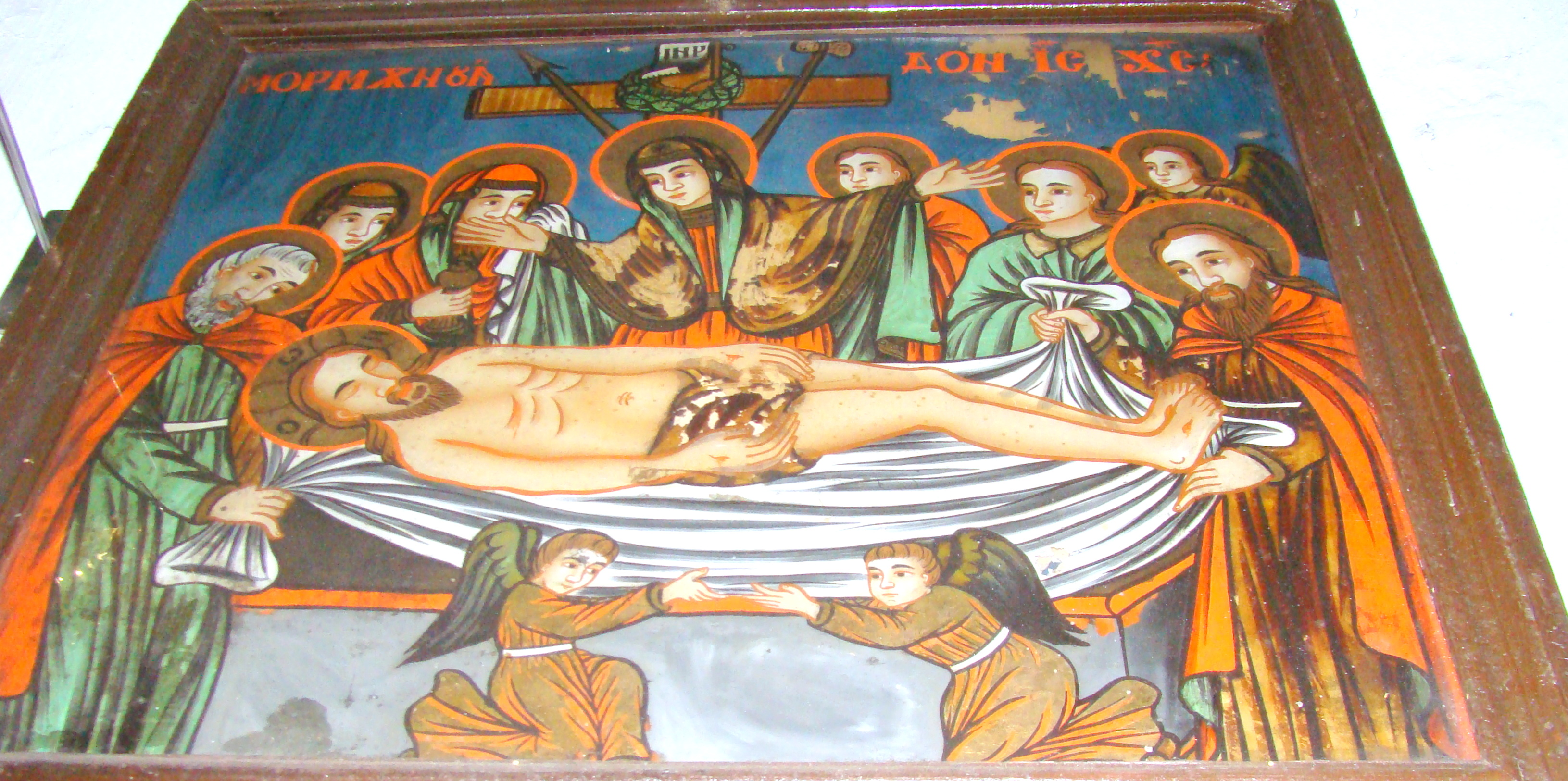
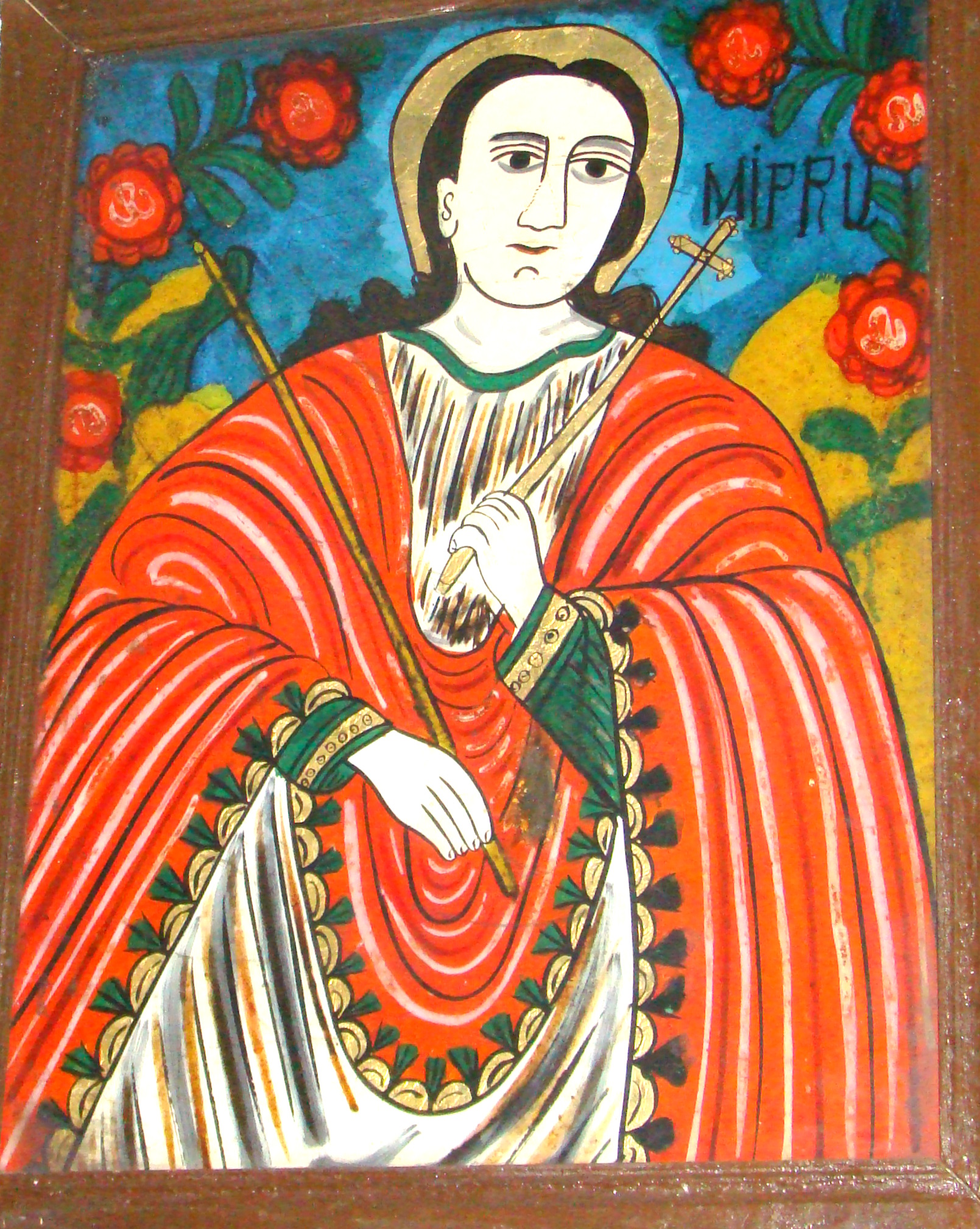
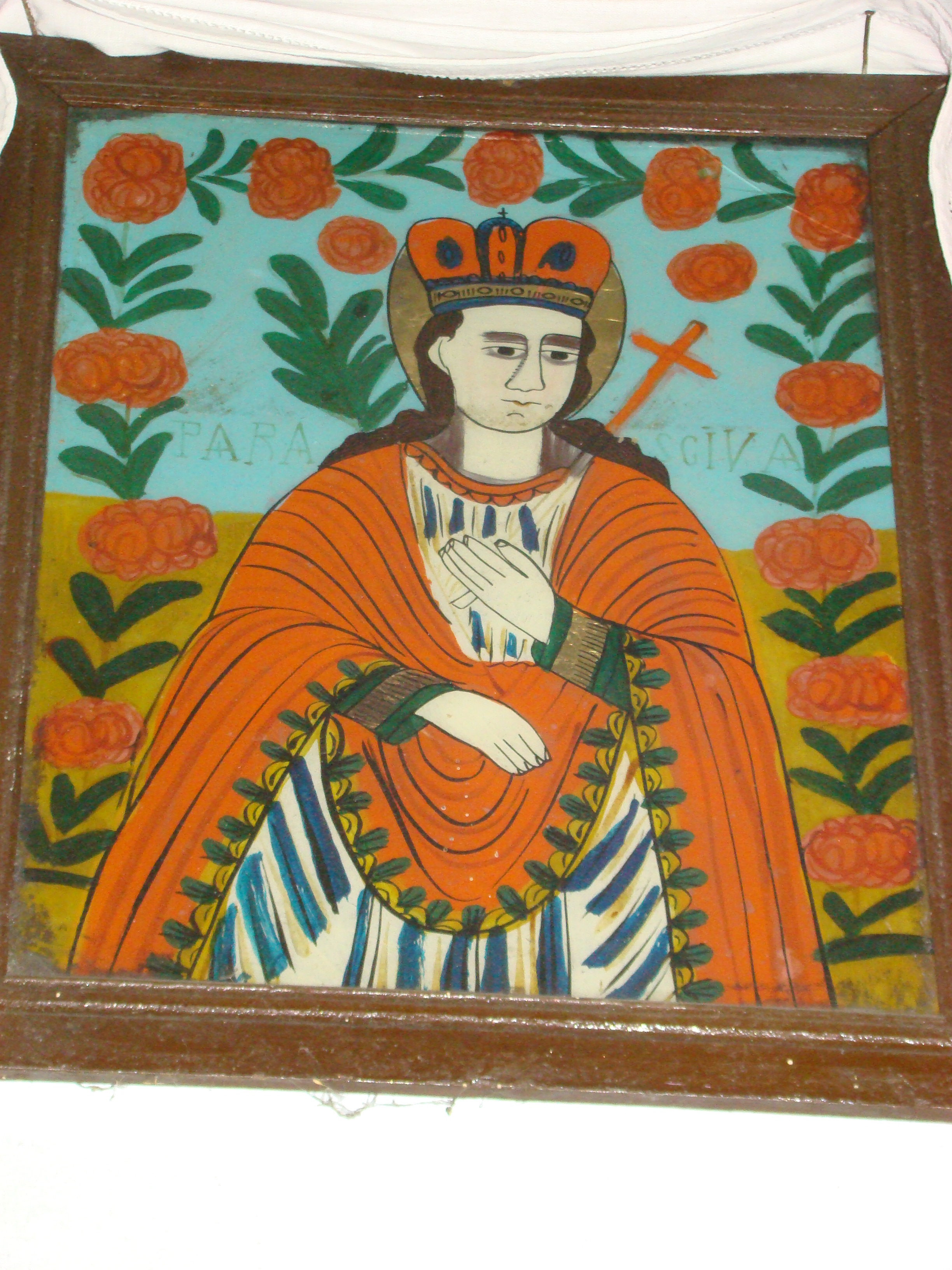
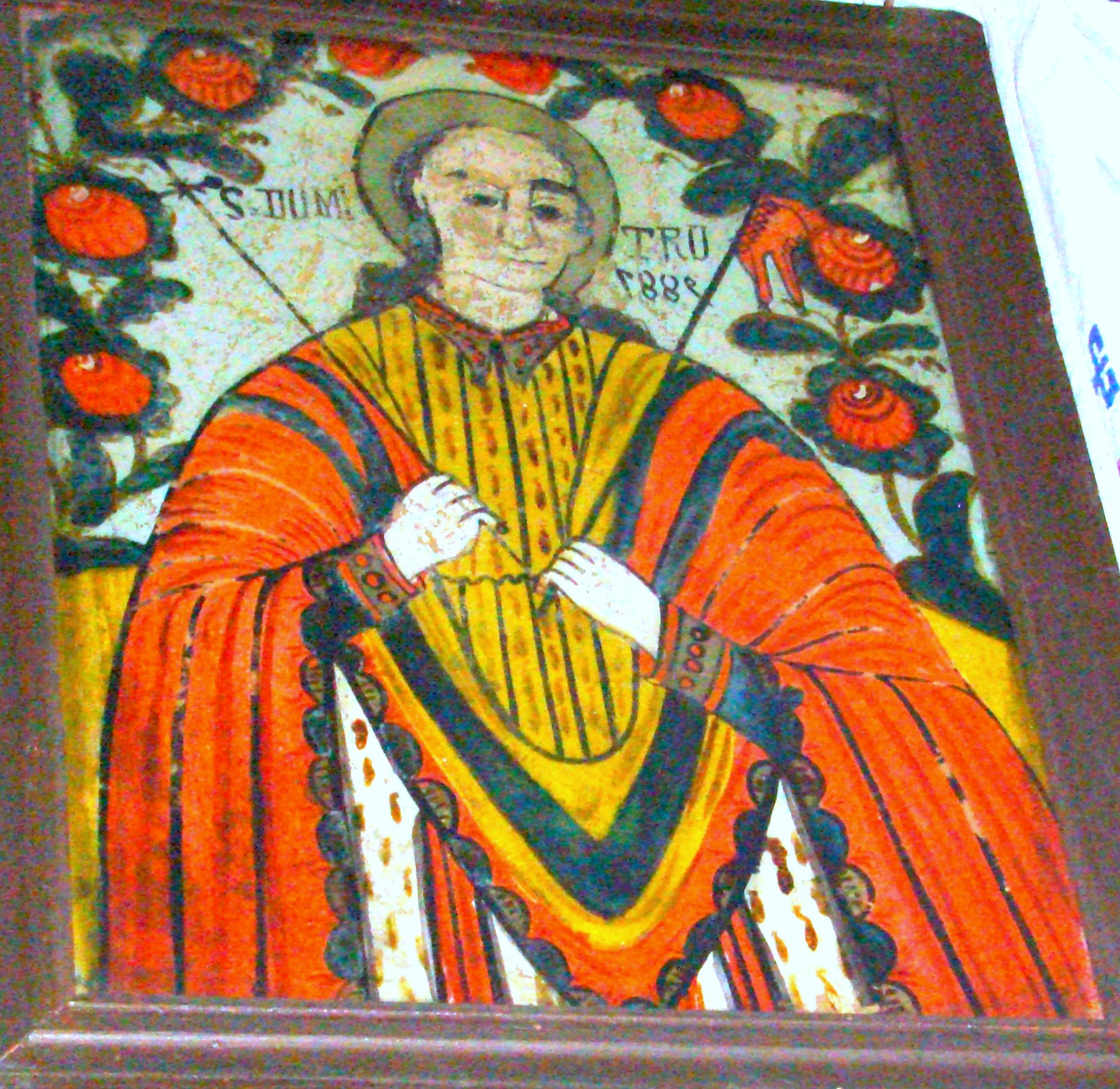
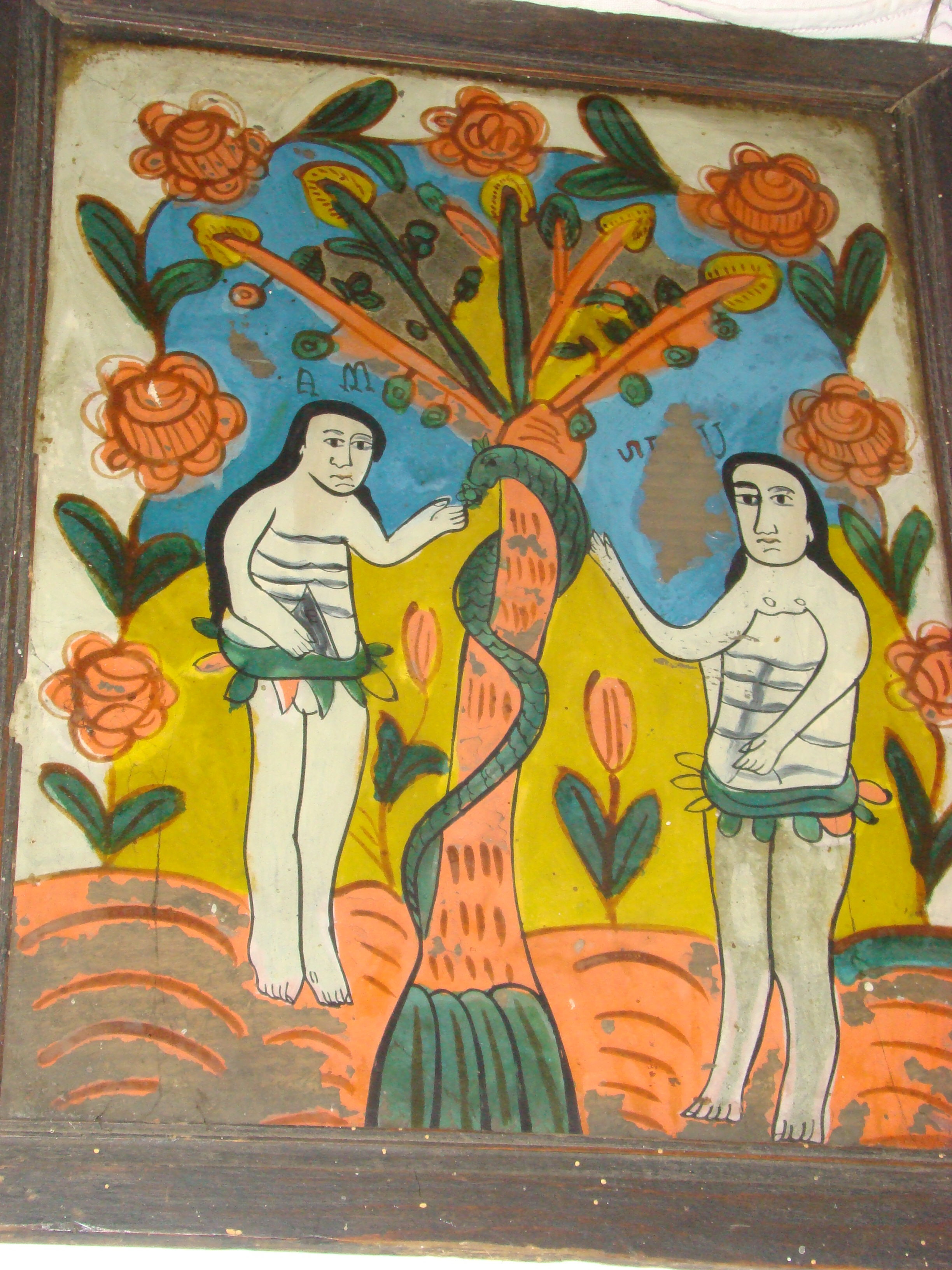
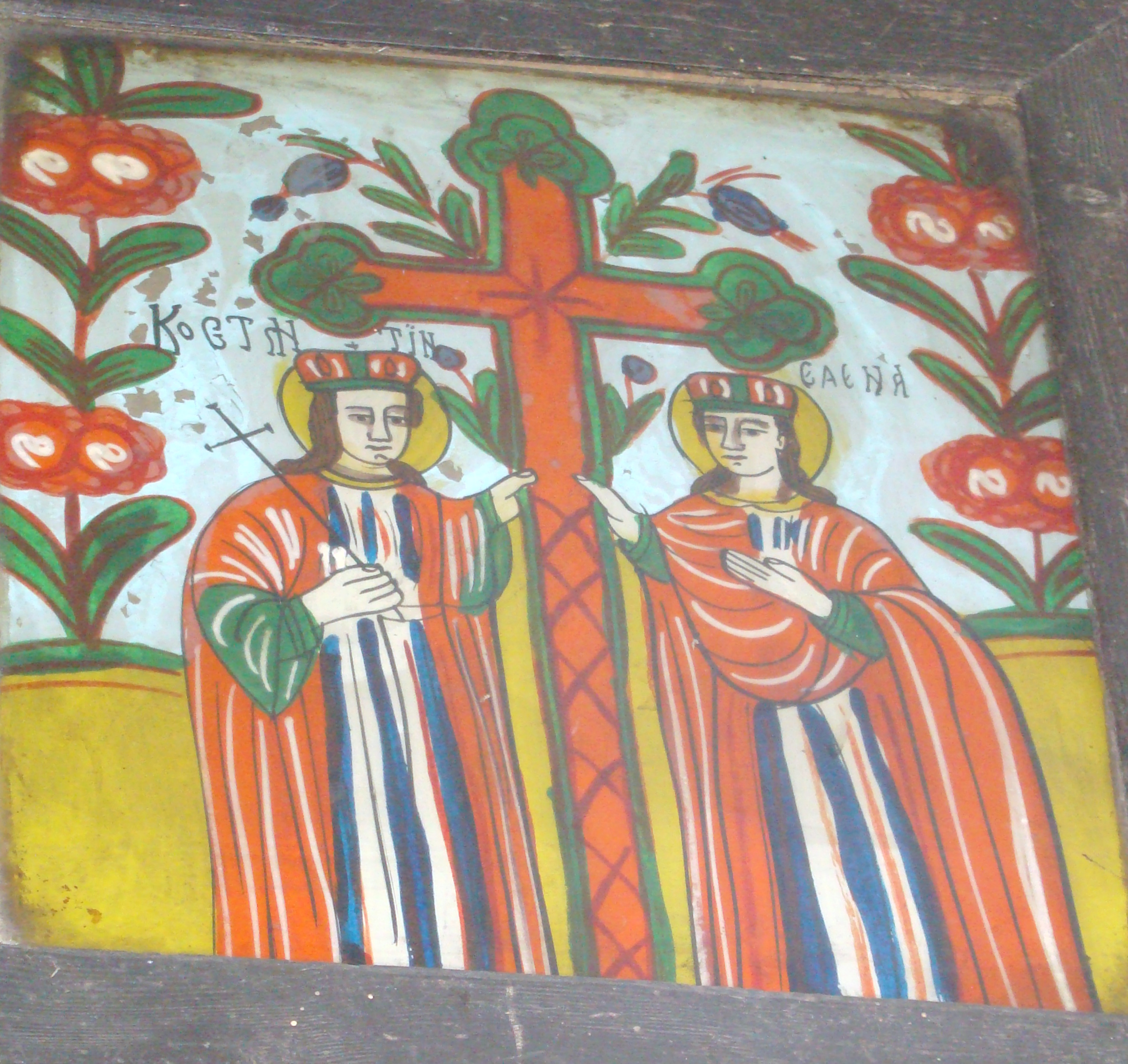
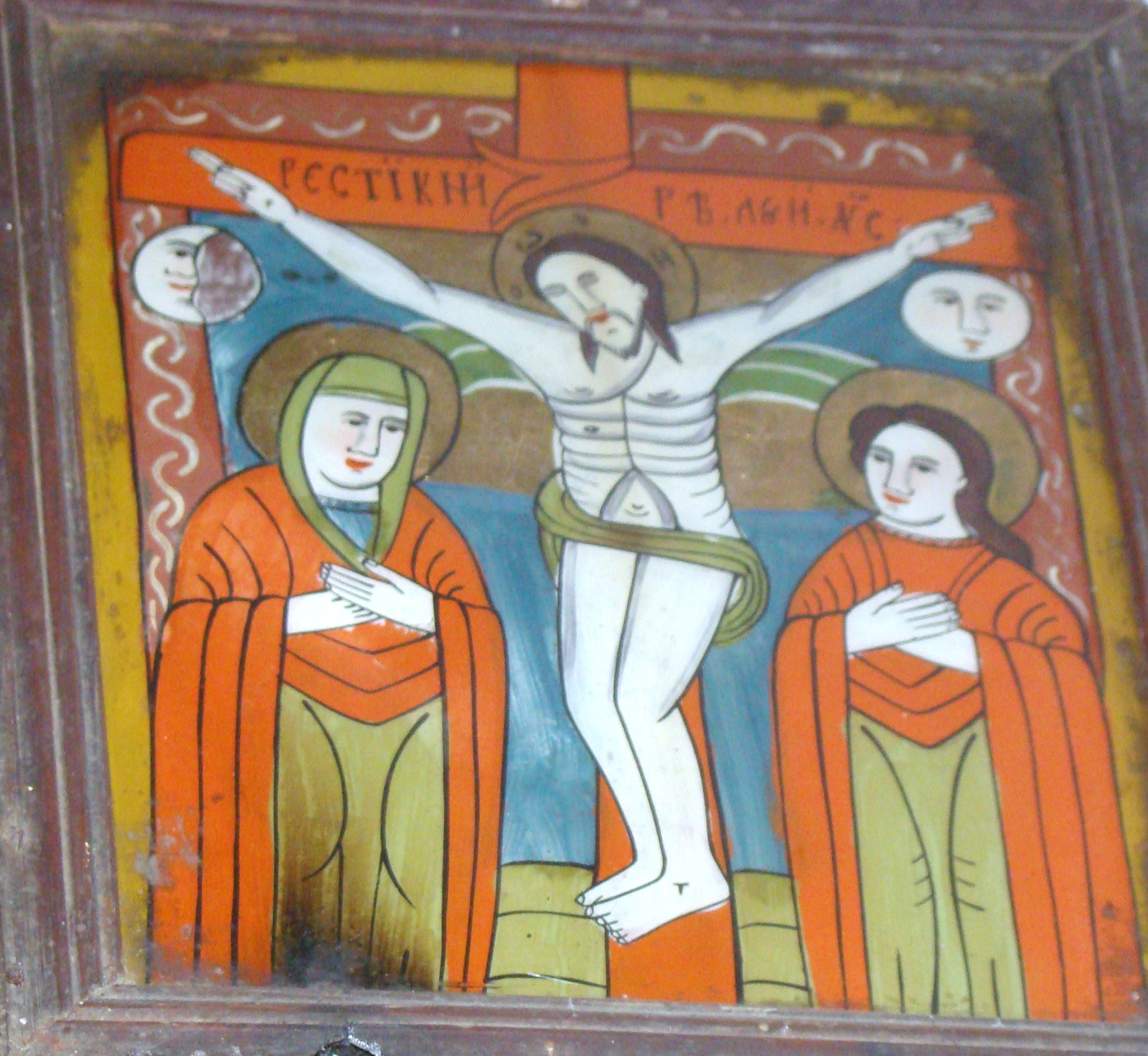
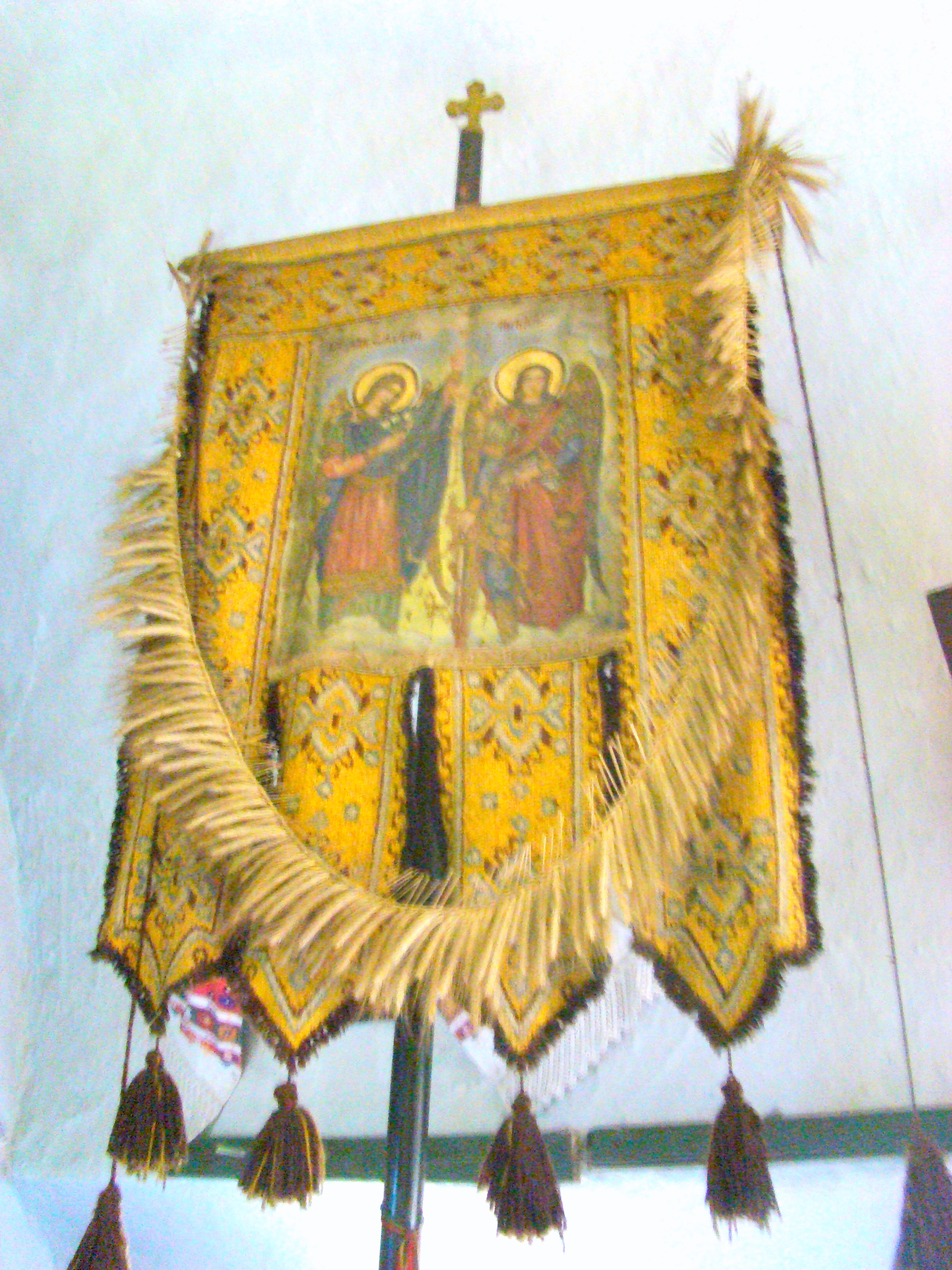
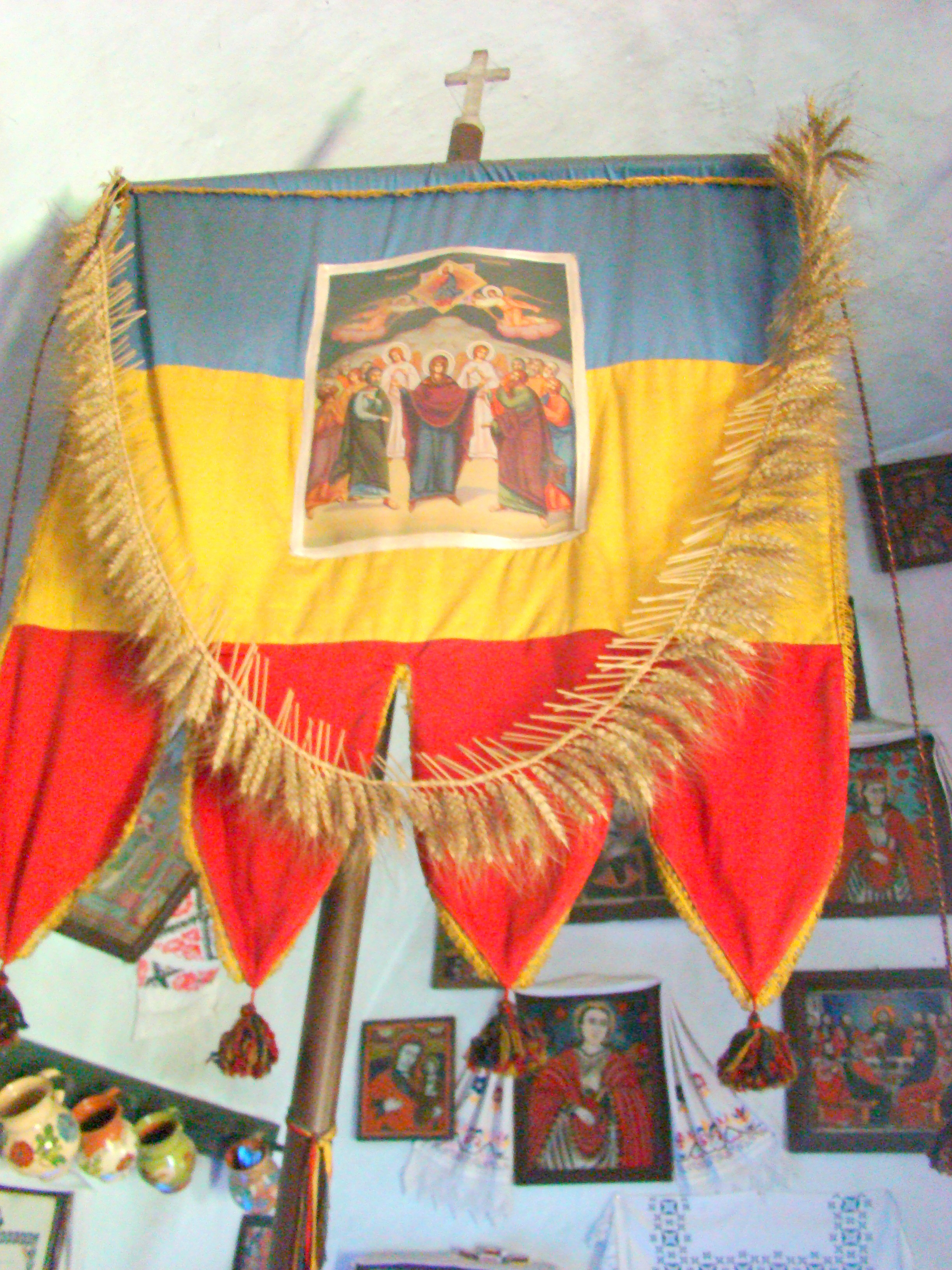
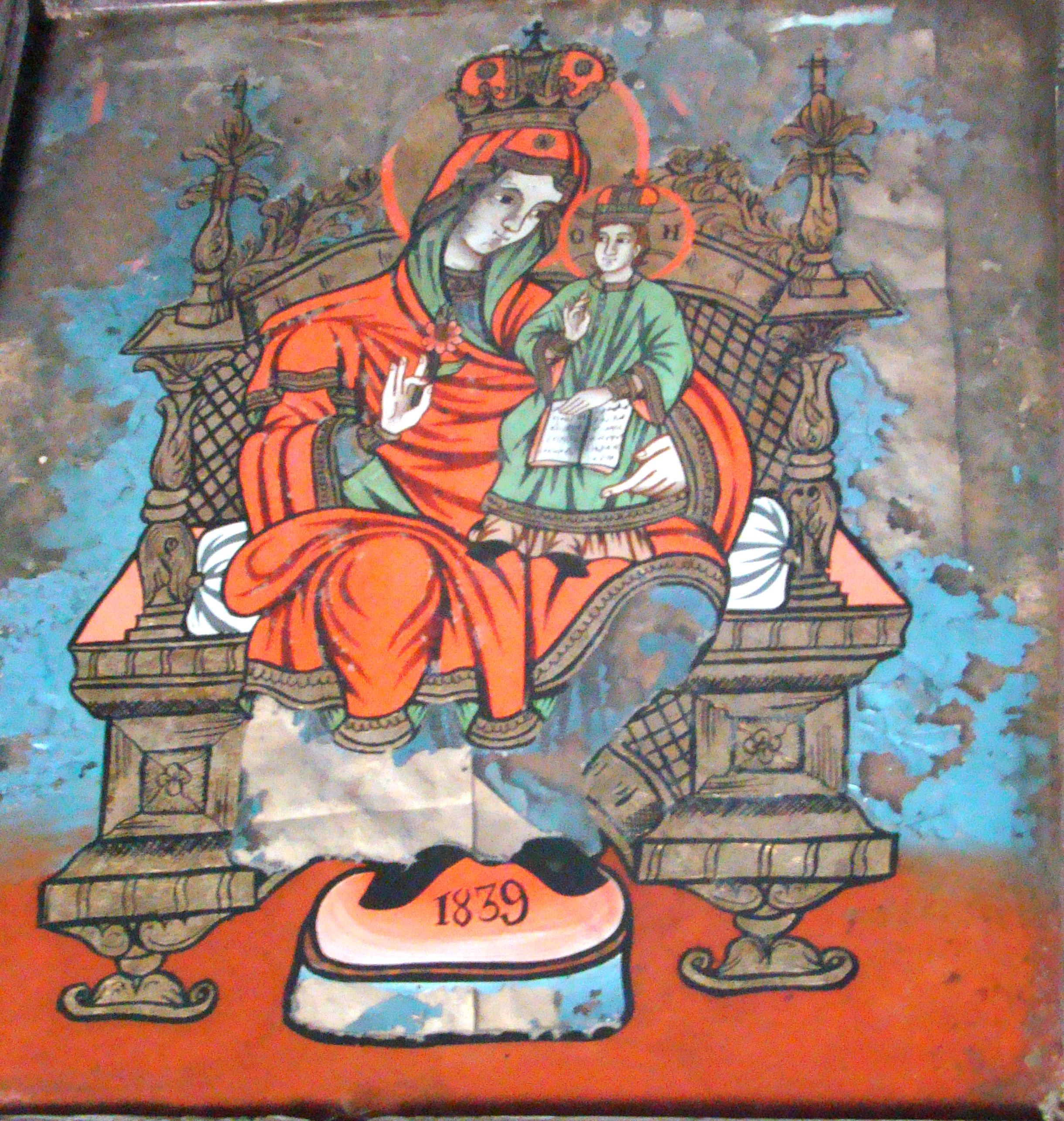
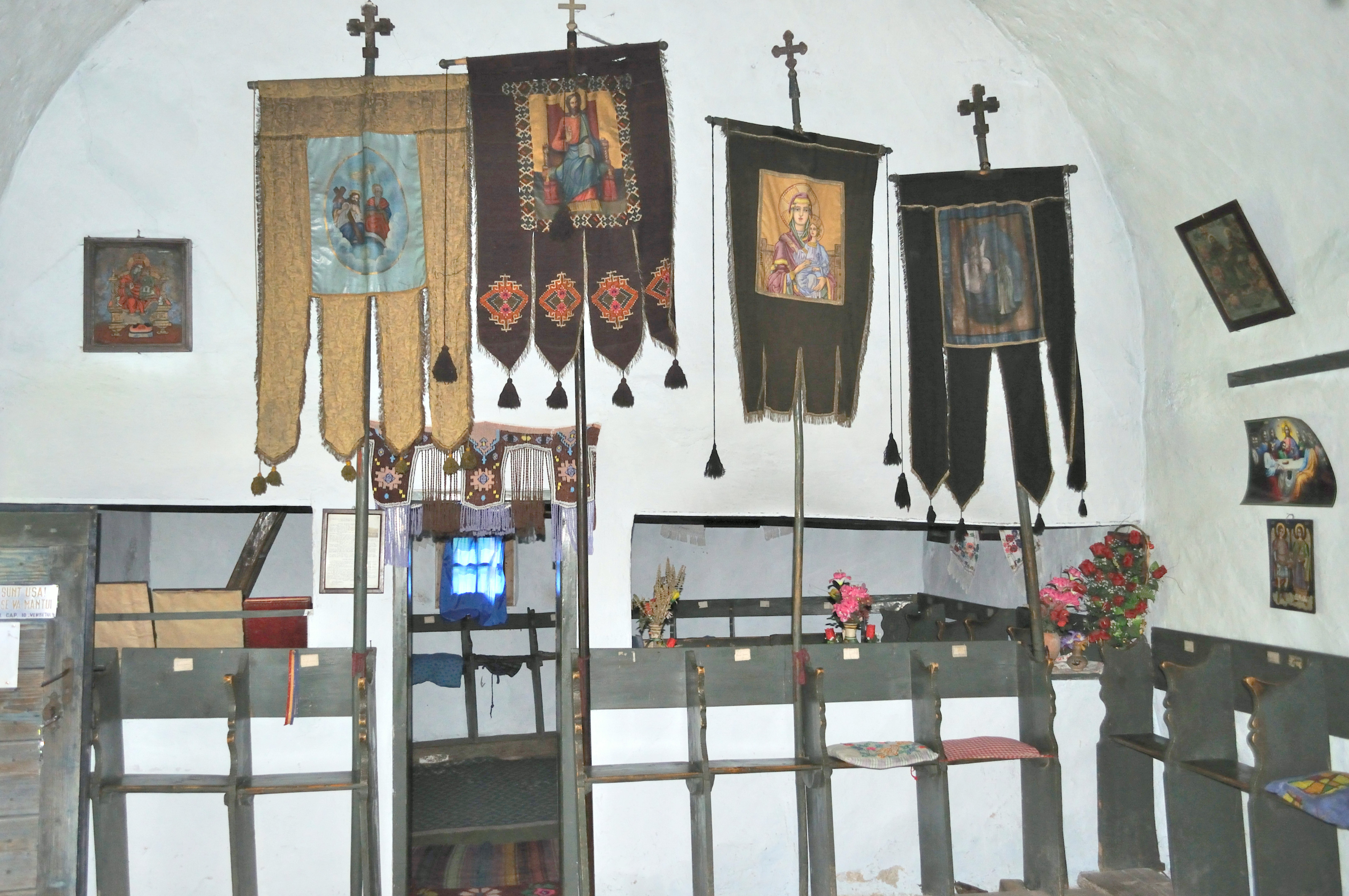